# 反對逃犯條例修訂草案運動過程 (2020年7月)
| 2019年          | 尚未開始 | 尚未開始 | 3月至6月 | 3月至6月 | 3月至6月 | 3月至6月 | 7月 | 8月 | 9月    | 10月   | 11月   | 12月 |
| 2020年          | 1月      | 2月至4月 | 2月至4月 | 2月至4月 | 5月      | 6月      | 7月 | 8月 | 9月    | 10月   | 11月   | 12月 |
| 2021年          | 1月      | 2月      | 3月      | 4月      | 5月      | 6月      | 7月 | 8月 | 9-11月 | 9-11月 | 9-11月 | 12月 |
| 2022年1月或以後 |          |          |          |          |          |          |     |     |        |        |        |      |

2020年7月，随着全國人大常委會通過《香港維護國家安全法》，部分反對者繼續透過游行等形式反对《港区国安法》，而政府和警方開始全面对有「連儂牆」的店舖进行打壓，又在銅鑼灣維景酒店（而不是在解放軍駐港部队大厦或中聯辦）設置國安辦公室，並對公共圖書館書籍進行覆檢。除了國安法在香港引發的不安，亦隨着中美歐關係日漸緊張，世界多國亦因港版國安法而對香港的外交政策有所改動。加拿大，澳洲，英國及美國相繼終止舆香港的逃犯引渡條例，稱「既然中國法列可以跨過香港立法會而由人大通過，即香港已不算高度自治，一國兩制亦已實亡」。 美國 ，加拿大，及英國更不會再向香港提供軍火買賣及技術支援。 各國制裁香港名單更會在短期內公佈，美國亦已取消香港優惠待遇。多家跨國科技公司及一間銀行亦已相繼搬出香港。而隨着國安法和第三波疫情帶來的限聚令，使得運動倍受限制與打擊。例如在元朗襲擊事件一週年活動中，多名記者在工作其間被發限聚令罰單 。另外，選舉主任對多名民主派的立法會選舉候選人發出書面要求24小時內澄清政治立場。

## 1日

### 7·1 大遊行

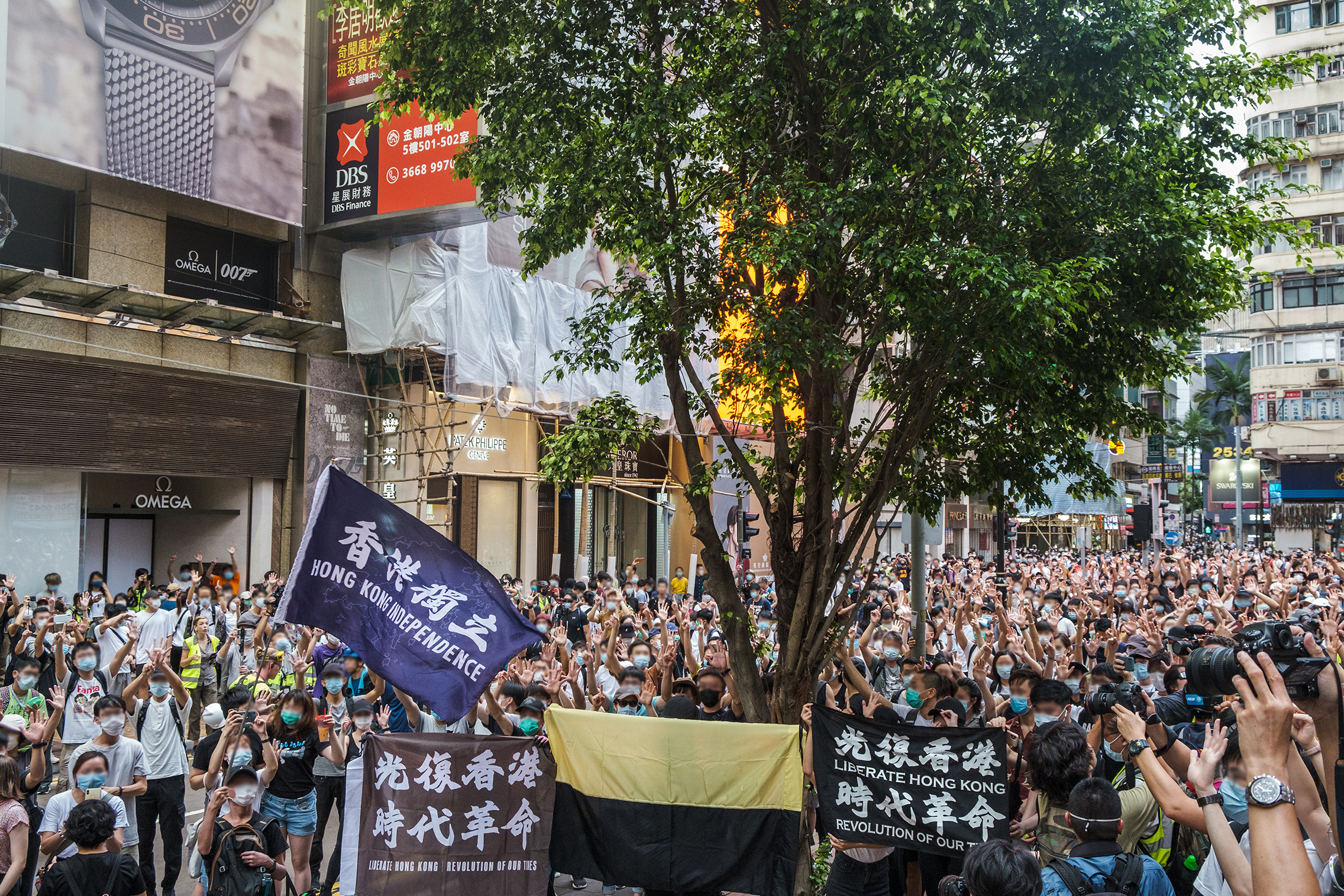
銅鑼灣羅素街有不少市民高舉「五一」手勢和展示被指有香港獨立含義的「光復香港、時代革命」旗幟

因警方首次禁止七一遊行，民陣於6月30日晚上宣布無法主辦。警方於銅鑼灣，灣仔和金鐘一帶嚴密怖防，並派出6000名警力戒備。到下午，大批人到銅鑼灣和灣仔一帶集結和遊行。警方多次封鎖道路並拘捕多人、同時市民和記者發射胡椒噴霧和胡椒球槍，並出動水炮車發射水炮。警方公布全日共拘捕約370人，當中10人因為涉嫌違反《港區國安法》被捕，包括搜出「香港獨立」旗而被警方拘捕，據悉年紀最小只有15歲。更加有人插著寫有「光復香港時代革命」的旗幟，在灣仔柯布連道近謝斐道駕駛電單車，撞向正在附近執勤的警員，該男子涉嫌瘋狂駕駛及違犯《港區國安法》被捕，3名警務人員分別手、膝部等受傷。

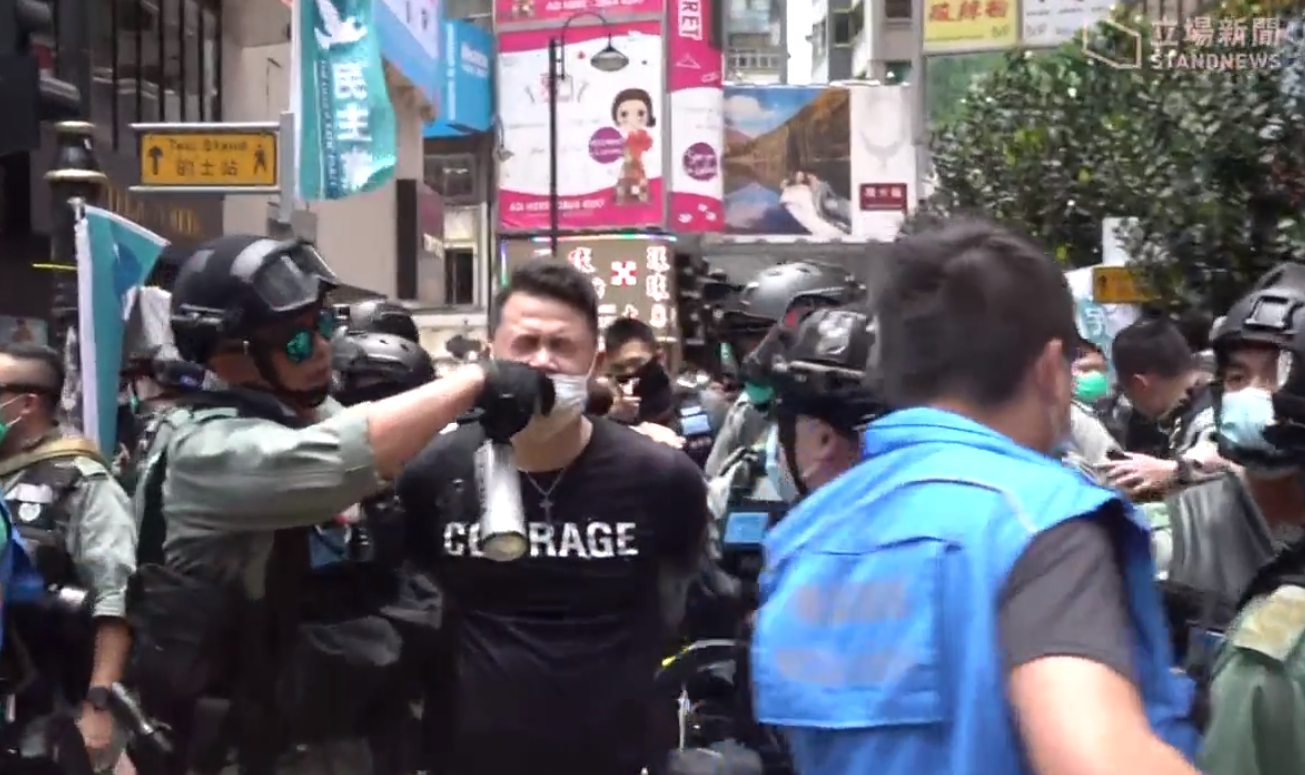
下午1時，民主黨立法會議員尹兆堅被警員壓在地上，之後更鎖上索帶拘捕
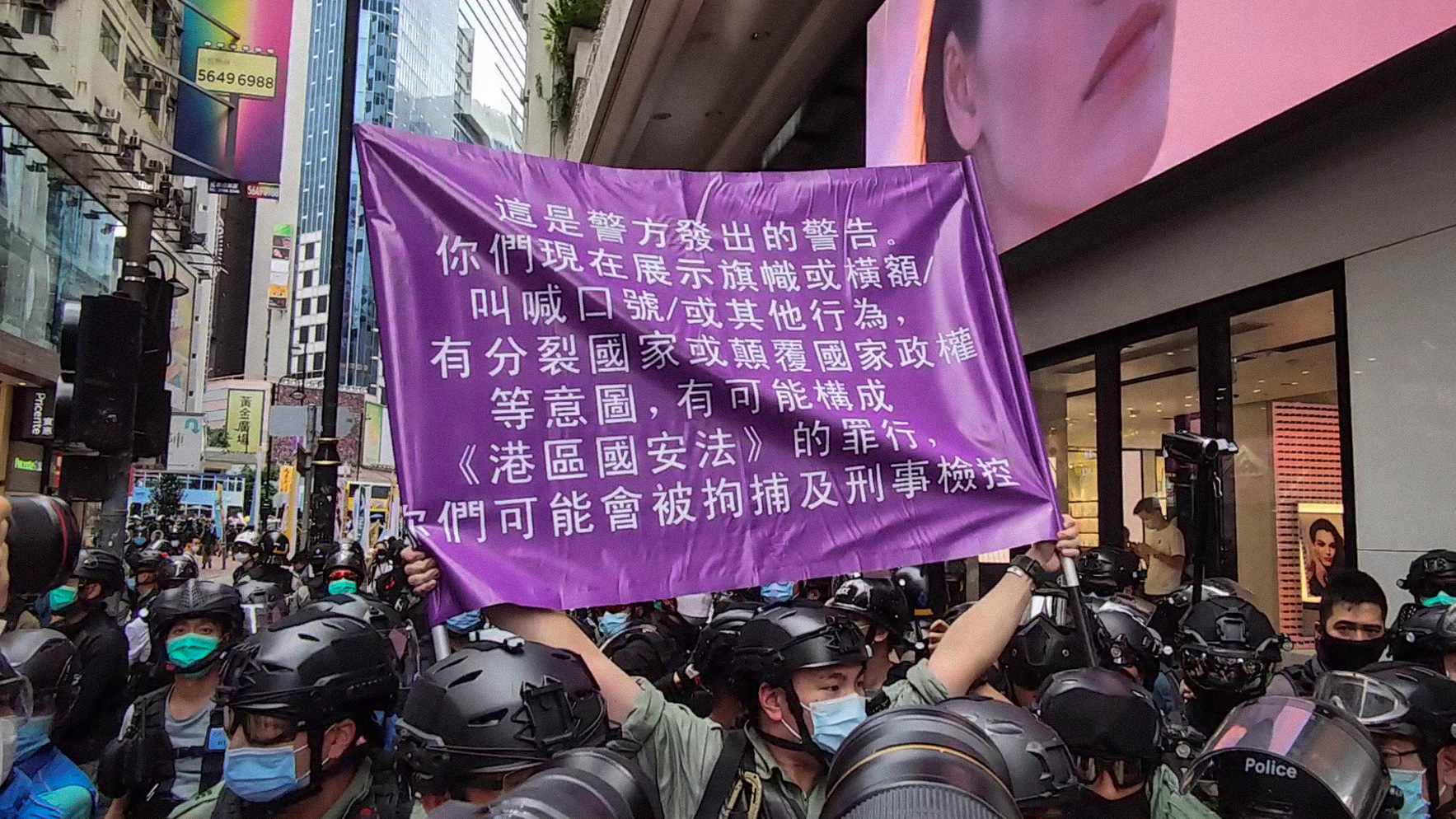
中午，警方於記利佐治街和東角道一帶推進，並首次舉起紫色的警告旗，指現場的人展示旗幟，及高呼「光復香港」
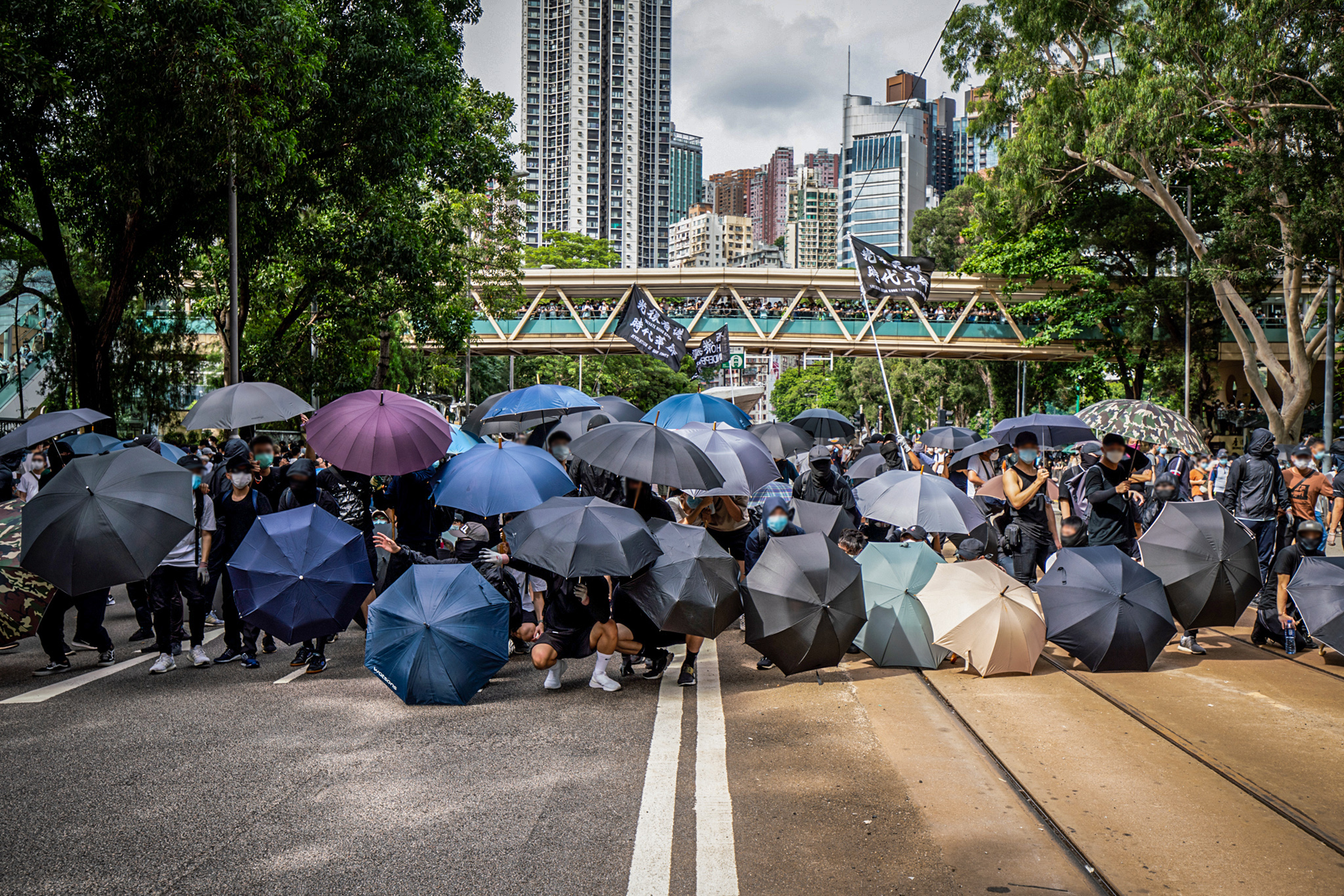
在香港中央圖書館與維園之間的高士威道，有示威者組成傘陣
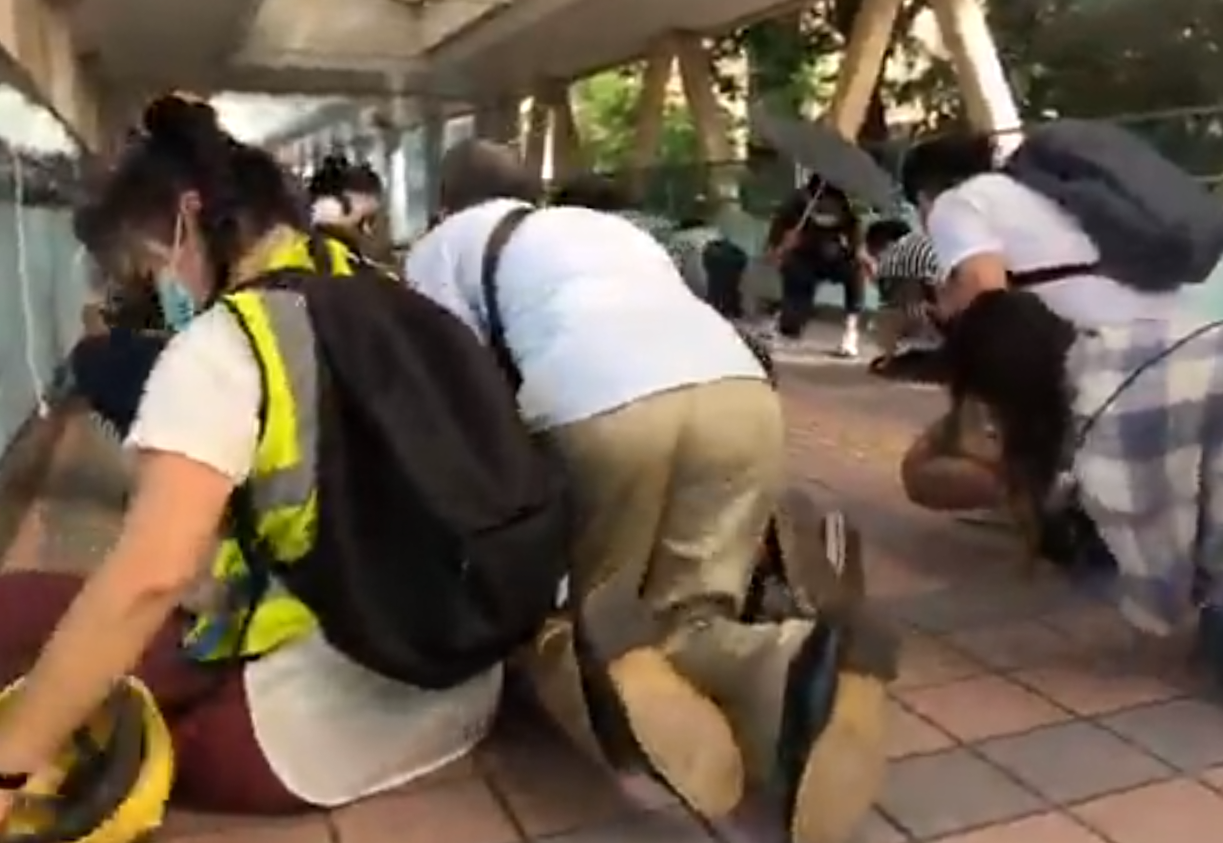
警方在驅散高士威道期間，多次向天橋的民眾和記者發射胡椒球槍。市民只能慌忙趴下，有不少人其後感到不適
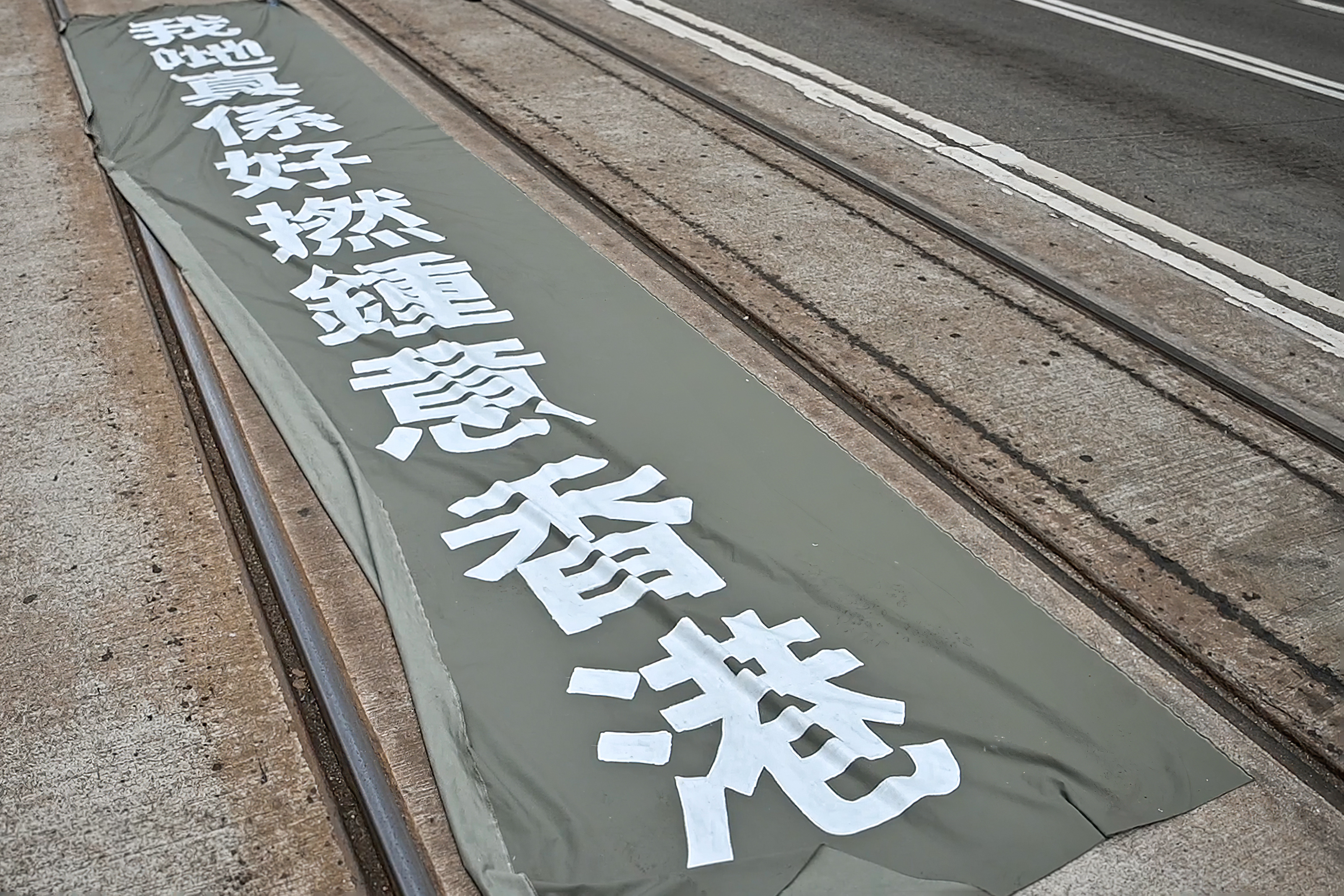
有人在灣仔北海中心對開電車路上攤開一大型直幡，寫著「我哋真係好撚鍾意香港」
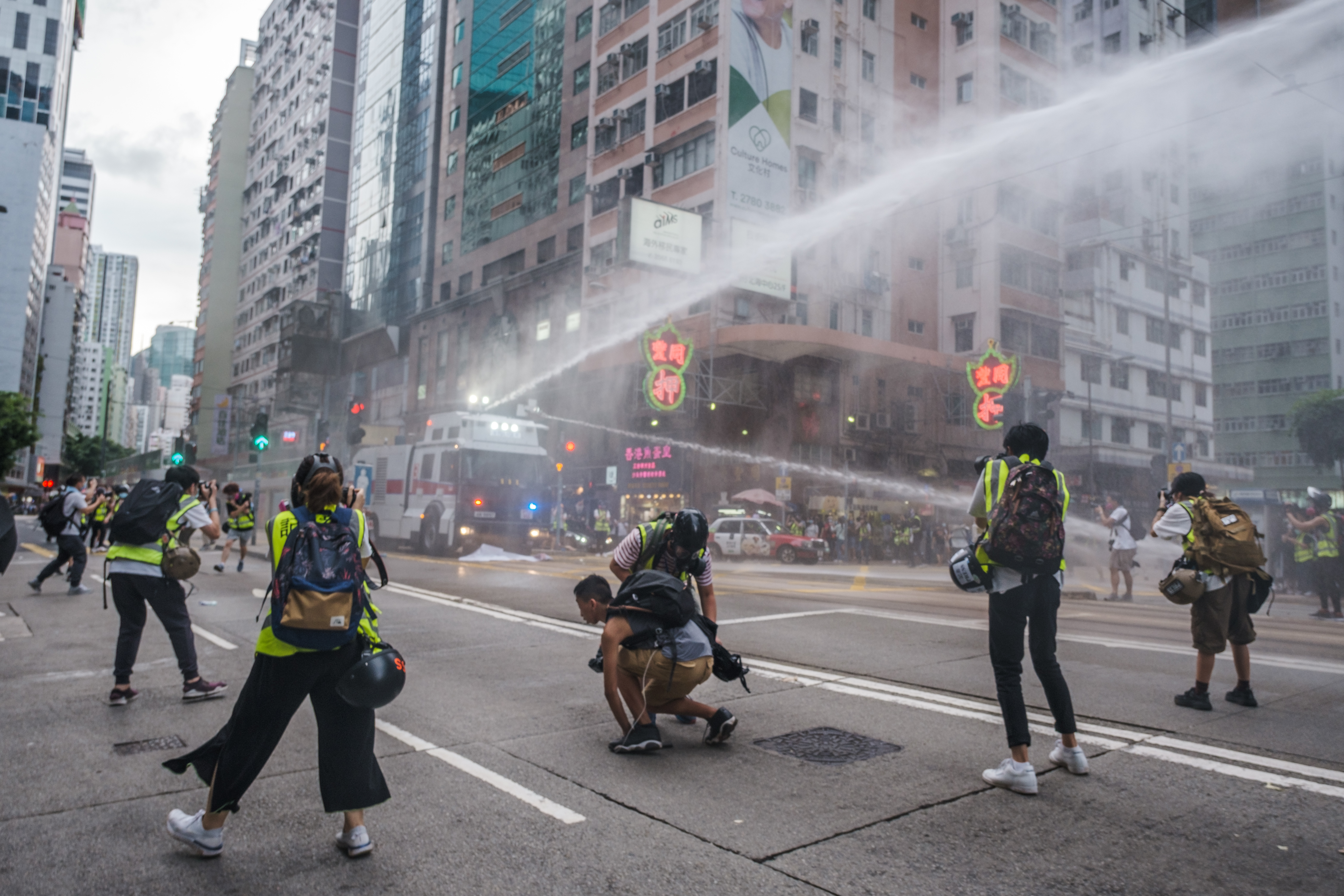
警方水炮車在灣仔軒尼詩道發射水柱驅散人群和記者
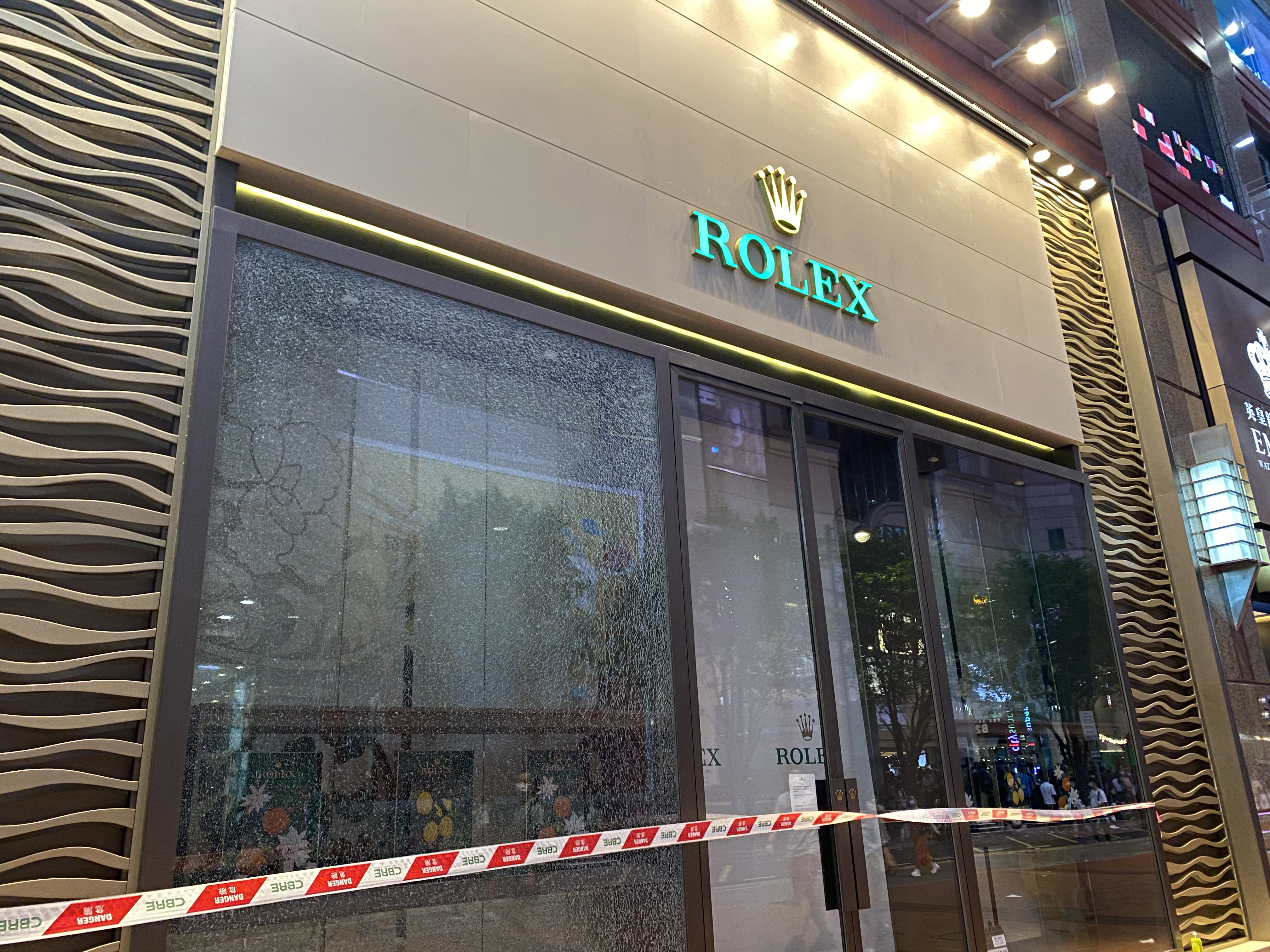
羅素街一間鐘錶店的玻璃有警方發射胡椒球槍造成的破壞彈痕
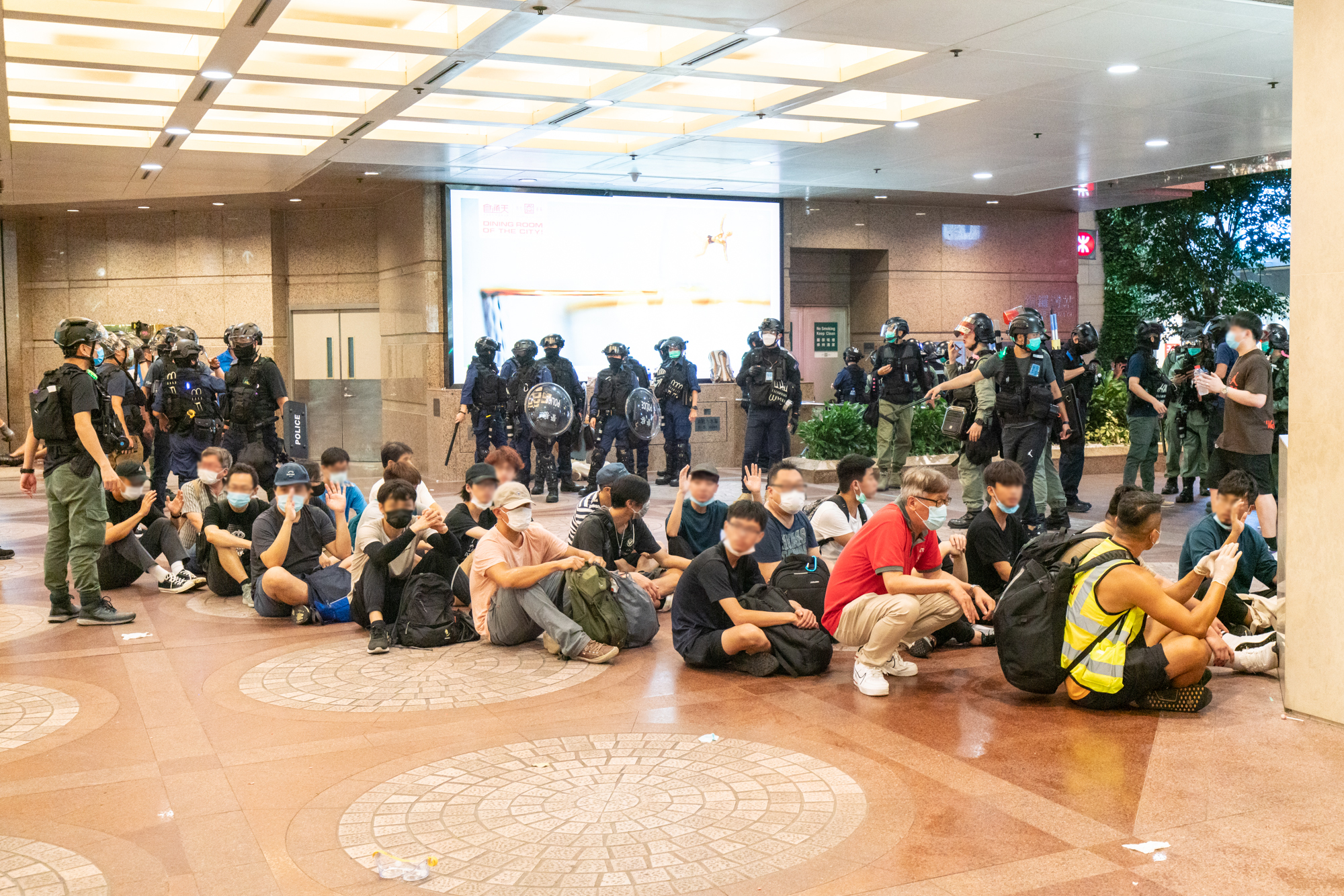
晚上7時30分左右，警方包圍時代廣場，地下有蓋廣場有大量市民被捕。

### 张晓明回应《港区国安法》
早上，国务院新闻办召开《港区国安法》記者會。会上，國務院港澳辦副主任張曉明表示，《港区国安法》完全符合「一國兩制」方針，是把堅守「一國」原則和尊重「兩制」差異完美結合的一部法律；他又对外媒批评北京搞「一國一制」回应称，若中央搞「一國一制」，我們完全可以把中華人民共和國的刑法、刑事訴訟法、國家安全法等這些全國性法律直接適用於香港，何必費這麼大周章，為香港度身訂造一部國安法？此外，他又对境外聲稱对香港採取制裁行動表示批评，认为是「強盜邏輯」，还引用廣東話回应「有冇搞錯，關你咩事」（“有没有搞错，关你什么事”）。

### 國際回應：英國放寬持BNO港人居留權
英國正式宣布准許英國國民（海外）護照（BNO）持有人及其家屬，可在英國工作和居留，住滿五年後可申請「定居身份」，再居留多1年後，可正式申請成為公民。中方表明堅決反對，並保留採取相應措施的權利。發言人指所有香港中國同胞，不論其是否持有「英國屬土公民護照」或者「英國國民(海外)護照」，都是中國公民。

### 台港服務交流辦公室正式運作
在台北的台港服務交流辦公室早上舉行揭牌儀式，由陸委會主委陳明通及台港經濟文化合作策進會董事長張小月主持。

## 2日

### 疑刺傷警男子在機場被捕
一名男子涉嫌在7月1日的遊行期間，懷疑用短刀刺傷一名警員，其後建制派人士在Facebook貼出該男子的照片。懷疑涉案男子在香港國際機場打算搭乘國泰航空7月1日晚上的CX251航班前往倫敦希斯路機場，但客機在已離開客運大樓，輪候升空期間，被民航處控制塔召回，機場特警隊上機拘捕該名懷疑涉案男子。

### 國際回應：美國參議院一致通過《香港自治法》
在6月25日美國眾議院一致通過後僅7天，美國國會參議院亦一致通過了《香港自治法》。

### 特區政府人事任命
國務院根據行政長官林鄭月娥提名，任命入境事務處副處長區嘉宏昇格為入境事務處處長，接替今年達到退休年齡，已調任政制及內地事務局局長的曾國衞。行政長官辦公室主任兼香港特別行政區維護國家安全委員會成員陳國基兼任香港特別行政區維護國家安全委員會秘書長。

### 警員要求黃店拆文宣連儂牆
早上11時許，警員到筲箕灣東大街一間貼有連儂牆的商店進行搜查，之後警告店員一旦營業或違反《港區國安法》。店方只能休業清理連儂牆的貼紙留言。而銅鑼灣也有餐廳撕去相關文宣。商店負責人認為是受白色恐怖威嚇，令人最基本的發聲方式的權利也沒有。但亦有黃店改為「無字連儂牆」。

### 國際回應：澳洲傳將收容港人
《雪梨晨鋒報》報道，澳洲總理史葛·摩利臣表示，正「非常積極」考慮向港人提供「避風港」簽證。若果成事，將會成為「五眼聯盟」中第二個收容香港人的國家。

### 國際回應：英澳加更新對香港的外遊警示
澳洲，加拿大和英國政府更新對香港的外遊警示，提醒「港區國安法已經實施」，指法律的詮譯籠統，當地公民可能會觸犯法律，有被拘捕和判終身監禁風險。

### 港府对“光復香港、時代革命”定性为港獨口號
晚上10時29分，香港特區政府發表聲明，表示「光復香港、時代革命」口號在今時今日，是有港獨、或將香港特區從中華人民共和國分離出去、改變特區的法律地位、或顛覆國家政權的含意。

## 3日

### 警車押解被告抵達法院時 撞跌多名攝影師要送院
下午1時許，警車押解銅鑼灣刺傷警員的被告抵達東區裁判法院時，警車在未有減慢車速和未有亮指示燈下，撞跌多名新聞攝影師，有人受傷送院。在場記者要求警方交代警車車長身分，法院內一名警長以「唔知道發生乜事」回應。

### 國際回應：加拿大、日本
加拿大宣布中止其香港引渡條約及限制對香港某些軍事產物出口。 條文即時生效。
日本執政黨自民黨的保守派議員约40人要求安倍政府取消與習近平的國家訪問及高峰會議。他們對這次的决議案表示 「不會袖手旁觀。我們已經對(香港國安法)給與嚴厲譴責。我們對香港能否維持基本的自由，人權，以及民主不得不抱有疑問」。

### 天水連線街站掛「光復香港 時代革命」橫額　警方到場警告
下午5時許，民間組織天水連線在葵芳站對出擺設街站期間，被警方警告有可能違反港區國安法。警方要求在場負責人拆欄杆上的「光復香港，時代革命」橫額及簽同意書但被拒。警方離開時，現場傳出歡呼聲  。負責人其後將横額放在路上。晚上在記者會中有區議員稱雖然今次警方沒有拘捕任何人或没收任何物品，但希望可以該組織繼續不被騷擾地守護香港人的精神 。

### 質疑警方無跟指引取《港區國安法》被捕人DNA樣本
協助被捕者的義務律師彭皓昕及義務律師游月華向媒體表示，因藏有宣傳標語，傳單和貼紙而被捕的10人中，其中有6位已被警察採集了頭髮和唾液DNA樣本，質疑無故檢取被告 DNA 可能違反《個人資料（私隱）條例》。警方引述《警察條例》59C（2a）條，稱他們有權收集這10名被捕者的非體內樣本。但根據專門從事刑事案件的香港律師駱應淦指出，  59C (2a)條 一定要與59C (2b) 同時符合才可授權採取樣本。 因59C (2b)不適用，而59C (3a)又有 規定作出的授權「必須以書面形式作出」，所以有感 香港警察可能越權。他推測提取DNA的主要目的是恐嚇被捕者。另外，當義務律師彭皓昕質疑做法時，報道指有警員說：「你鍾意就JR（司法覆核）喇！」。

### 男童被捕後遭拍照上載「撐警」群組 家人申臨時禁令獲延續
法院於7月3日延長一項禁止令，原因是有人未經授權，發佈了一張15歲被捕抗爭者在警署內拍攝的面部照片。 由於該照片已在Instagram，微信和其他社交媒體上散佈，該男孩及其家人受到了惡劣威脅。 該禁制令由六月廿六日領發， 於7月3日到期。根據立場新聞的報導，該男孩於5月24日因非法聚會在旺角被捕，並於26日獲釋，但其照片於25日發佈到撐警Facebook專頁和其他支持警察的社交平台 。在法庭開庭審理時，Facebook尚未對男孩的律師做出回應。

### 教育局要求所有教學及非教學人員和學生認識《港區國安法》
教育局7月3日晚向全港各中小學（包括特殊學校）及幼稚園發通告，要求學校「加強認識法治和國情」。

### 中央駐香港國家安全的人事任命
新華社刊發國務院的任命，宣布港區國安法相關職位名單。中央人民政府駐香港特別行政區聯絡辦公室主任駱惠寧兼任香港特別行政區維護國家安全委員會國家安全事務顧問；中國共產黨廣東省委員會常務委員兼秘書長，曾處理烏坎事件的鄭雁雄擔任中央人民政府駐香港特別行政區維護國家安全公署署長；公安部駐中央人民政府駐香港特別行政區聯絡辦公室警務聯絡部部長李江舟擔任中央人民政府駐香港特別行政區維護國家安全公署副署長，而背景不詳的孫青野擔任中央人民政府駐香港特別行政區維護國家安全公署副署長。

## 4日

### 部分政治書籍下架被指可令言論自由受限
7月初，據香港公共圖書館網頁搜尋顯示，至少有6本由嶺南大學中文系前助理教授陳雲（陳根）所著的書籍未能供借閱，系統顯示為「覆檢中」，除了《香港城邦論》，也包括《香港保衛戰》。此外，前香港眾志秘書長黃之鋒的《我不是細路：十八前後》及公民黨立法會議員陳淑莊的《邊走邊吃邊抗爭》也同樣處覆檢狀態。據香港中央圖書館職員指出，由於香港實施《港區國安法》，部份圖書被抽起以作覆檢，主要涉及陳雲、黃之鋒及陳淑莊三人。職員稱藏書數量並不多，又指並非所有涉及的作者的書籍都要覆檢。而康文署表示，香港公共圖書館館藏必須符合香港法律的規定，而為避免觸犯有關規定，香港公共圖書館將覆檢部份書籍的內容會否違法，而有關書籍將暫時不會給予市民借閱和作參考用途。但根據康文署公共圖書館簡介中提及的《聯合國教育、科學及文化組織公共圖書館宣言》，公共圖書館 的館藏及服務「不能以屈從任何意識型態、政治或宗教的檢查, 當然也要抗拒商業行為的壓力」 。另外就圖書館此舉有外國傳媒擔心香港的言論及學術自由會受壓。 事實上 ，雖然多間大學校長在六月一日國安法詳情未公布之前已經聯合一齊宣佈支持立法，亦稱會守護大學的學術自由，但多位大學教授接受國際權威雜誌《科學》時表示擔心 。至於書店，被圖書館下架的部分相關書籍仍有發售。 在旺角及銅鑼灣的書店，《香港城邦論》和黃之鋒、陳淑莊的書籍則未能找到，有職員解釋是書籍較舊和較少再版。而在旺角其中的一間書店，一本由基督教中福教會出版的相集《暴政下的抗爭》，其封底簡介中的「光復香港，時代革命」字句被膠紙遮蓋。

### 美國獨立日有人帶美國國旗到領事館

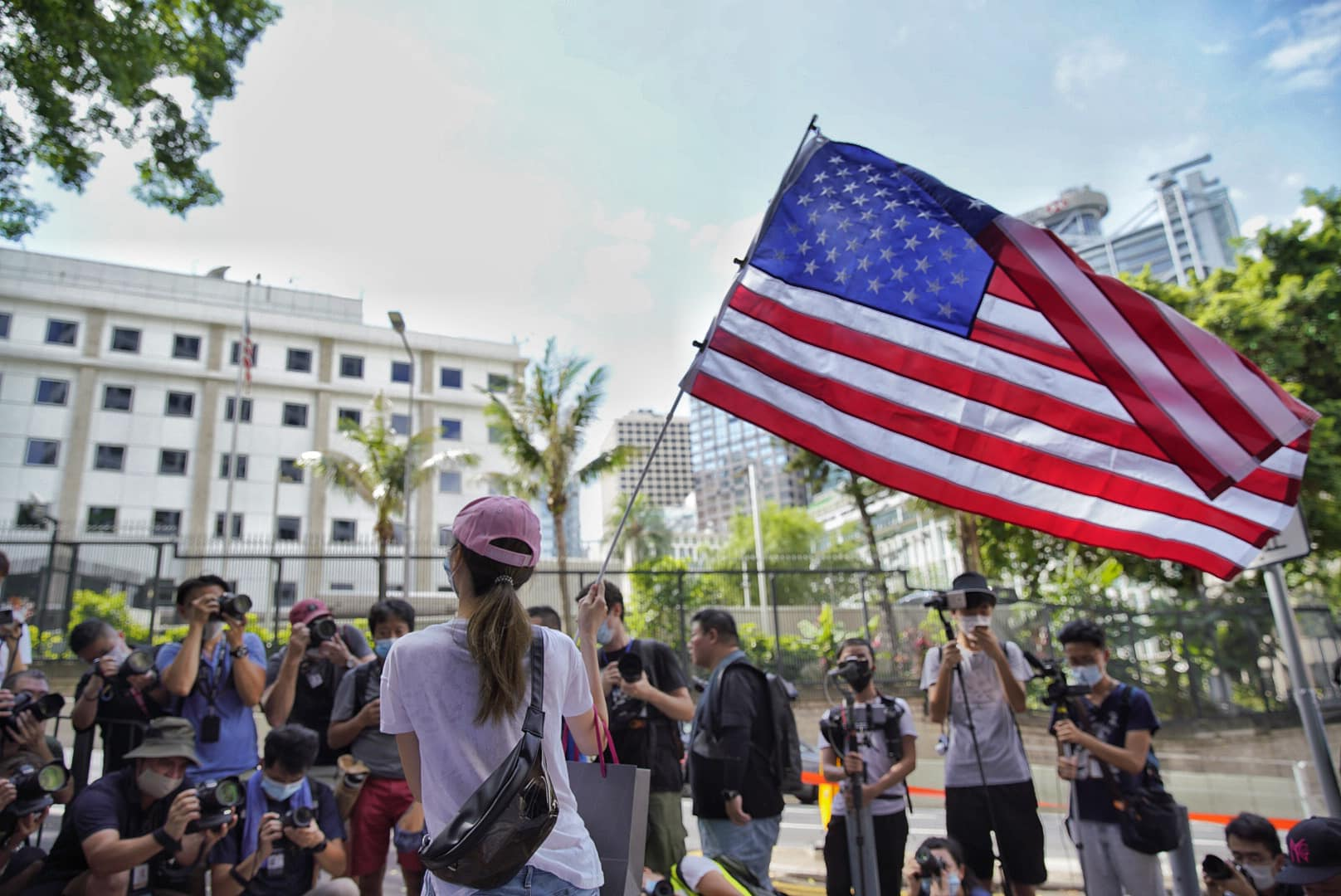
美國獨立日，有人帶美國國旗到美國駐香港及澳門總領事館外

7月4日為美國獨立紀念日，市民響應網上號召，遊行「途經」美國領事館。早在下午2時，多名防暴警察在中環近遮打花園一帶巡邏，並截查多名市民和記者。有中年男子被搜出有美國國旗期間，被警員用攝錄機拍攝後才獲得放行。在下亞厘畢道一帶，有隸屬懲教署的特別任務警察佈防。到下午3時，十多名市民沿花園道向上行，途經美國領事館。防暴警員多次表示該處行人路狹窄，要求市民不要逗留。而一名手持美國國旗的女士，獨自前往聖約翰大廈和美國領事館途中被警方截查和驅趕。警員更表示「你可以行，但唔准拎呢支旗」，女士與警員理論了約20分鐘。事後向記者表示認為自己沒有違法，對警員的態度和一直用錄像機錄影感到非常不滿。

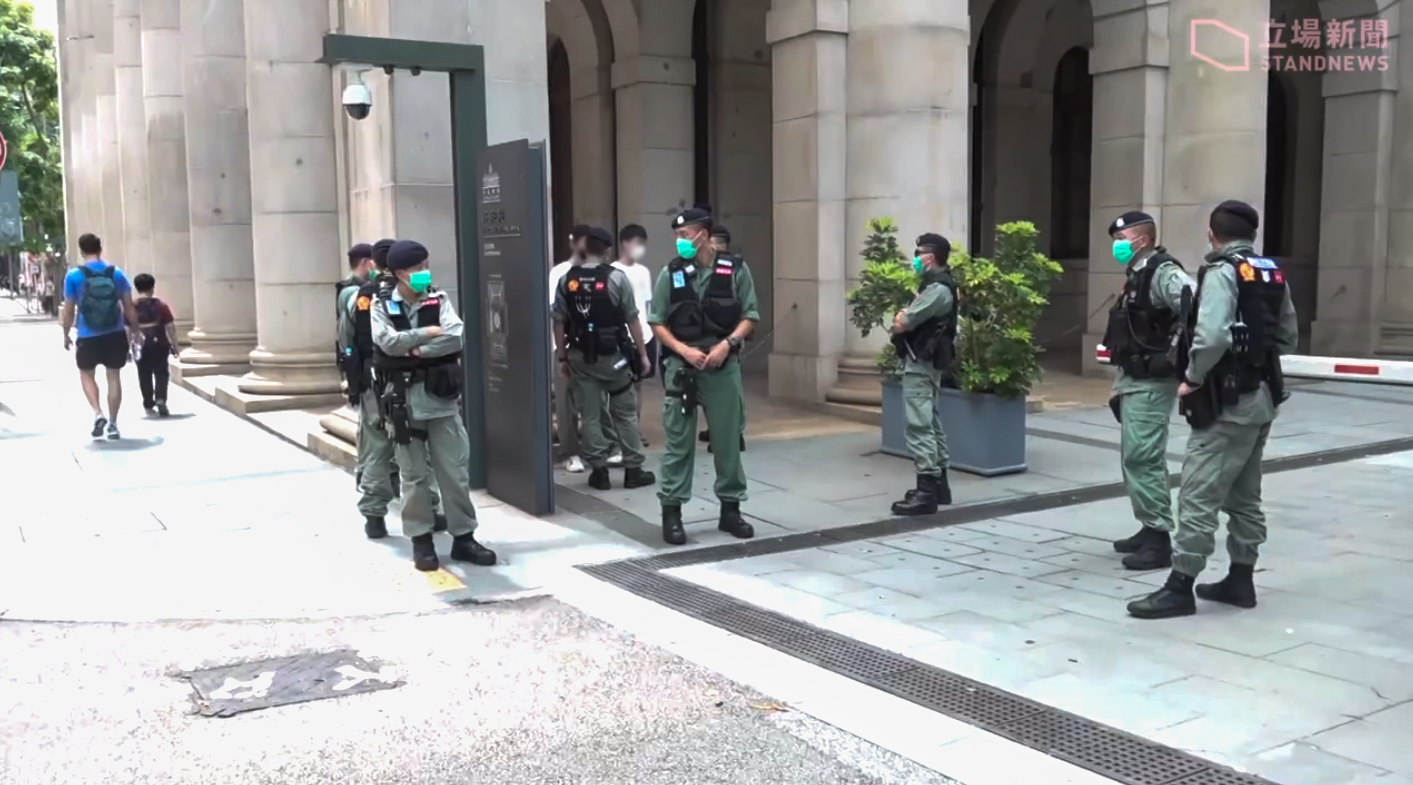
防暴警員在香港終審法院外截查市民
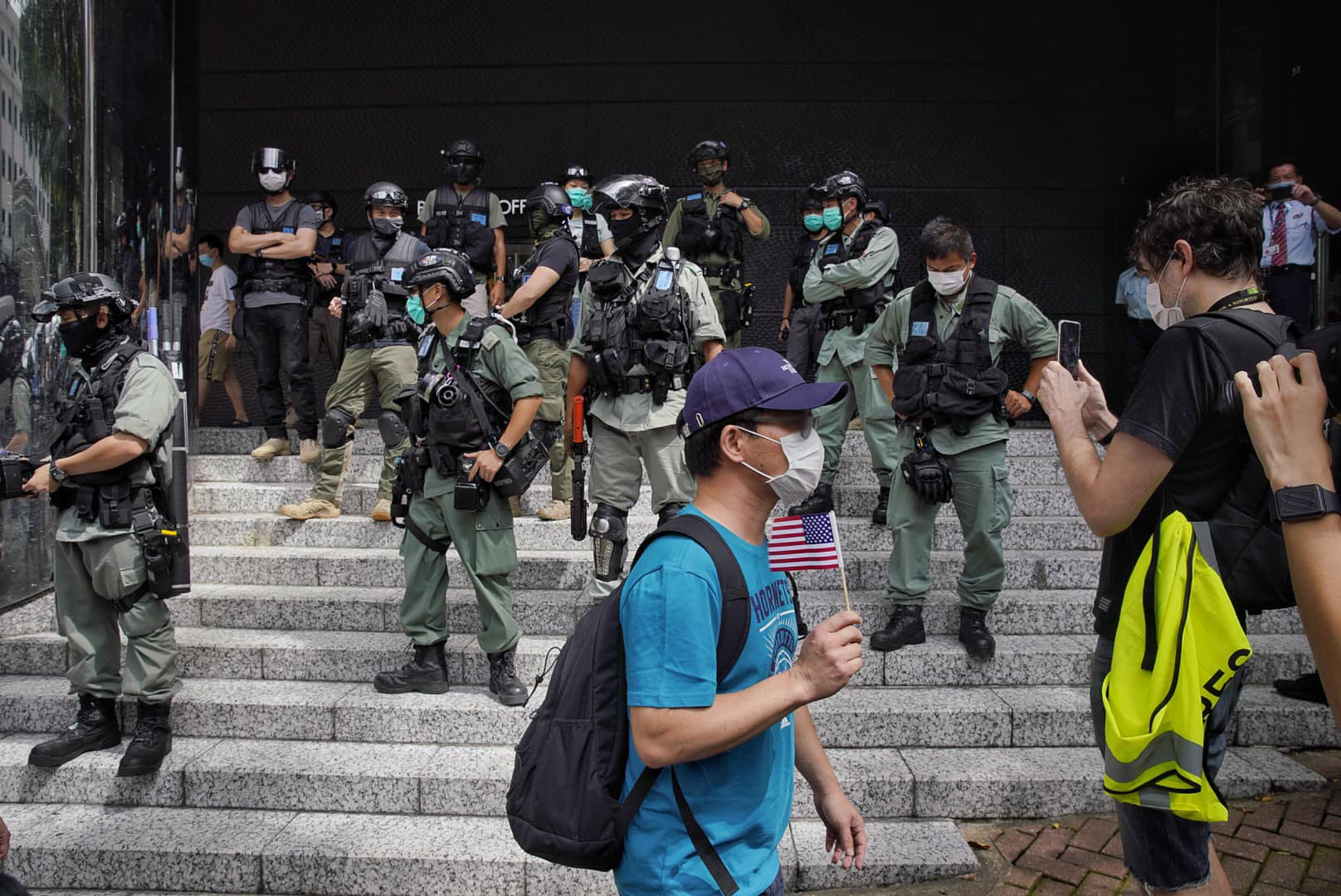
防暴警員在聖約翰大廈外戒備
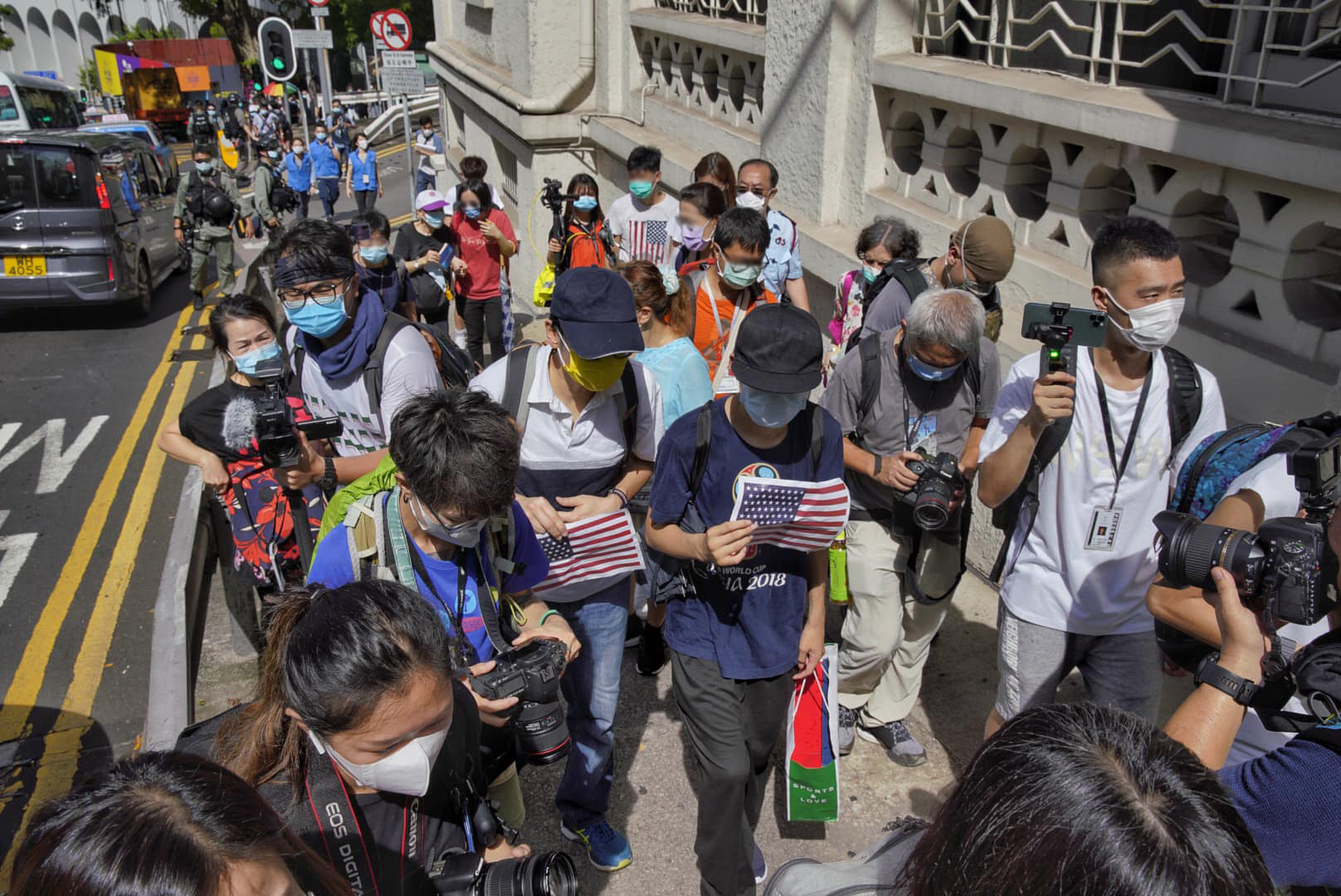
十多名市民沿花園道向上行，並手持美國國旗
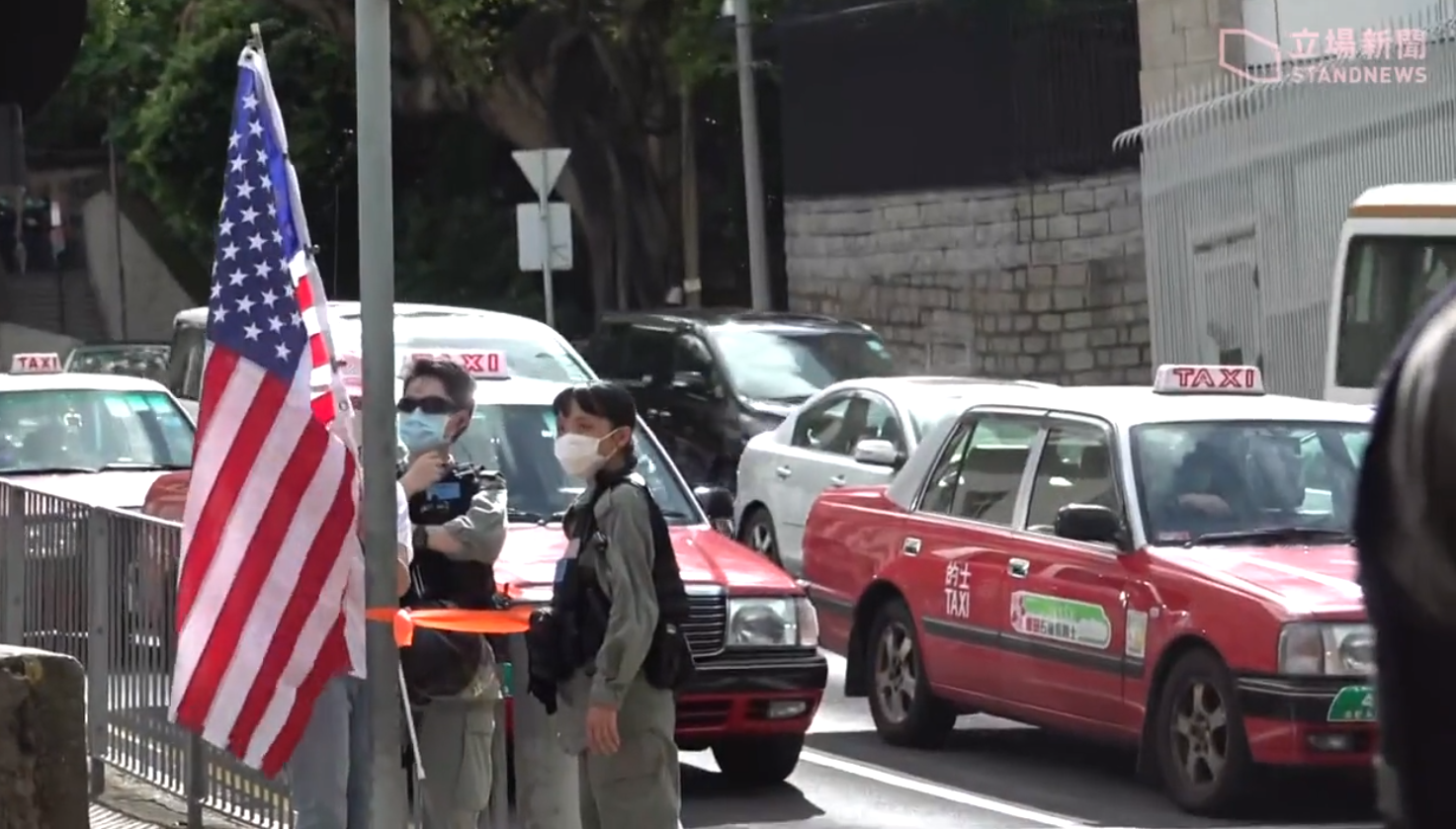
防暴警員截查手持美國國旗的女士近20分鐘

### 公安部就港区国安法表态
國務委員、公安部部長趙克志主持召開公安部黨委（擴大）會議，會議指出要認真學習貫徹《港區國安法》，全力保障法律有效實施，全力支持配合駐港國家安全公署各項工作，全力指導支持香港警隊止暴制亂、恢復秩序，全力防範、制止和懲治極少數人危害國家安全的違法犯罪行為和活動，切實保障香港居民合法權益，堅決維護國家安全和香港長治久安，確保一國兩制事業行穩致遠。

### 共同社指北京擬派300武警駐港
日本共同社引述中國消息人士指，北京計劃派遣200至300名武警以「觀察員」身份長駐香港，有關安排等同將《基本法》重要內容移除，對香港市民的心理壓力更大。

## 5日

### 中国国安部就港区国安法表态
中國國家安全部部長陳文清表示，國家安全機關將堅決貫徹落實《港區國安法》，支持香港維護國家安全委員會、香港警務處、警務處維護國家安全部門的各項工作，保障《港區國安法》有效實施，堅決打擊外部勢力和敵對勢力「反中亂港」的一切圖謀。

### #BoycottMulan在韓國與泰國的回應
#BoycottMulan在韓國和泰國Twitter排名榜上領先。在7月1日的韓國迪士尼首爾辦公室抗議活動中要求影片《花木蘭》被下架的同時，泰國Twitter用戶利用#BoycottMulan去聲援香港的反國安法民主運動 。韓國抗議團體表示，木蘭代表追求自由，不應由“支持鎮壓香港人的人”劉亦菲扮演 。另一方面，雖然在泰國當地並沒有杯葛《花木蘭》的示威遊行，但有Twitter數據顯示， 有很多#BoycottMulan推文是從泰國發出。 #BoycottMulan始於去年八月，當時親中的劉亦菲在Twitter上發布了她支持香港警察的信息。幾天后，據報導，Twitter關閉了超過200,000個“ #SupportMulan”的帳戶。

## 6日

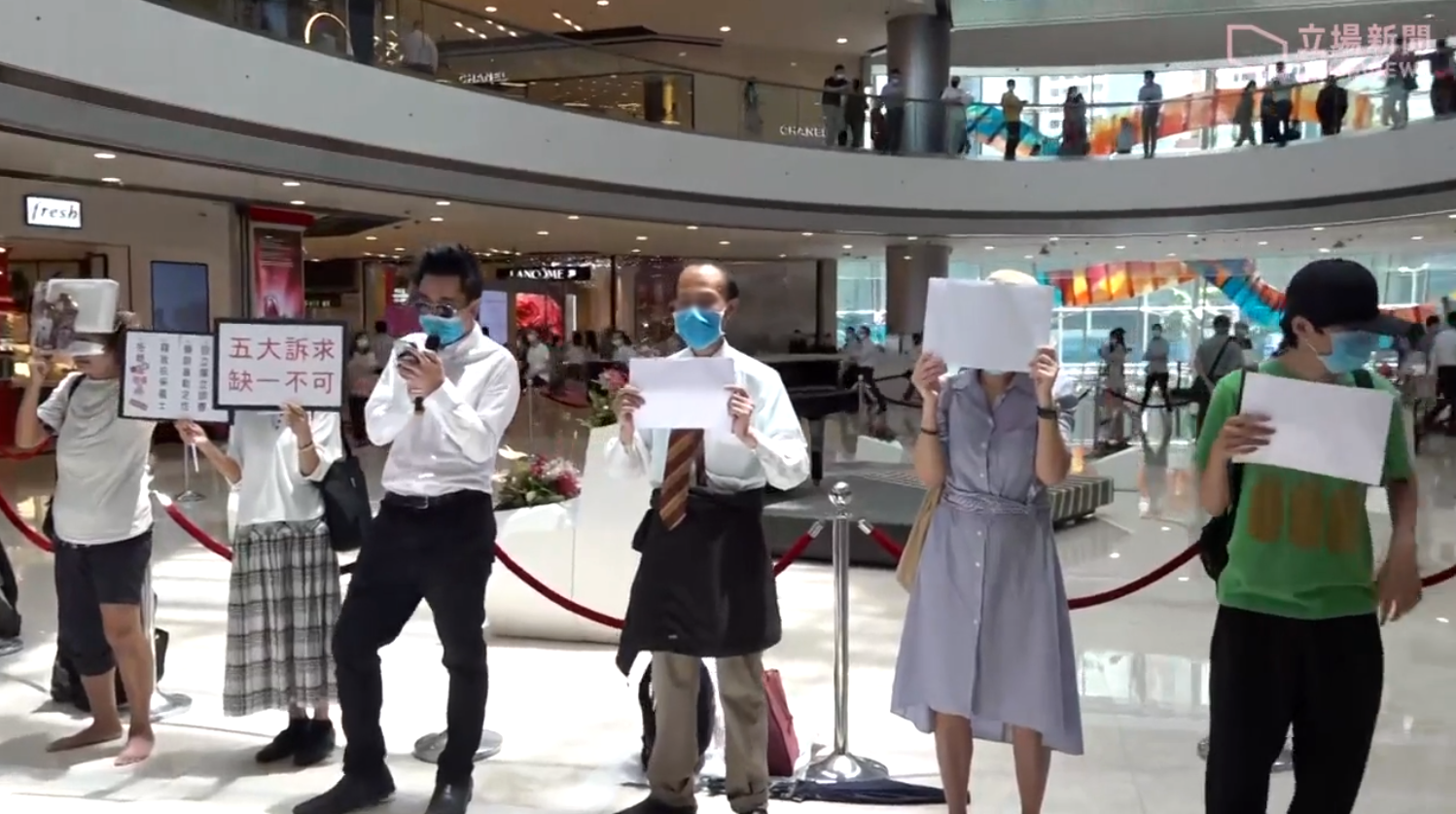
中環國際金融中心商場「和你lunch」

### 2019年包圍警總案 周庭認煽惑及參與集結共兩罪
前香港眾志秘書長黃之鋒、前主席林朗彥及前成員周庭，共被控3項控罪，案件在東區裁判法院繼續處理。3人被控煽惑他人明知而參與未經批准集結罪，被指在2019年6月21日非法煽惑夏慤道在場人士集結，其中黃之鋒及林朗彥不認罪，周庭認罪。黃之鋒與周庭亦被控一項明知而參與未經批准集結罪，被指在同日參與灣仔警察總部外的未經批准集結，其中黃之鋒不認罪，周庭認罪；黃另被控一項組織未經批准集結罪，指他在同日組織灣仔軍器廠街警察總部正門外的未經批准集結，他表示不認罪。裁判官錢禮將案件押後至8月5日下午於西九龍裁判法院，處理周庭的定罪及判刑，並在同日處理黃之鋒及林朗彥的審前覆核。

### 國安法後首個和你Lunch
港區國安法通過後，首次有網民再發起「和你Lunch」。中午1時許，有市民在中環國際金融中心商場內聚集，舉起沒有印上任何字句的白紙，亦有人舉起標語，高叫「五大訴求，缺一不可」等口號，又唱配上數字歌詞版本的《願榮光歸香港》。下午1時半左右，一批軍裝和防暴警進入商場，將一名展示黑白標語的男子帶到一邊搜查，又到各樓層巡視並截查幾名示威者。下午2時許，被截查市民全部獲放行，示威者和平散去。

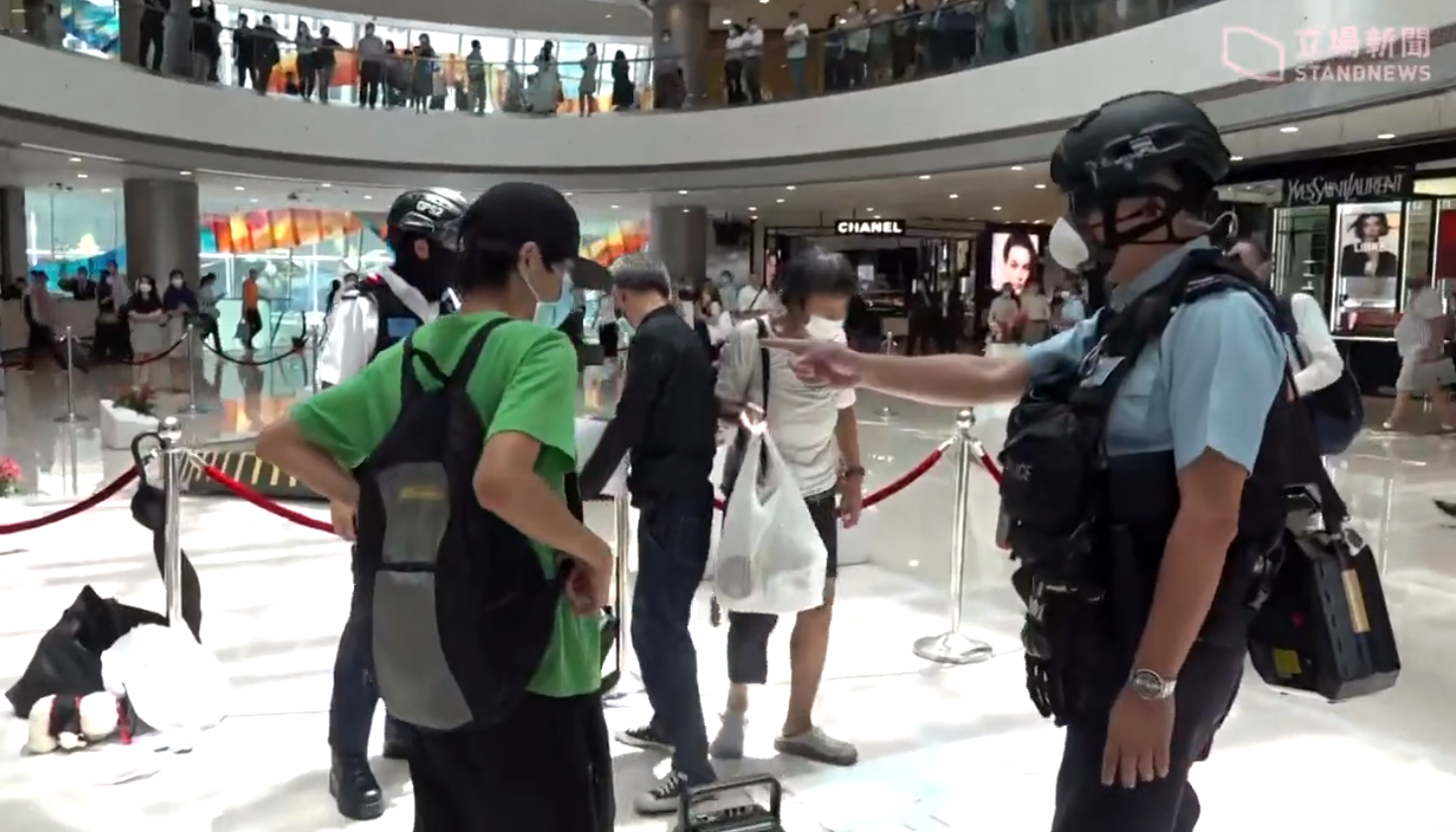
軍裝警員要求參與人士清理範圍，並進行截查
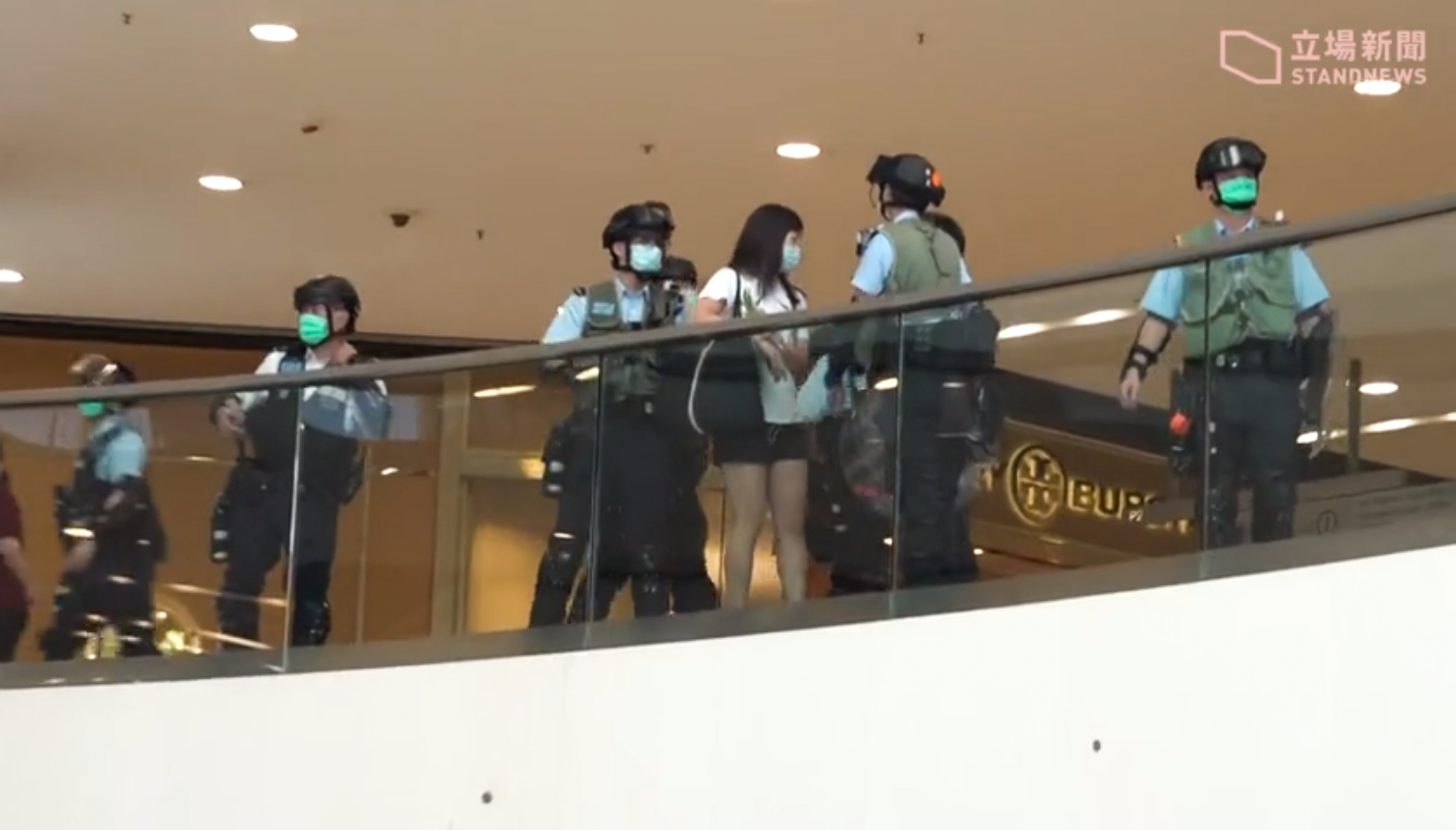
警員到樓上要求市民離開
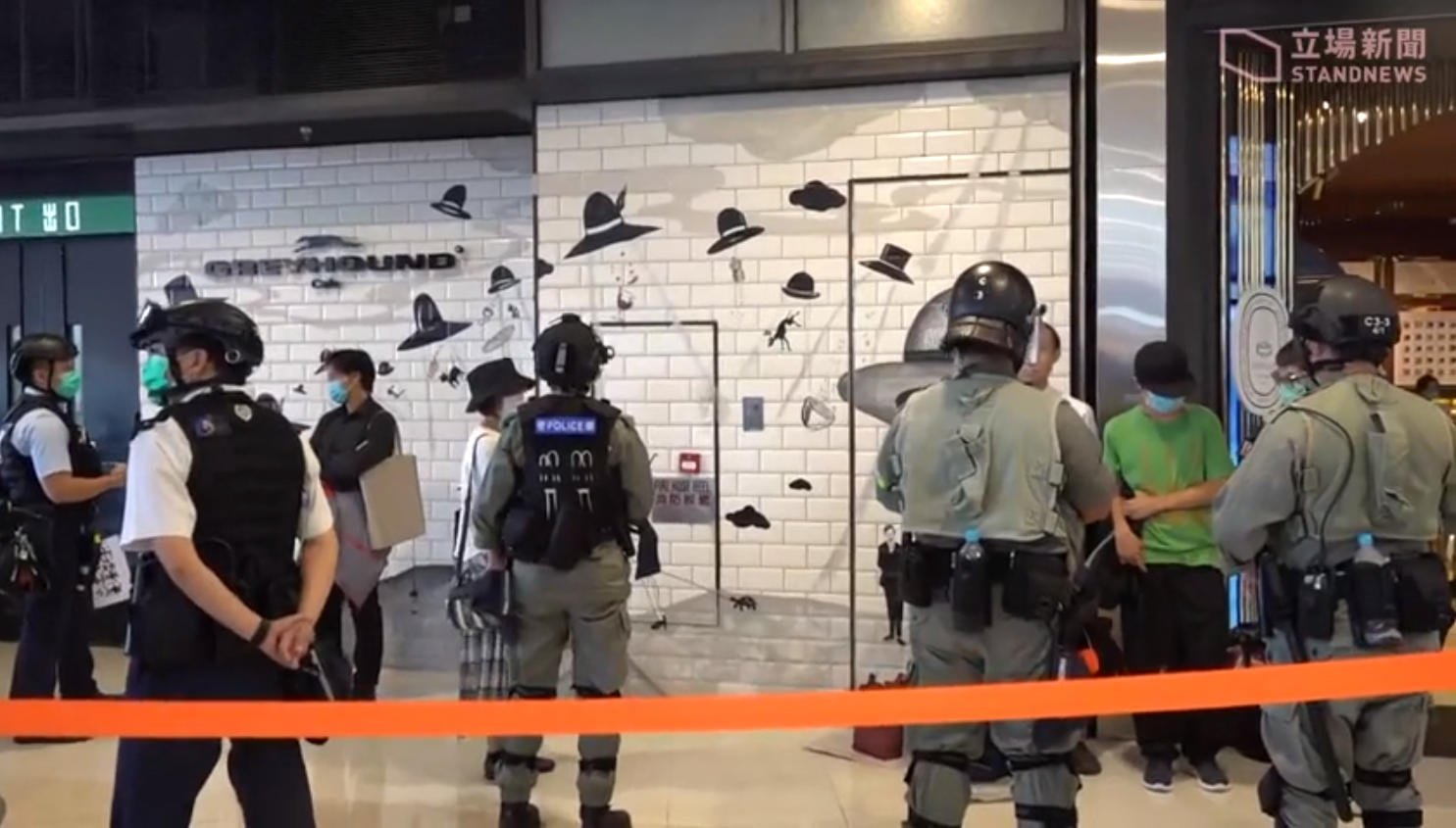
參與「和你Lunch」人士被多名警員包圍截查

### 被控違國安法電單車手不准保釋
一名23歲男子7月1日在灣仔柯布連道近謝斐道，駕駛電單車被截停時，懷疑撞向執勤警員。男子被控違反《港區國安法》下的煽動他人分裂國家罪及恐怖活動罪，案件下午在西九龍裁判法院再提堂。被告出院後坐輪椅到犯人欄應訊，總裁判官蘇惠德拒絕被告保釋申請，還押至10月6日再訊。控方代表、律政司高級助理刑事檢控專員周天行申請押後案件3個月，認為警方需時在多條涉案街道蒐集閉路電視片段、檢驗電單車及手機。

### apm靜默抗議活動 8人被捕

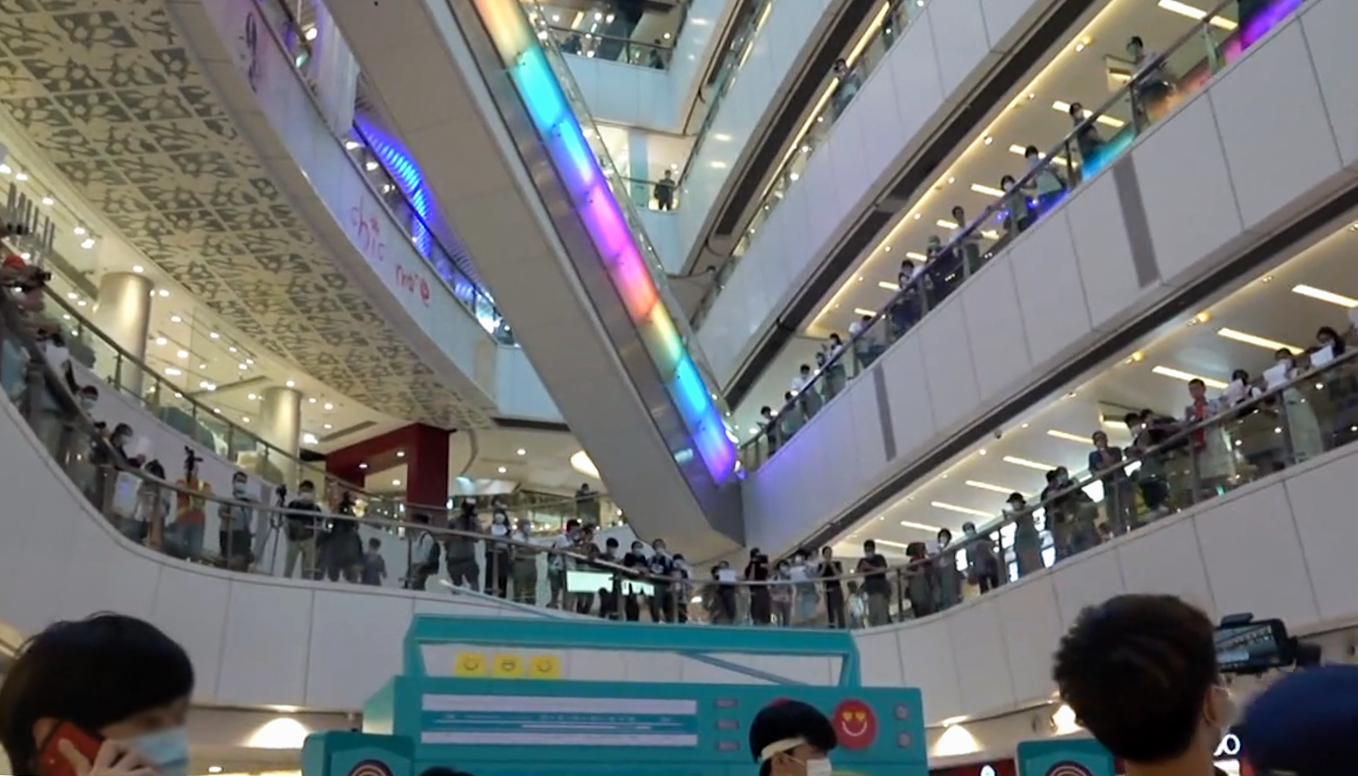
過百名市民在apm商場中庭各樓層聚集，高舉白紙以靜默抗議白色恐怖

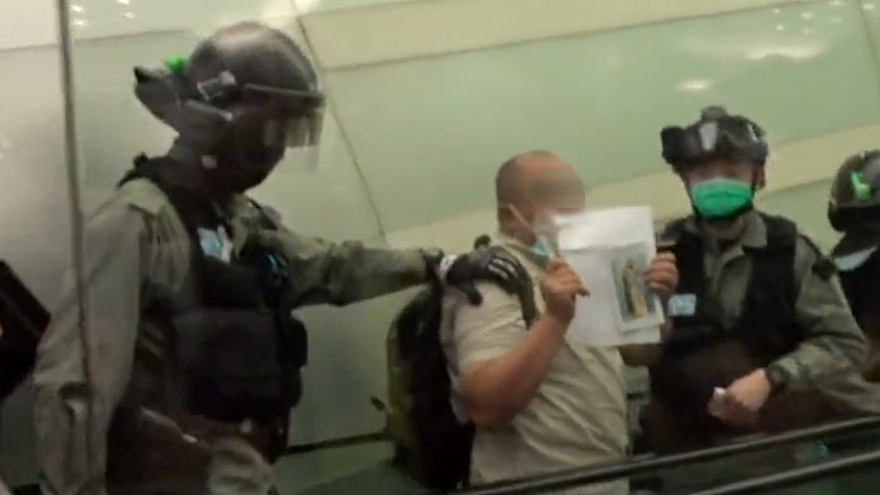
有高舉白紙的市民被捕

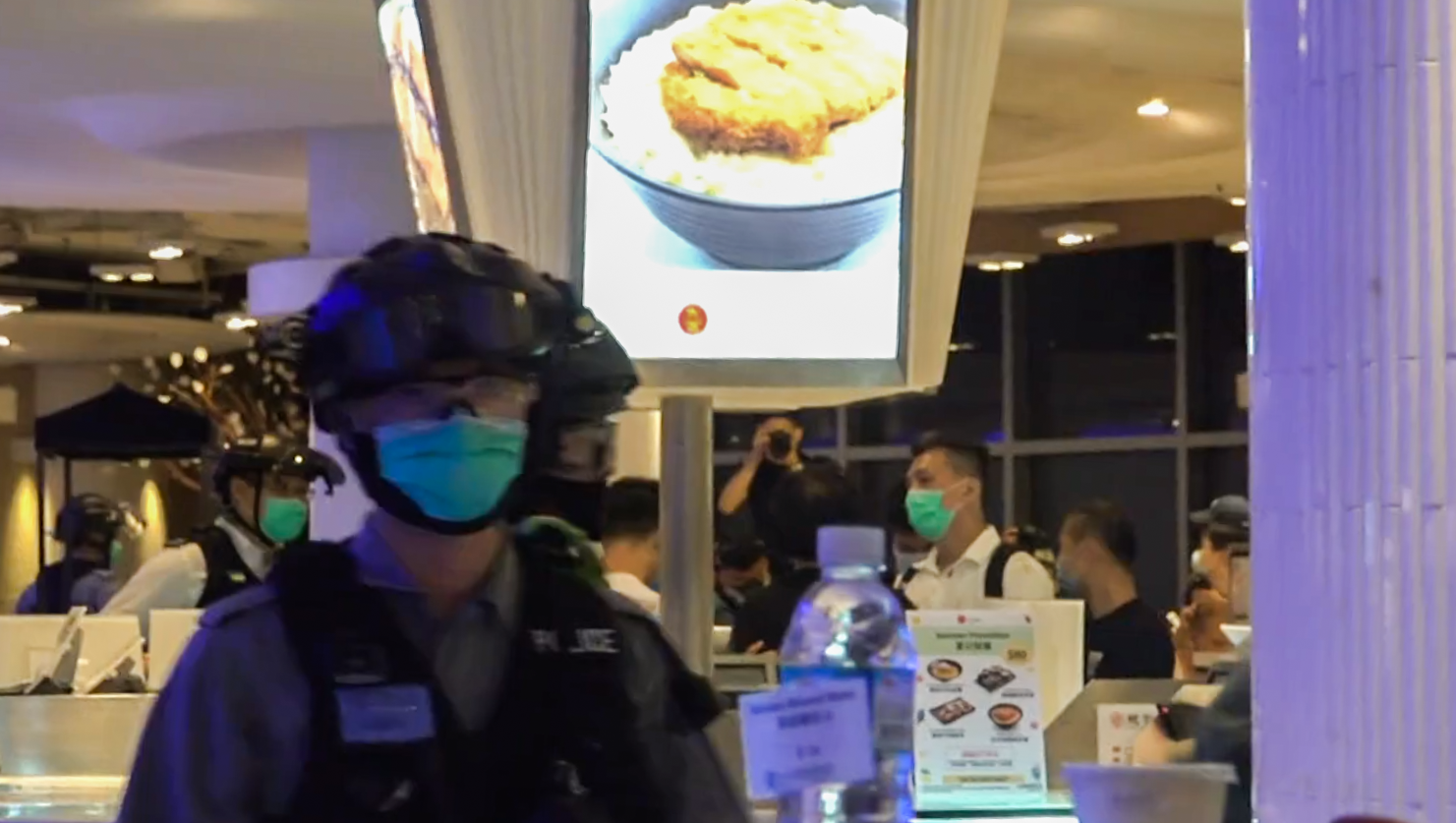
2樓citysuper美食廣場內有人叫口號後被便衣制服

傍晚6時，有網民發起到觀塘apm商場發起「靜默行動」，過百名市民在中庭各樓層聚集，部分人帶同一張A4白紙到商場，高舉白紙以靜默抗議白色恐怖。期間有人會高呼口號，包括「五大訴求，缺一不可」和「時代革命」等。到半小時後，大批防暴警察進入商場，在商場中庭多次舉起黃旗警告在場人士，指舉白紙的市民是參與未經批准的集結。警員同時在大堂層拉起封鎖線，用攝錄機拍下聚集人士，逗留了10分鐘後離開。其後市民再次在中庭高叫口號。到晚上7時，多名防暴警察再次進入apm商場，在UC層有便衣警員包圍年青人進行截查，其後被帶走。防暴警察亦在該處拉起封鎖線，有五女兩男被捕。期間部分商戶落閘。而大堂層有超過10多名防暴警察包圍一名61歲婦人，有防暴警察大叫「你越搞越麻煩」，之後亦被帶走。期間有市民指罵「死黑警」，有警員隨即警告：「我現在第一次警告你，你違反國安法。」。

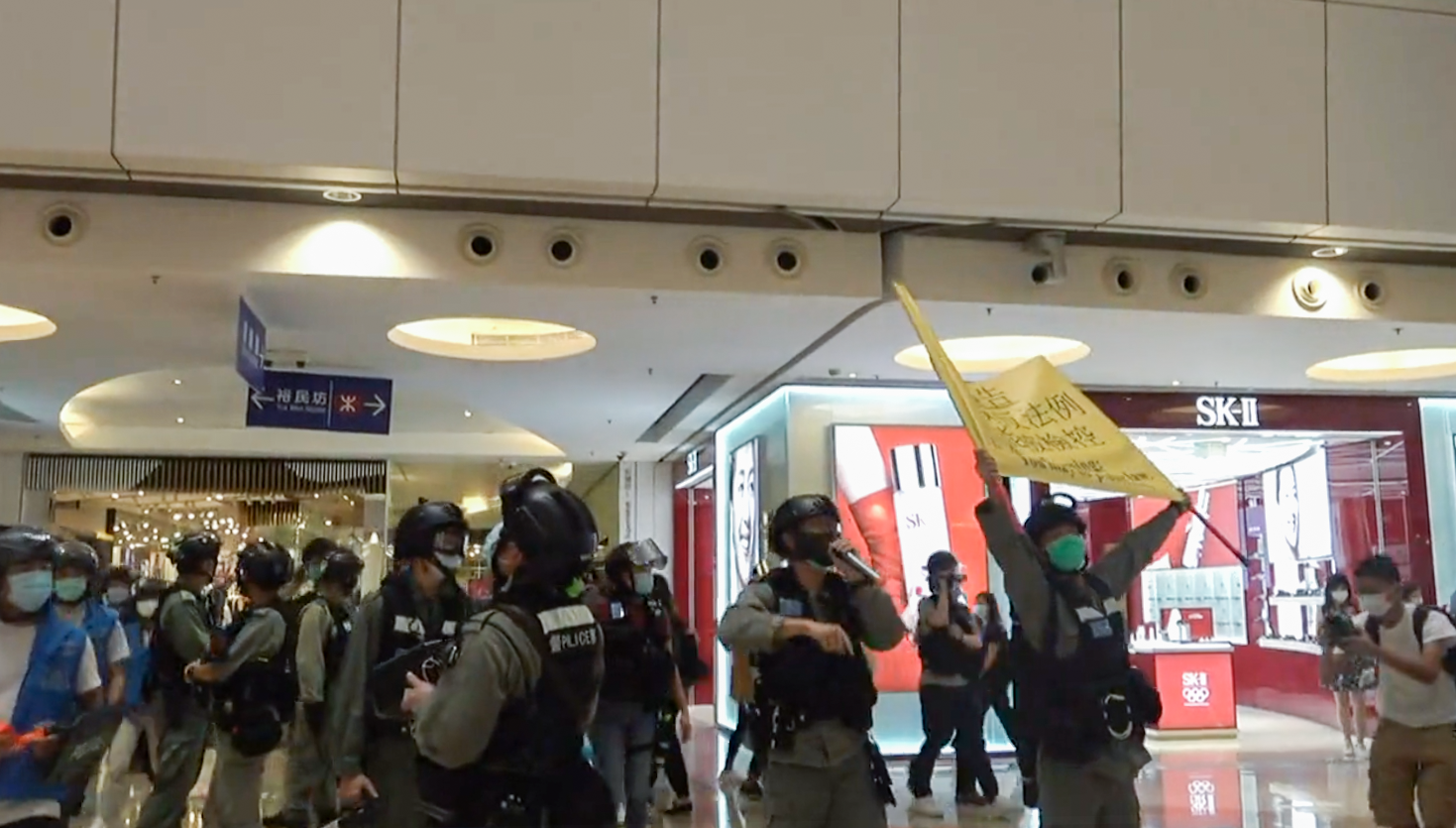
晚上6時半，大批防暴警察進入商場，在商場中庭舉起黃旗警告
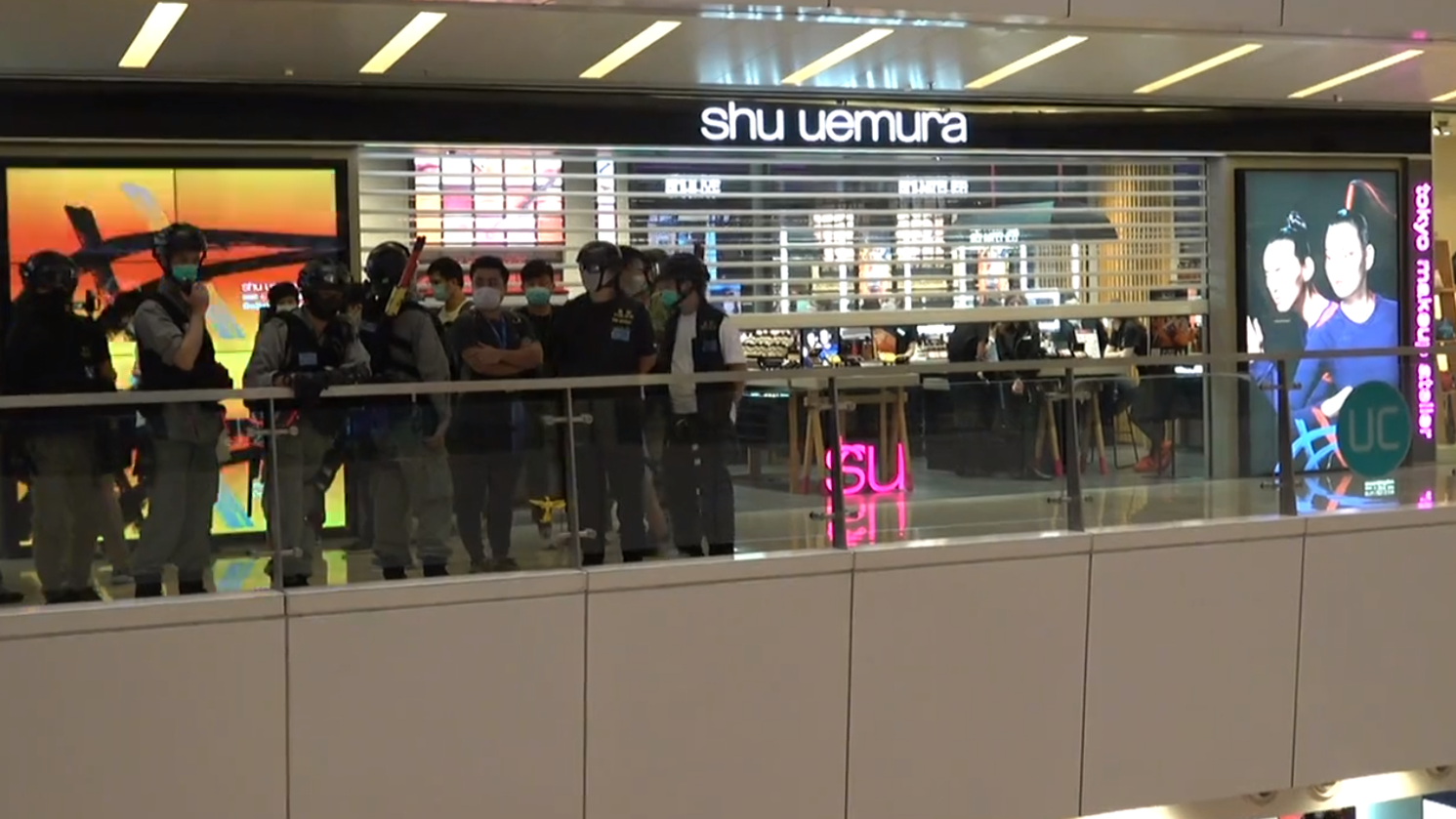
在UC層有多名便衣警員包圍年青人進行截查，其後被帶走
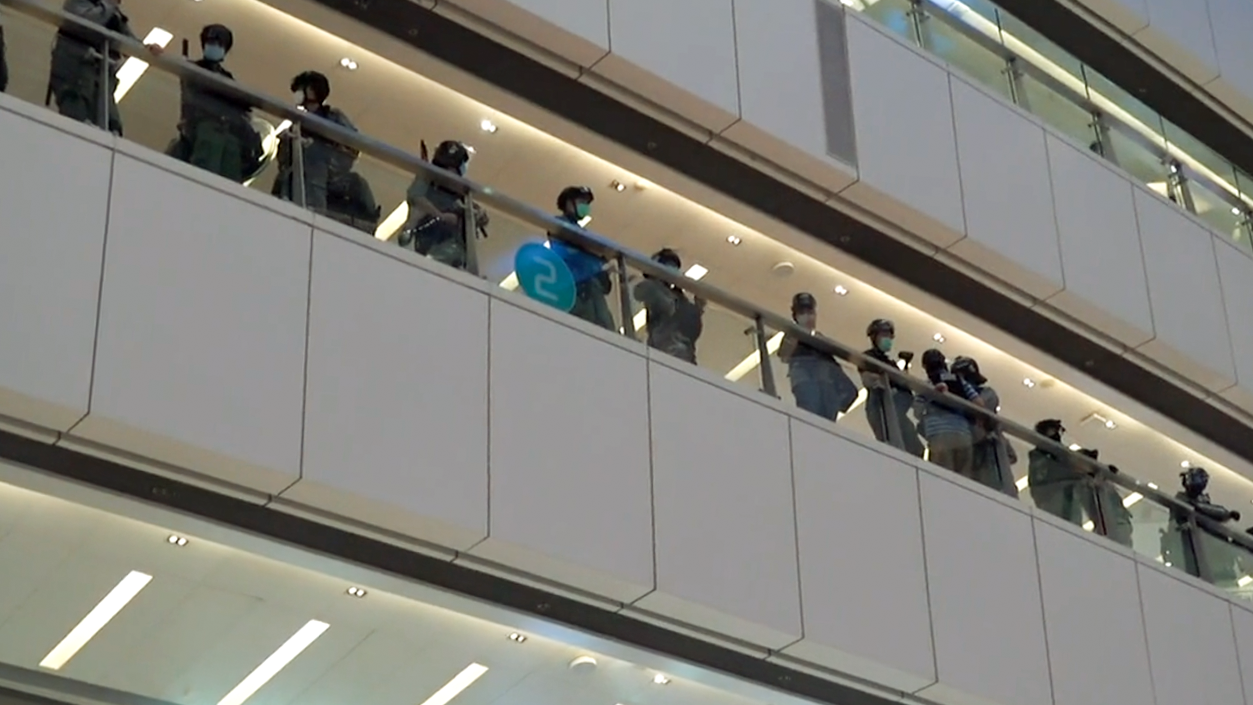
2樓有大批防暴警員戒備
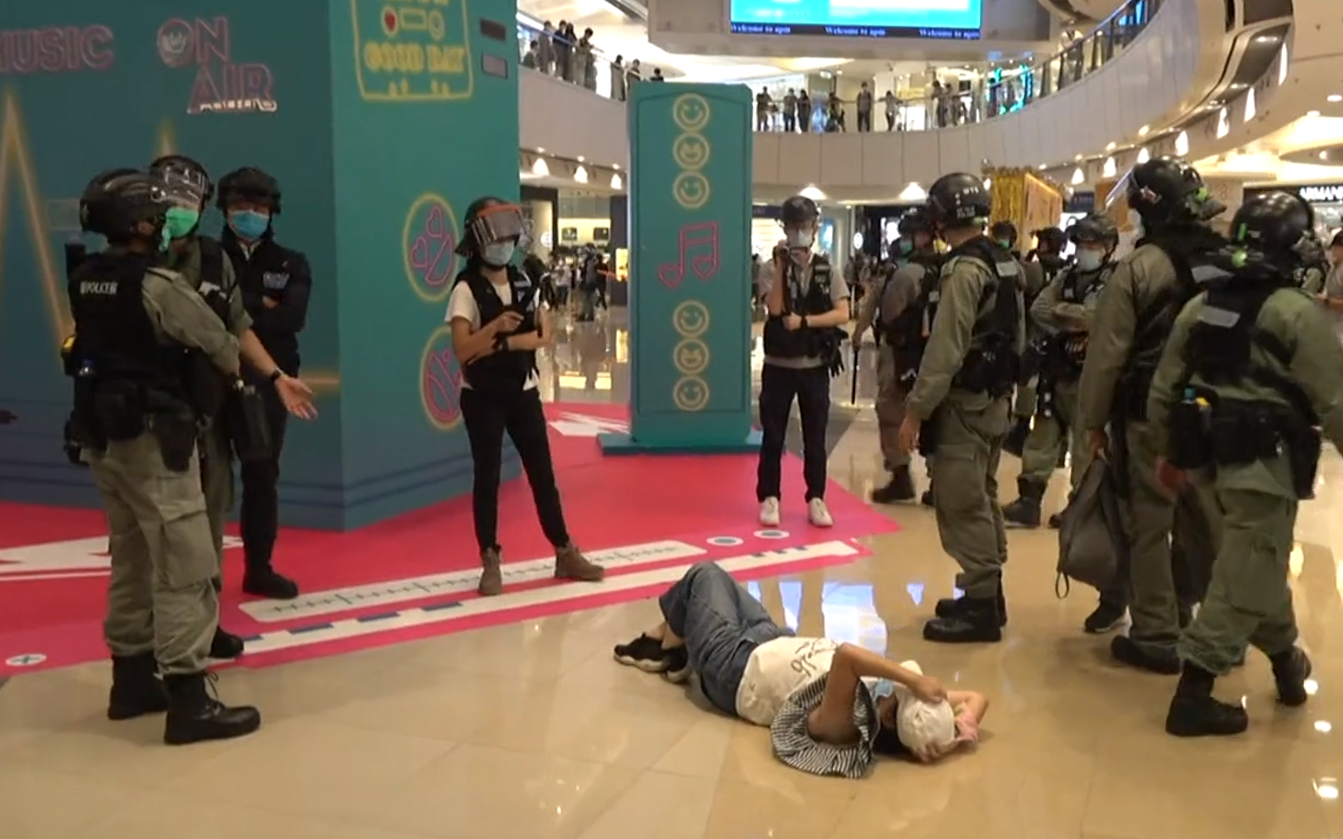
大堂層有超過10多名防暴警察包圍一名61歲婦人，其後感到不適登上救護車
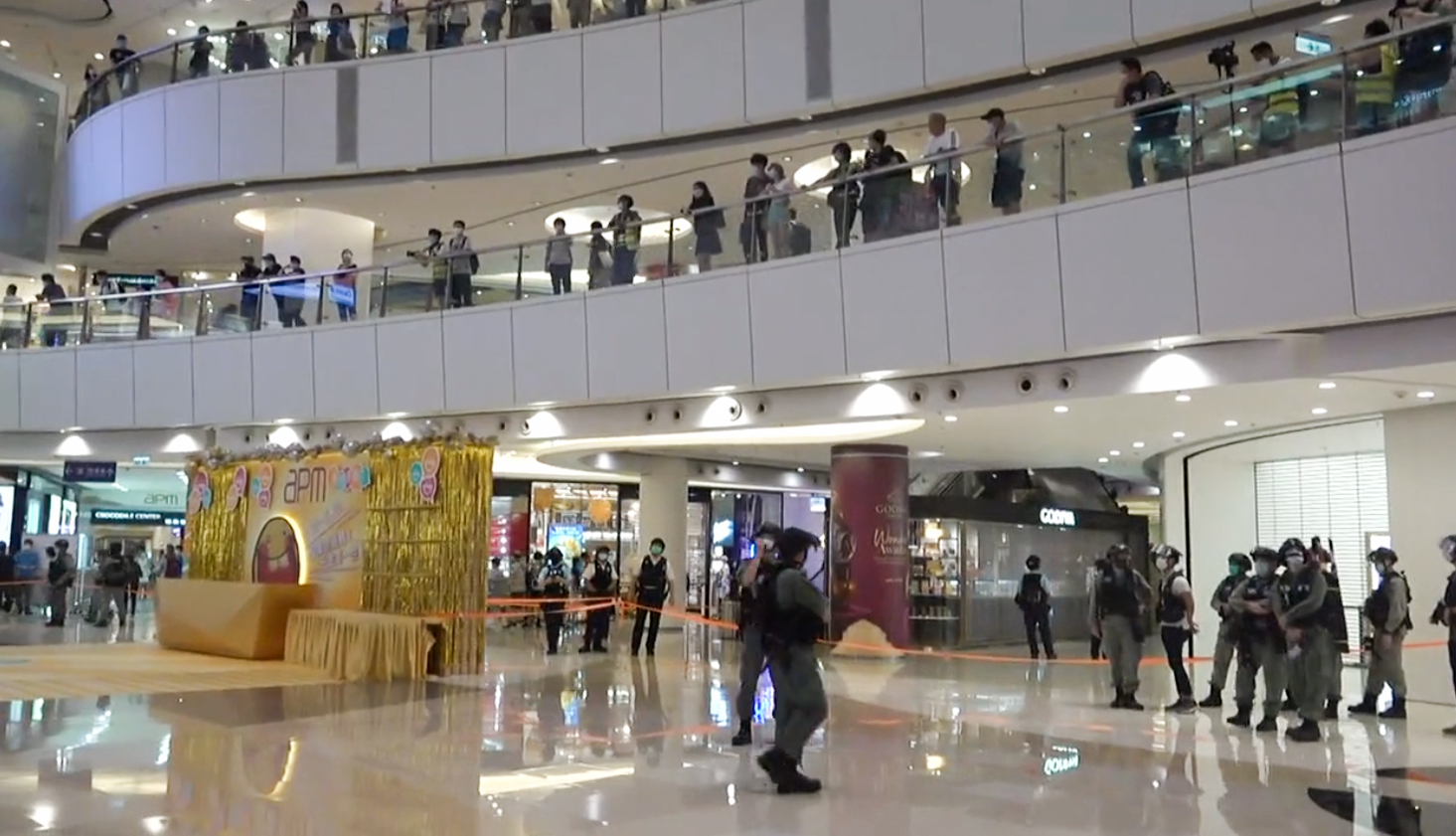
警員在中庭拉起封鎖線
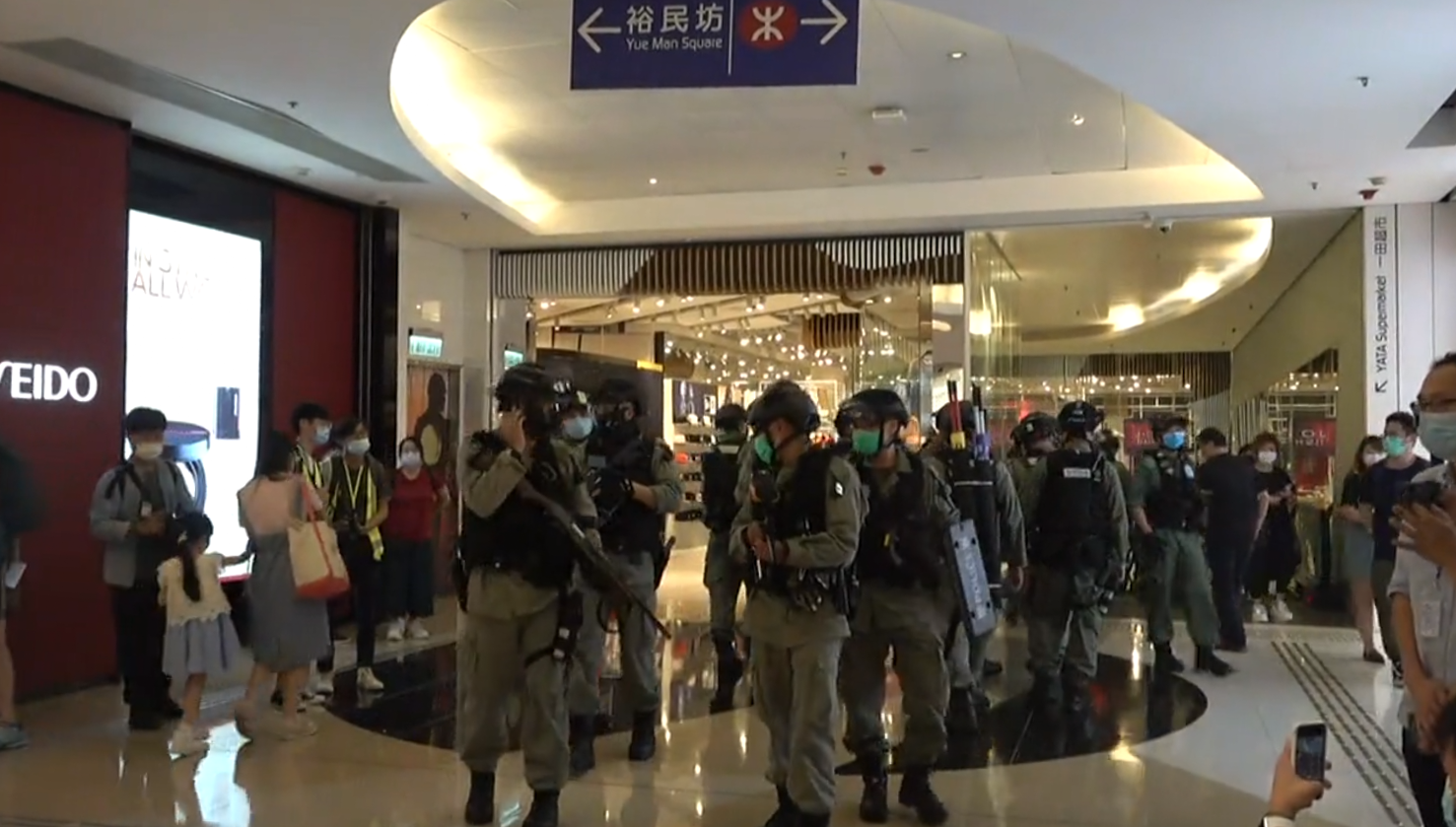
防暴警察離開商場時舉起胡椒球槍

到晚上約7時45分，現場仍有數十人逗留，有人高呼「光復香港，時代革命」。到晚上8時半，一批防暴警再次進入商場，並舉起紫旗，指現場有人涉違反《港區國安法》。在2樓citysuper美食廣場內有人叫口號後被便衣制服，大批防暴警走上該處，要求在場食客離開，其中一人被捕者為理大學生。15分鐘後，防暴警再次舉起紫旗，警告在場叫口號人士有「分裂國家」。其後防暴警在場內巡邏並在各樓層拉起封鎖線，間後再有人叫口號，到晚上9時許離去。
警方表示場內有群眾集結及高聲叫囂，破壞社會安寧，行動中有3男5女被捕，年齡介乎17至68歲，涉嫌參與未經批准集結及阻礙警務人員執行職務。到2022年5月19日，一名61歲婦人被控在Apple Store外，故意阻撓在正當執行職務的兩名警務人員。婦人認罪並被判監禁2星期。

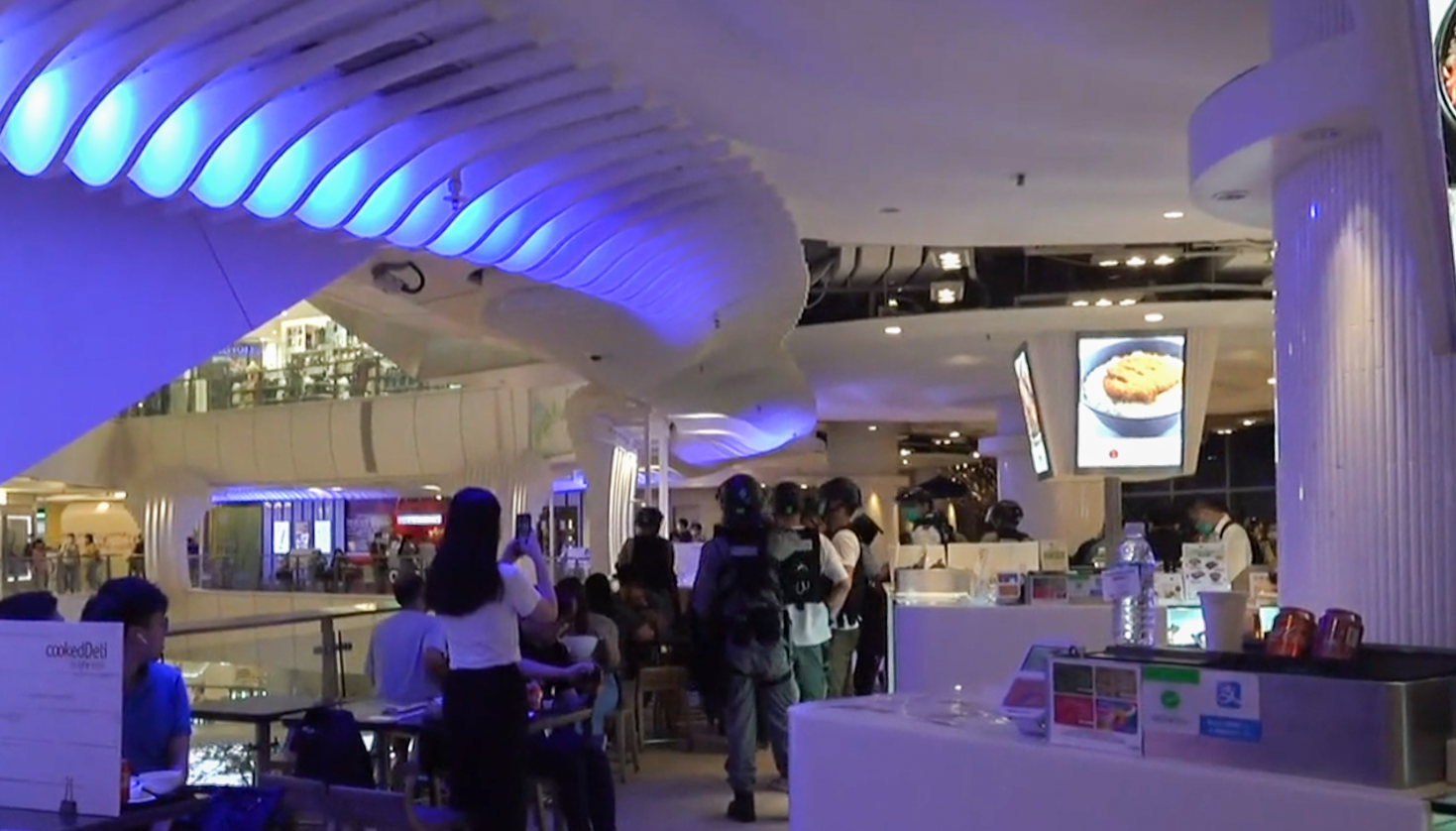
美食廣場內有大批警員
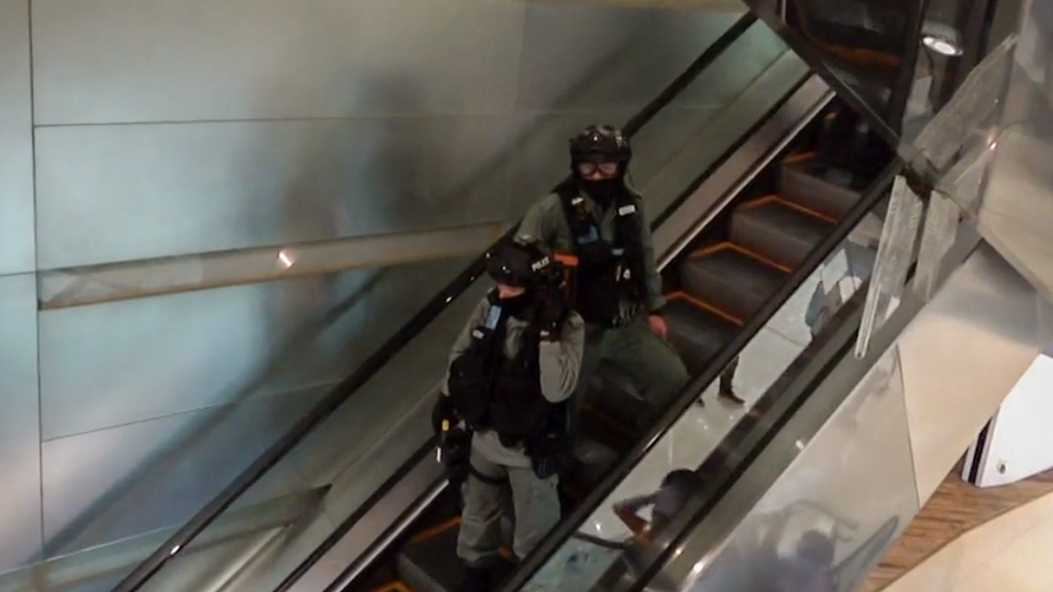
防暴警察封閉扶手電梯，無法讓市民出入
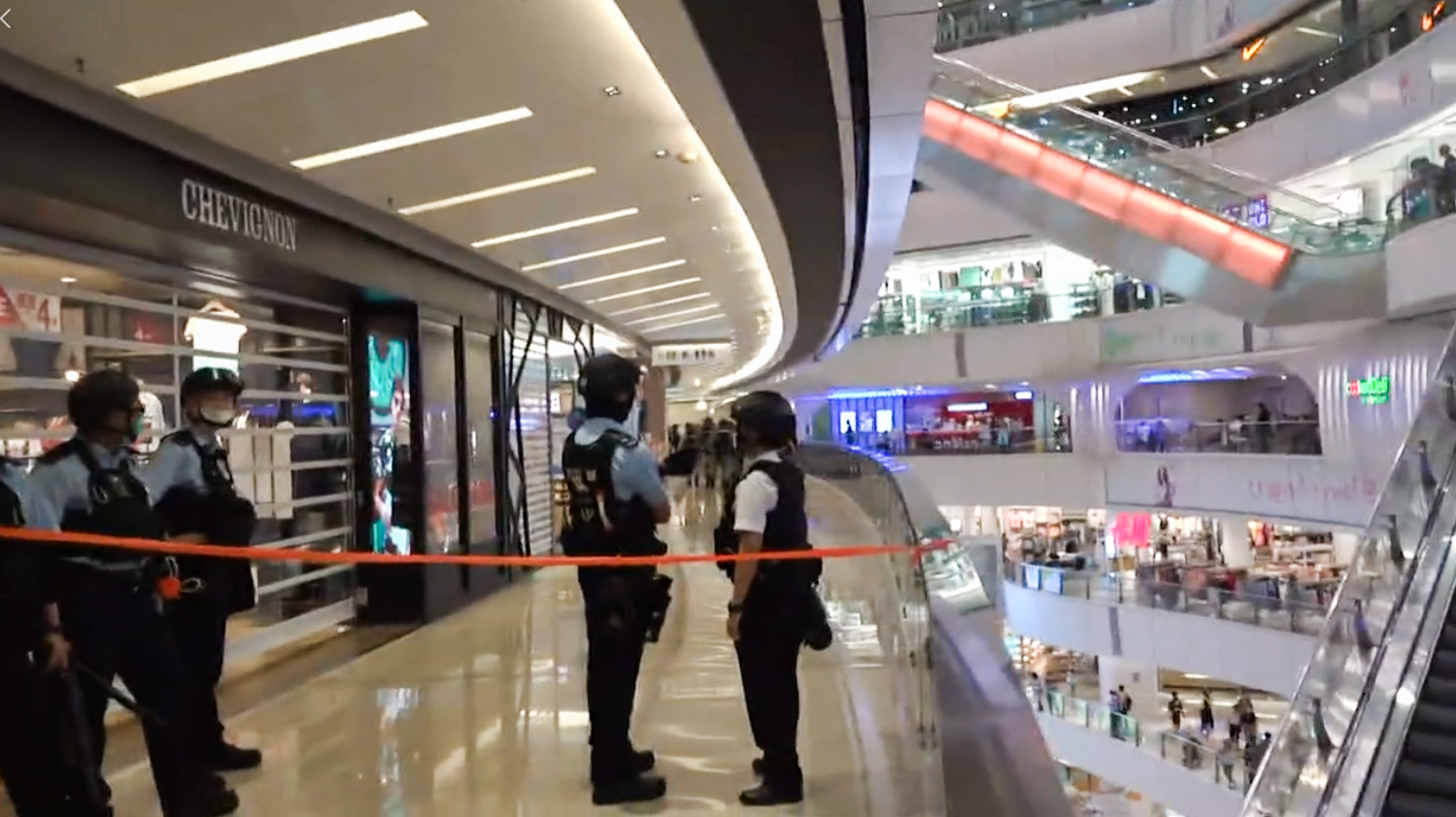
軍裝警員到場封閉2樓通道
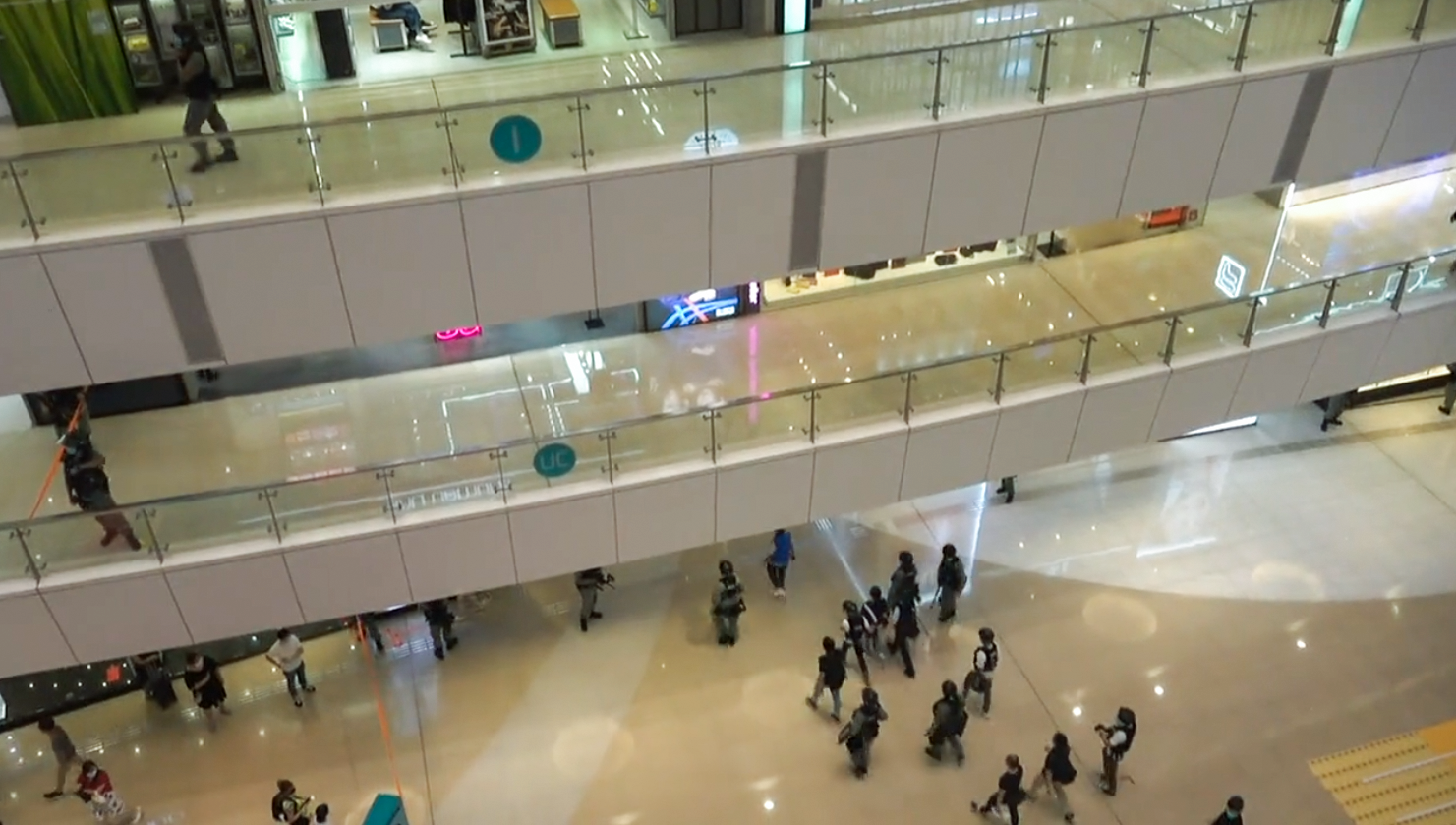
警員封鎖商場多個樓層通道，大堂層有人被帶走
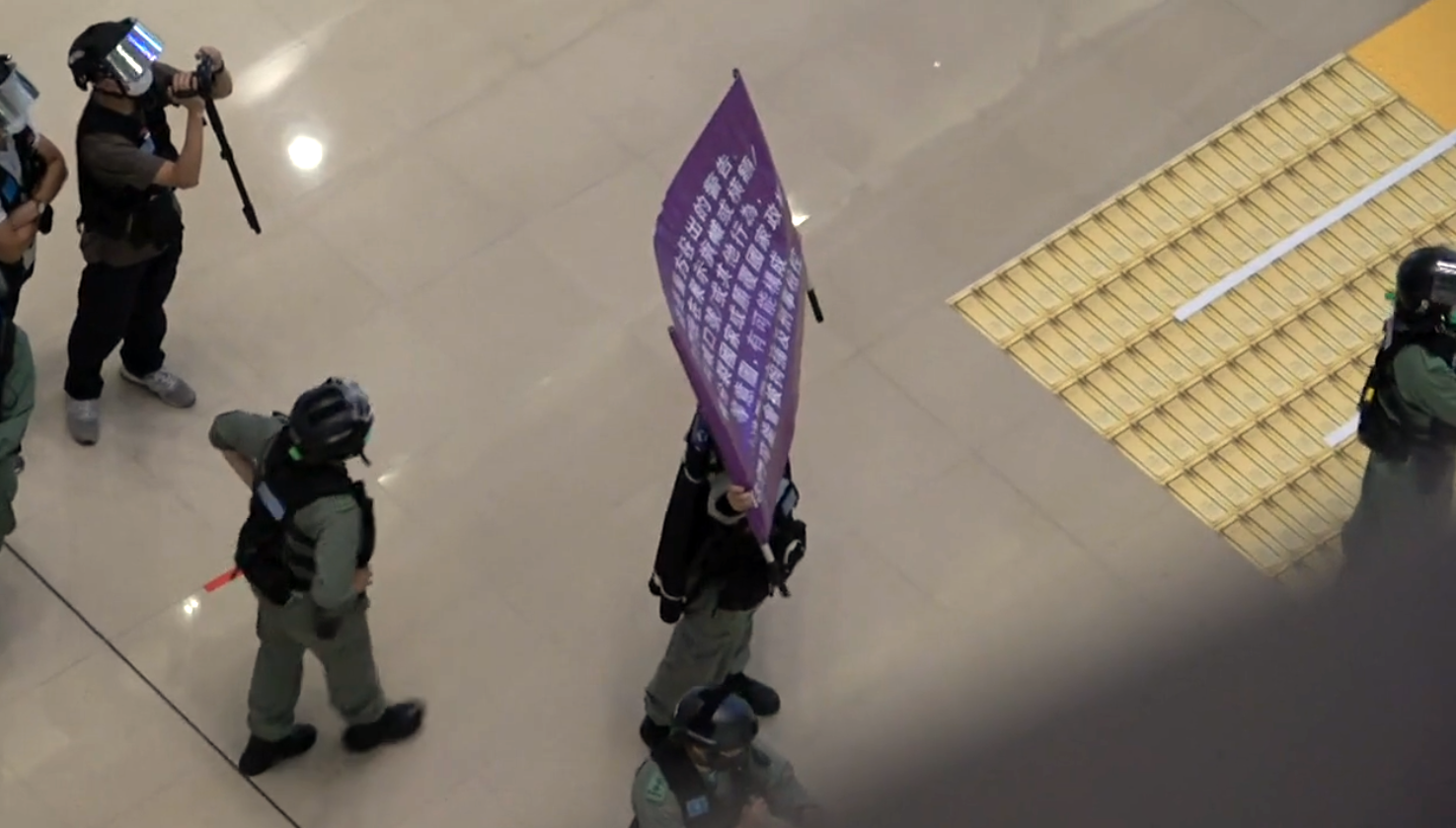
防暴警舉起紫旗，警告在場叫口號人士有「分裂國家」
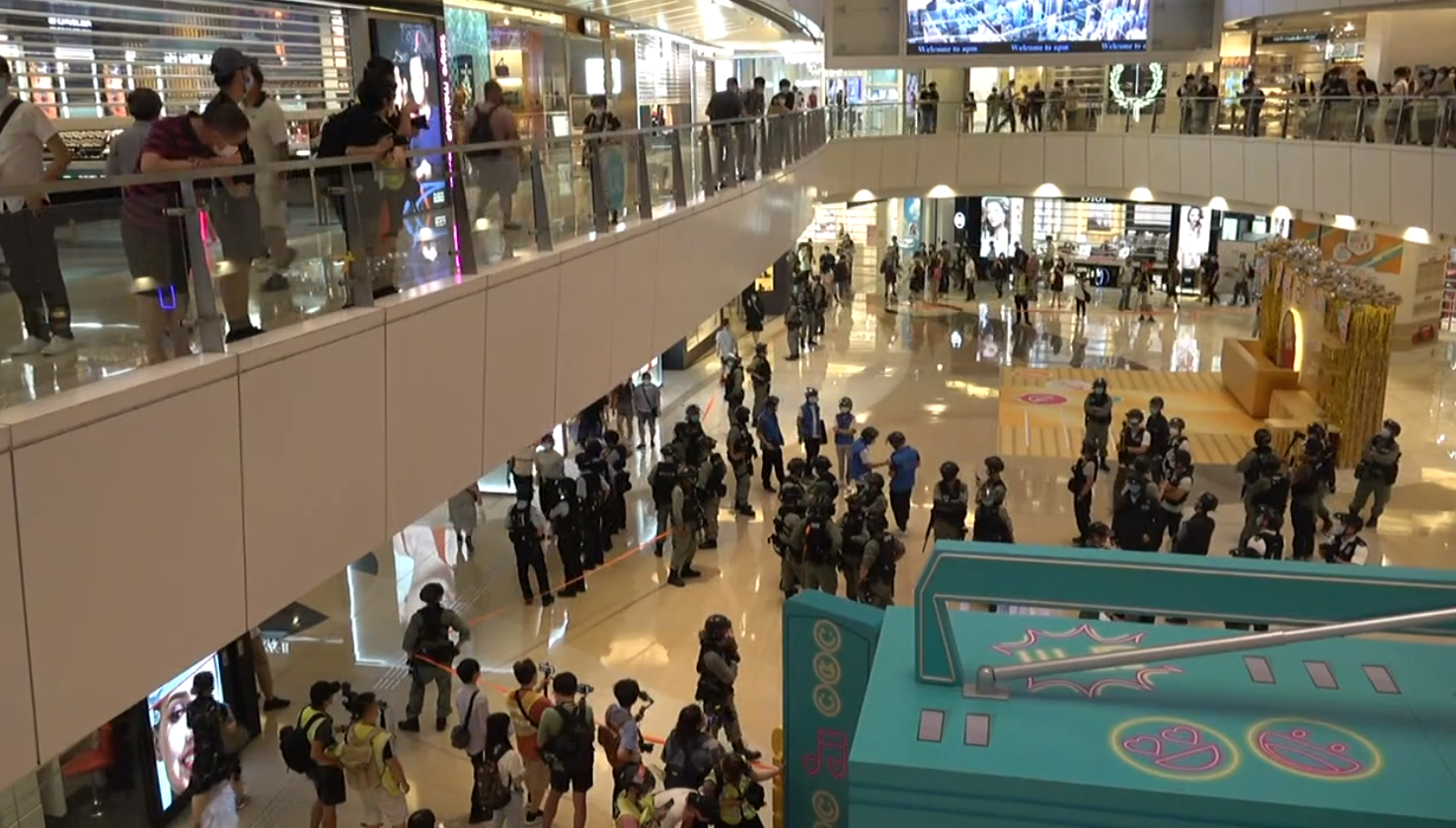
防暴警繼續在大堂層戒備
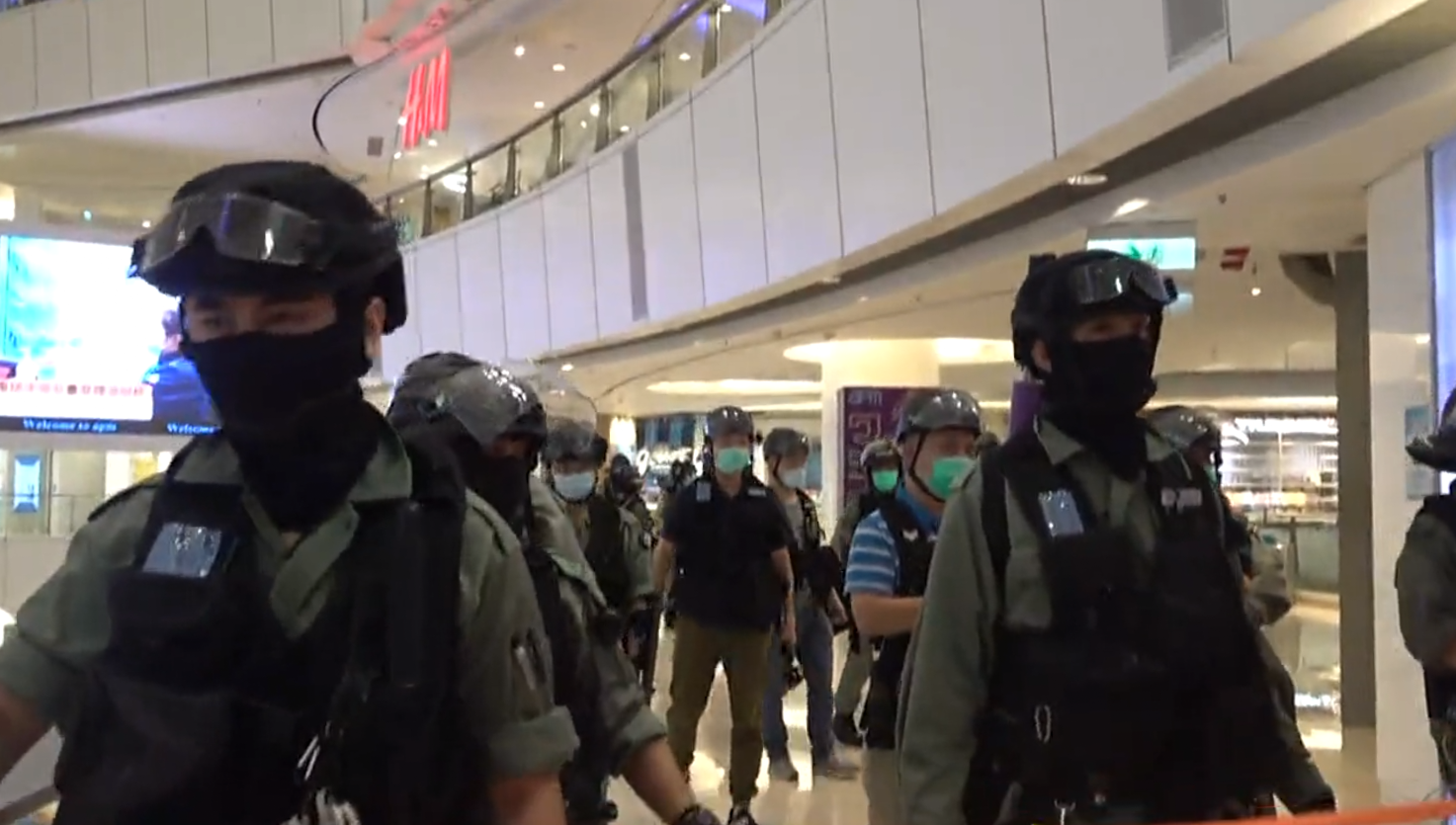
一批防暴警在UC層巡邏並拉起封鎖線，其後離開
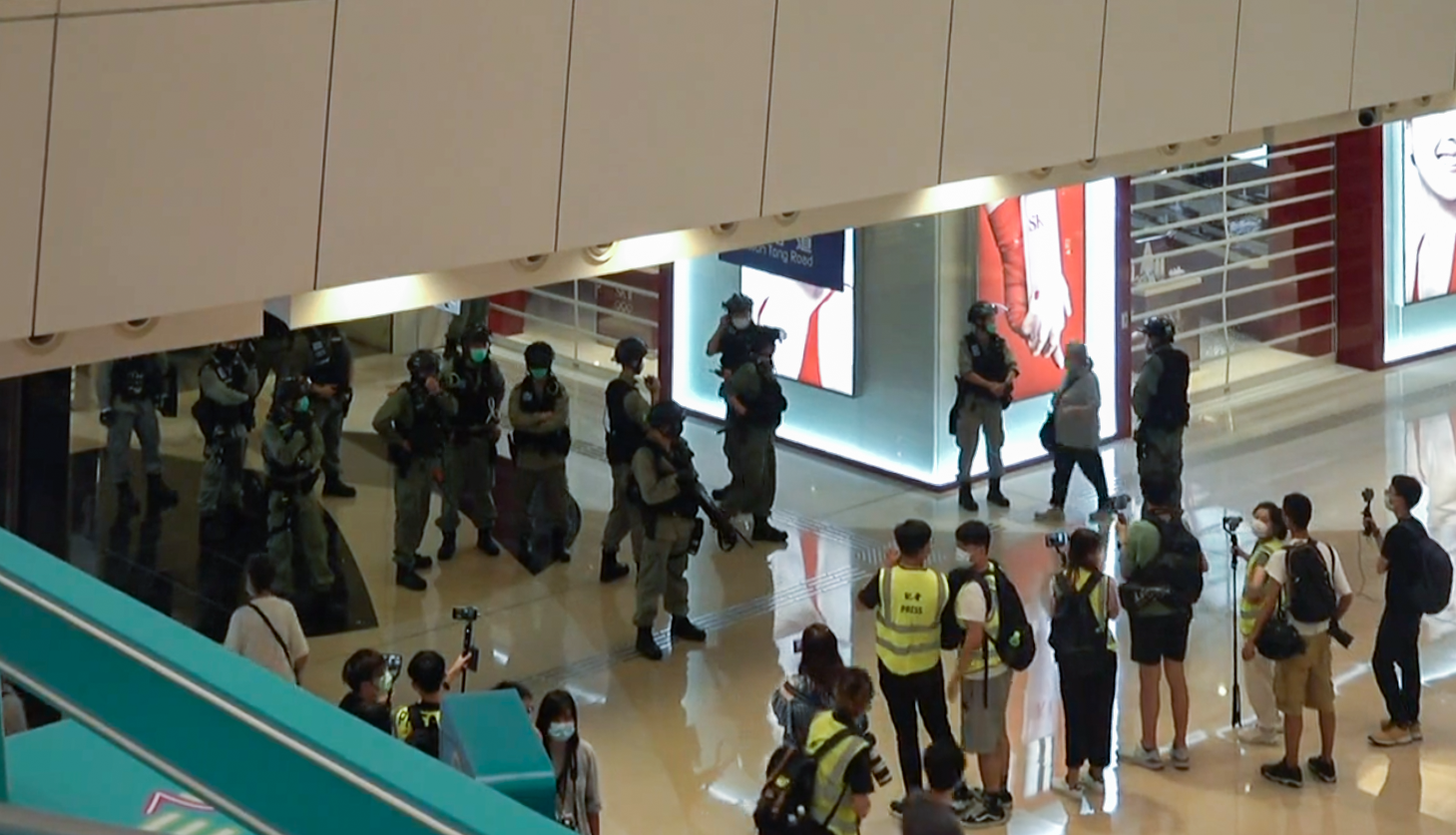
防暴警離開商場時舉起手槍

### 政府刊憲公布第43條實施細則
政府在晚上刊憲公布116頁的《港區國安法第43條實施細則》，並在同日生效。細則列明，如緊急情况下，警務人員毋須手令便可進入有關地方搜證，向懷疑觸犯國安罪而受調查的人士發出通知書，要求交出旅行證件，以及限制離港6個月。特首會審批截取通訊及秘密監察，警務處長毋須特首預先批示下，可「口頭」批准警員進行截聽或監控，細則更授權警方可秘密監察律師在法院、監獄、警署會面室及律師樓見疑犯。警方亦有權可要求有關發布人士或網絡服務商等移除可能危害國家安全的訊息。保安局長如有合理懷疑與危害國安罪相關的財產，可向原訟法庭申請充公令，而知情不報也會犯罪。大律師黃宇逸認為，執法機關有非常大的權力作侵害人權的執法行動。楊岳橋認為會讓行政機關授權缺制衡。港大法律學院首席講師張達明認為，實施細則是偏離香港過往的立法和人權保障，讓「一國兩制」不再存在。

### 國際回應：英國保守派議員籲制裁林鄭月娥
英國外相藍韜文在星期一公布首批針對違反人權的外國人制裁名單後，國會保守黨議員質疑當中為何沒有中國官員，其中保守黨議員施志安（Iain Duncan Smith）在國會質詢時要求動用「馬格尼茨基修正案」制裁香港特首林鄭月娥，藍韜文表示不排除這樣做，但需要有證據為基礎。

### 解放軍駐港部隊密集實彈演
央視7月6日視頻顯示，解放軍駐港部隊某基地組織近日進行多課目連貫訓練，被指向外界釋放強硬信號。

## 7日

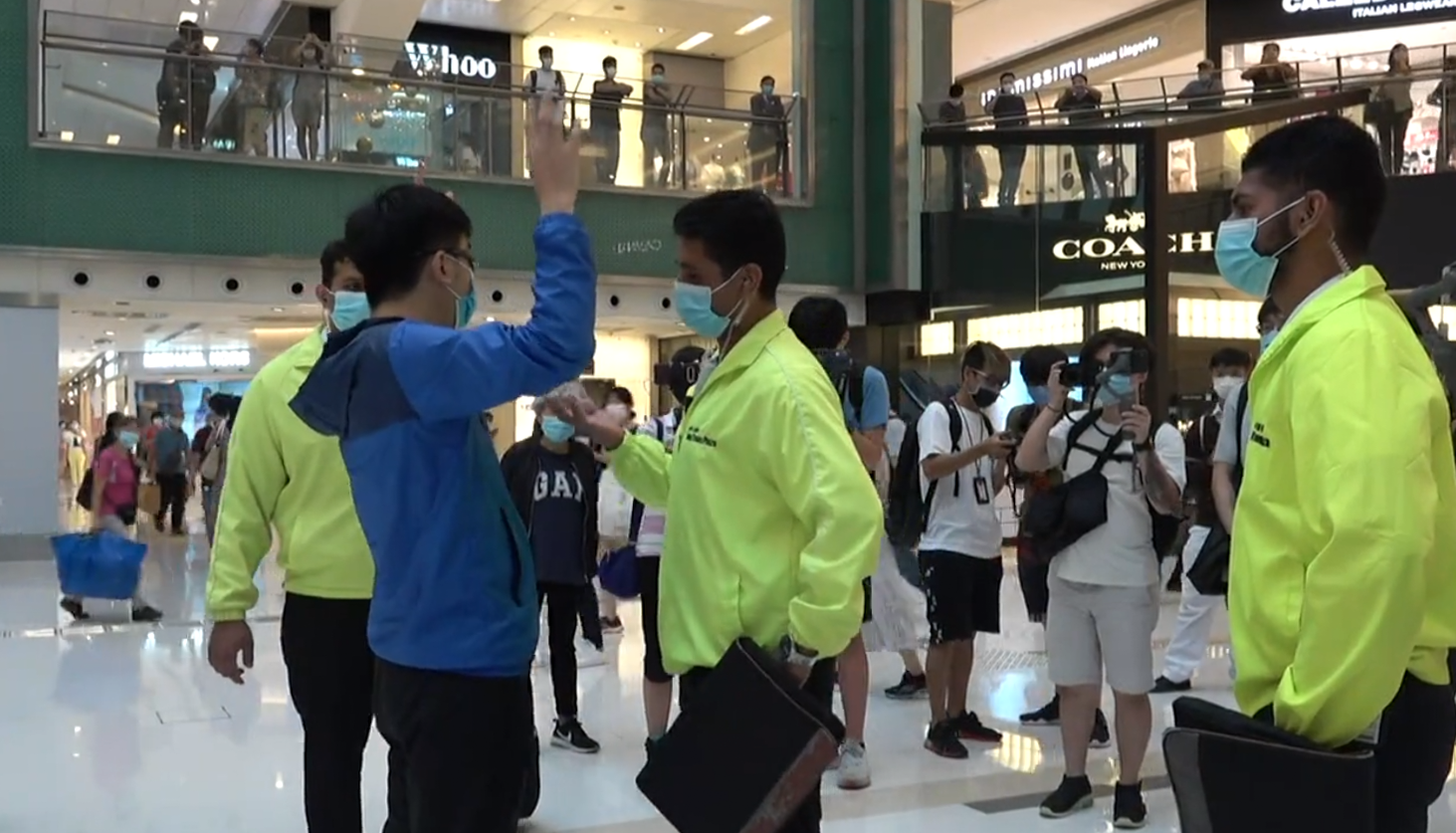
沙田新城市廣場舉行「和你lunch」活動，只有常客David一人參與，被多名南亞裔保安警告和包圍

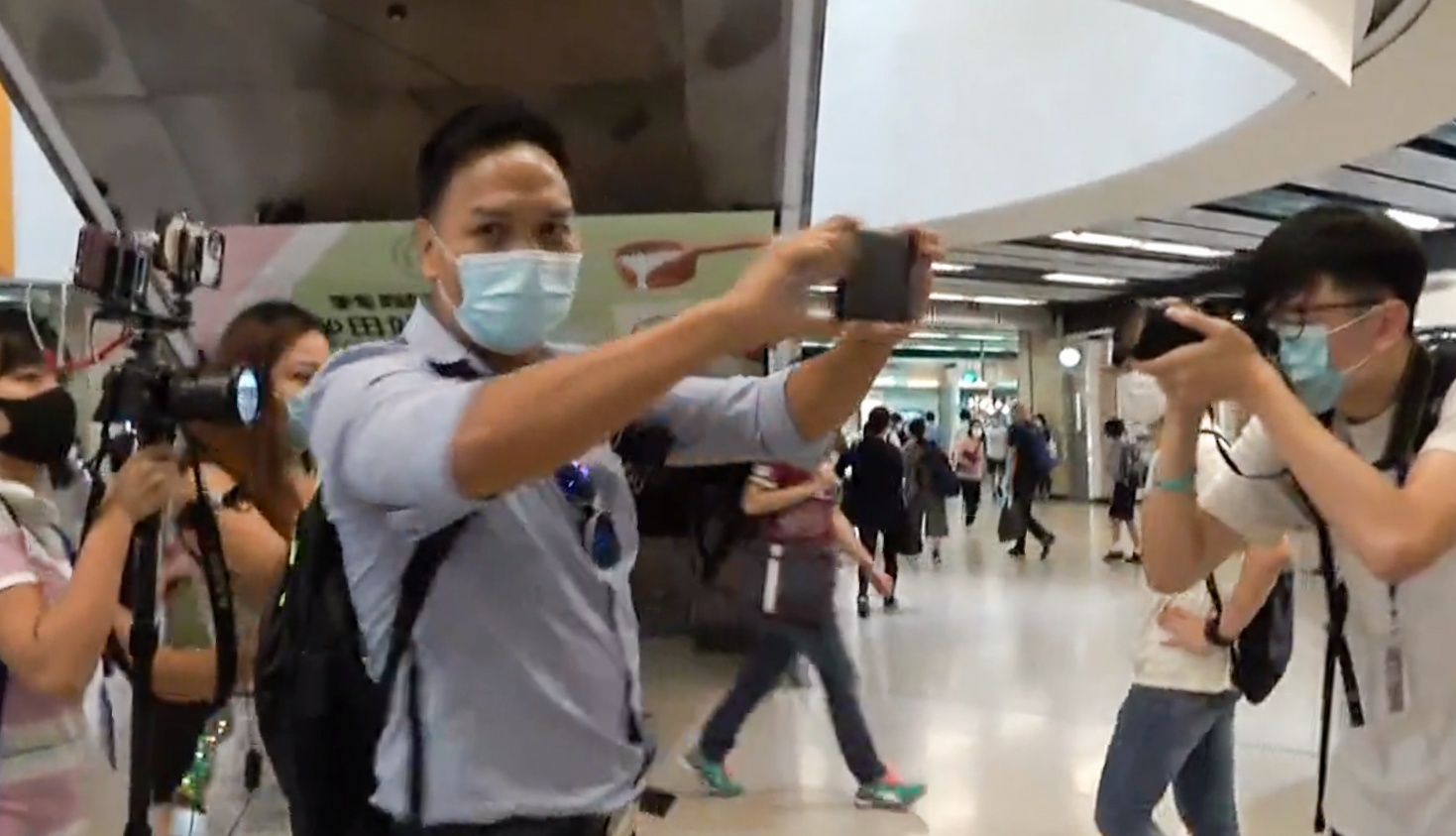
撐警者「大波Man」石房有一度現身拍片踩場，之後用手機拍攝記者

### 特首林鄭回應國安法
林鄭月娥在出席行政會議前見記者時稱，《港區國安法》對香港的繁榮穩定有積極和正面作用，指近日市場反應亦朝着這方向，更稱條文不嚴苛相當溫和，可保障絕大多數香港市民合法享有的自由及權益，稱過去一星期看不到有大量恐懼。反指《港區國安法》非常嚴苛，削弱、漠視人權自由的說法是謬誤，認為有人製造白色恐怖。同時對海外傳媒形容《港區國安法》立法是「香港末日」、「香港的前途已經失去」的說法是難以立足。林鄭引述有人稱「一國兩制」受損、宣布「一國兩制」已死，她表示但制訂《港區國安法》目的是令「一國兩制」行穩致遠，認為立法破壞「一國兩制」似乎別有用心。

### 國安公署徵用維景酒店臨時辦公室
《明報》獲得消息，確認國安公署會徵用銅鑼灣維景酒店作臨時辦公地點。而記者以顧客身分查詢訂房時，酒店職員表示暫時無法訂房。酒店入口的玻璃已用圍板圍封，頂層外牆亦搭上棚架。灣仔區議員陳鈺琳到場觀察時曾詢問酒店保安及現場警員，但不獲回應。警員稱是「機密」。

### 沙田和你 Lunch
下午1時許，有網民發起在沙田新城市廣場舉行「和你lunch」活動，只有常客David一人參與。期間有撐警者「大波Man」石房有一度現身拍片踩場，其後在保安勸諭下離開。而David其後在高舉「五一」手勢後也被南亞裔保安警告並發出警告信。其後在區議員岑子杰陪同下離開商場。

### 政府代表在立法會會議講解國安法及實施細則

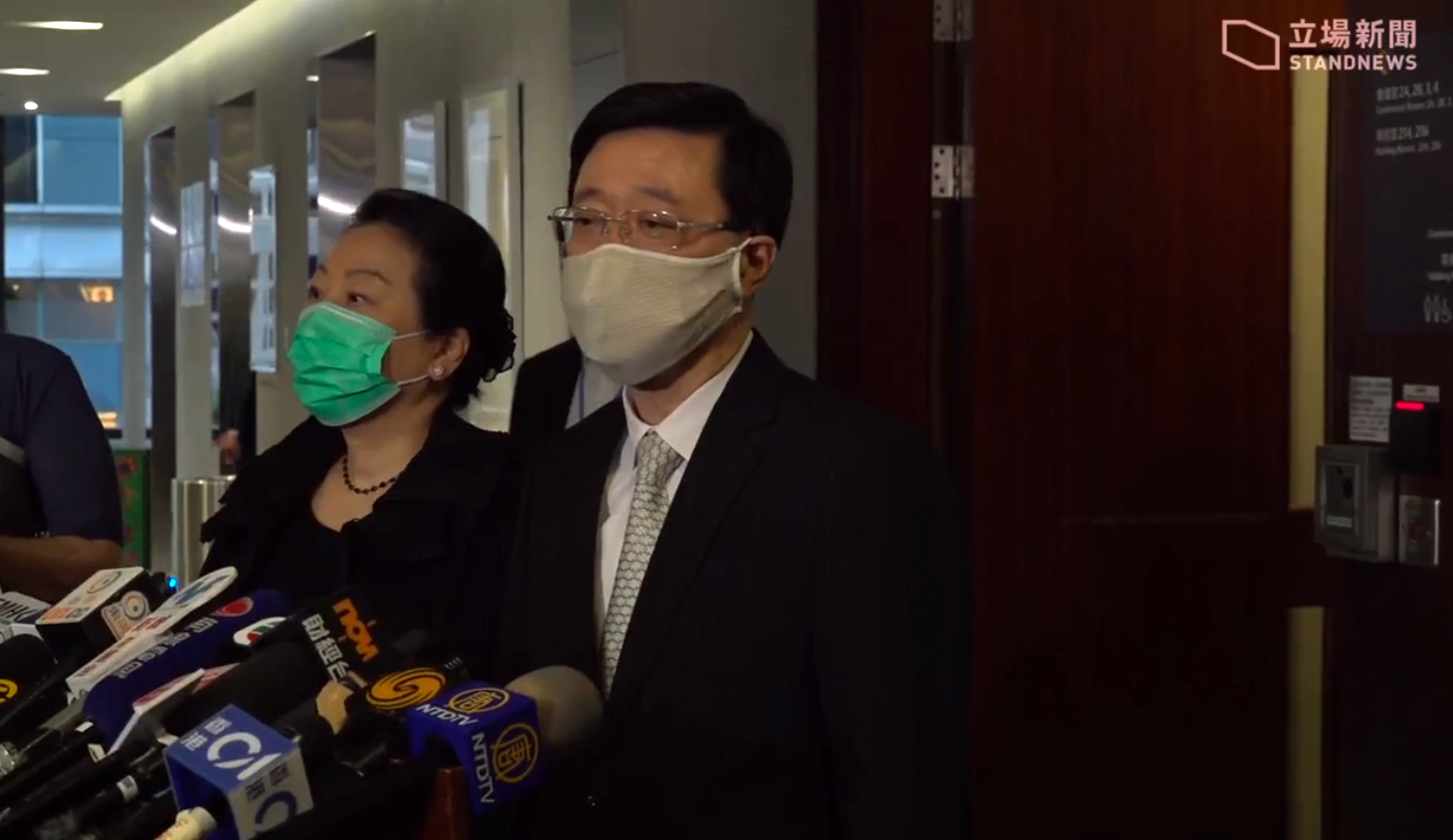
律政司司長鄭若驊及保安局局長李家超出席聯席會議後見記者

律政司司長鄭若驊及保安局局長李家超出席由立法會保安事務委員會、政制事務委員會及司法及法律事務委員會舉行的聯席會議，商討「港版國安法」問題。當公民黨議員郭家麒引述特首林鄭月娥《港區國安法》第43條細則是為了保障人權，形容有關說法是「難聽過粗口」，並要求鄭若驊及李家超道歉，指內地維權律師被以言入罪的情況會在香港出現後，李家超以「粗口都不如」回應，指任何條款都有充分的人權保障，同時批評對方誤導市民。李家超的說法引起郭家麒不滿，李則以「郭家麒全部的發言是粗口都不如」回應。而朱凱廸批評李家超是「賤人中嘅賤人」和「賣國賊」後，被主席裁定為冒犯性言論，朱凱廸自行離開會議室。

## 8日

### 教育局禁《願榮光歸香港》和人鏈

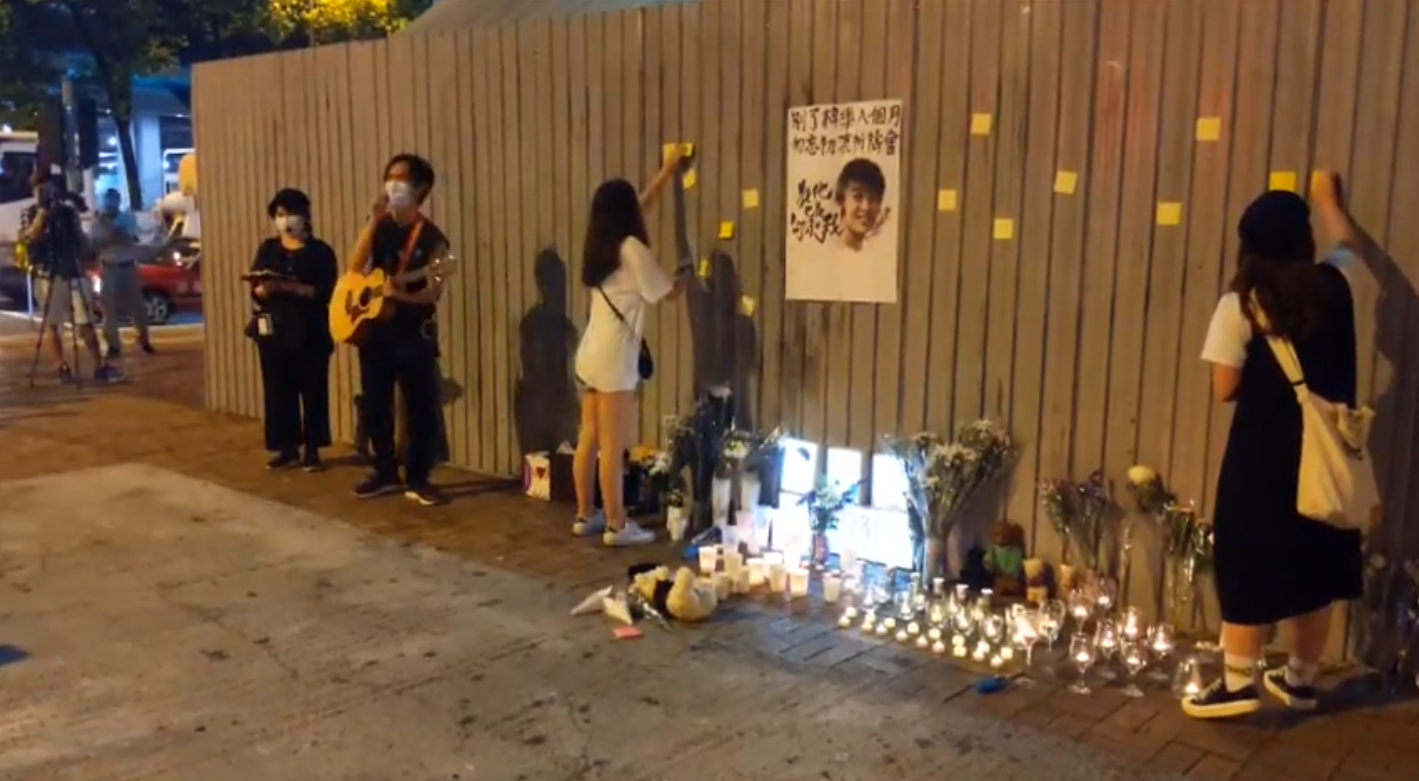
周梓樂逝世八個月祈禱會

在國家安全辦公室揭幕幾小時後，及林鄭月娥公開重申國安法“不會損害人權和自由”的第二天，教育局局長楊潤雄在書面回應一立法議員中表示所有學校都需禁止學生参與民主抗議及相關的活動，例如形成人鏈或高唱歌曲，特別是《願榮光歸香港》。而所謂人鏈，又稱波羅的海之路， 是一個始於1989年的波羅的海獨立和平示威活動，藉此希望脫離蘇聯的共產主義。另一方面，《願榮光歸香港》是本土的香港製作，在去年的抗爭運動中舉世聞名。鑑於《香港基本法》第二十七條保障市民擁有言論的自由、集會、遊行和示威的自由，楊則認為 “兒童的言論自由權不是絕對的”，並要求學校採取行動防止這種“犯國安法行為”的發生。

### 周梓樂逝世八個月
周梓樂逝世八個月，約30名市民到尚德邨停車場外點起燭光、獻花及上香，到於晚上8時09分進行默哀。社工呂智恆和藝人阮民安均有到場悼念。警員在停車場一帶戒備。而中環置地廣塲有兩名市民進行悼念祈禱會，在中庭高舉標語及叫口號。

## 9日

### 國際回應：澳洲中止香港引渡條約 延長港畢業生及工作簽證5年
澳洲與香港的引渡條約始於1993年。澳洲總理斯科特·莫里森宣布將終止與香港的引渡條約。他指出，中國在香港實施的《國家安全法》令到澳洲「與香港的引渡協定變質」。澳洲會繼續密切留意局勢。此外，澳洲會為已在境內的香港留學和持臨時工作簽證的人士提供5年的簽證延期，可望申請永久居留權。亦鑑於香港近年的民主活動，已經獲得澳洲簽證但在境外的香港居民（包括2300名學生）也將有資格獲得簽證延期。新的公告還鼓勵香港的企業遷往澳洲，亦將優先考慮高技能的申請人。中國外交部發言人趙立堅促澳洲停止干預中國事務，而中國駐堪培拉大使館批評澳洲「粗暴干涉中國內政」。

### 又一城和你Tea
下午2時許，網民發起在九龍塘又一城商場舉行「和你Tea」活動，現場只有2名示威者站在中庭參與，其後在商場遊走並高叫口號。

### 抗爭相關新聞攝影獎
法新社記者Anthony Wallace 為2019年6月至12月期間香港抗爭活動的報導在今年的 “國際攝影新聞攝影節”上贏得了《 Ville de Perignan Remi Ochlik》獎。 他獲獎作品的標題是“反對觀點”,“Opposing Views”，其中刊登了在“佔領機場/和你飛”期間拍攝的照片和一名在遊行示威中被警察㩒底的年輕人。

## 10日

### IFC 和你Lunch
網民發起在中環國際金融中心商場4樓平台花園舉行「和你Lunch」，只有數名市民參與，其後大批軍裝警員截查參與「和你lunch」人士。

### 立法會泛民初選前夕 警方搜香港民研所辦公室 有投票站被業主威脅解約

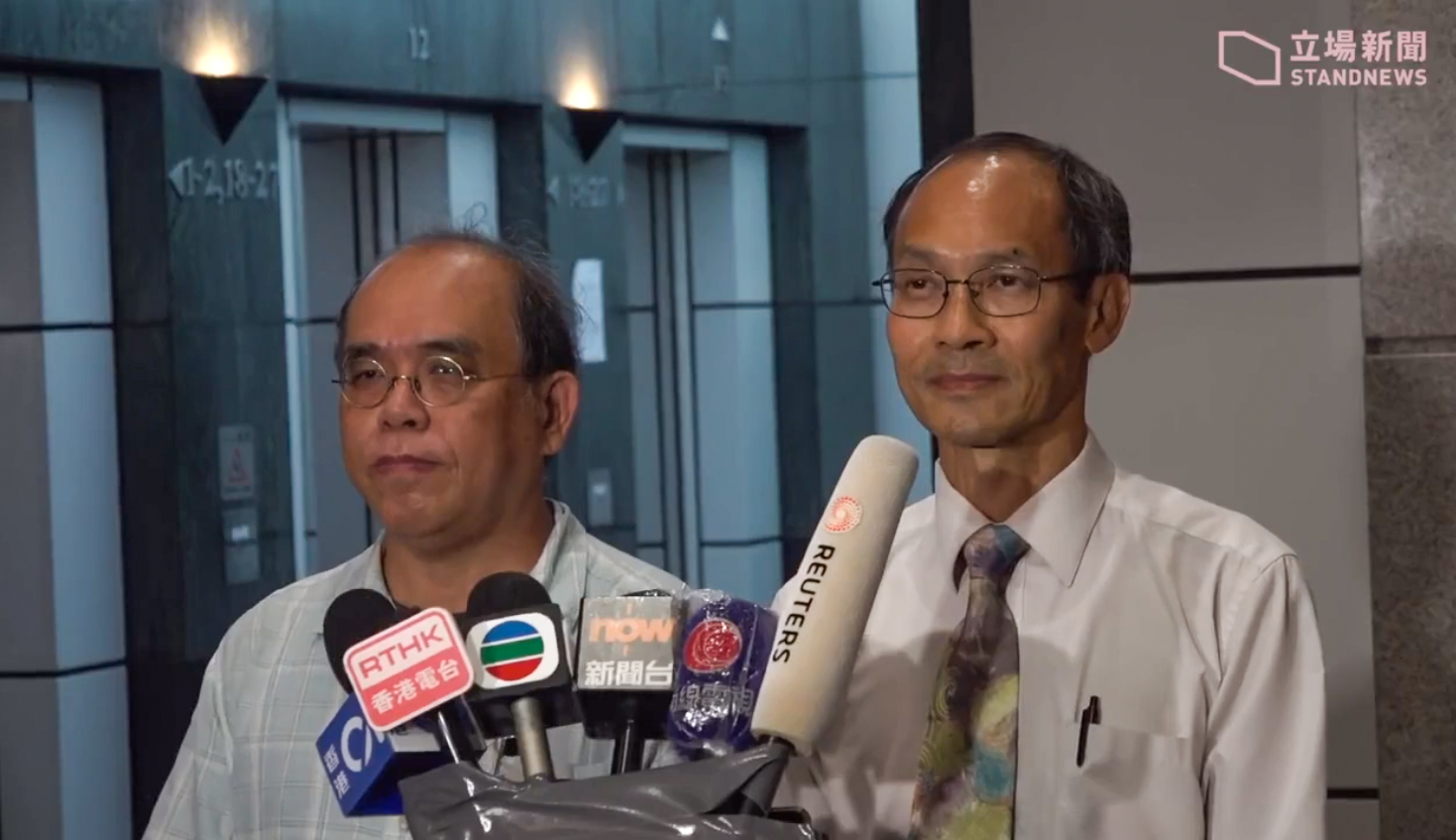
凌晨近1時，香港民意研究所主席鍾庭耀（右）和副行政總裁鍾劍華（左）見記者

在民主派初選前一日的晚上，警方網絡安全及科技罪案調查科人員持搜查令，到受委託設計初選投票系統的香港民意研究所位於黃竹坑總部進行搜查，稱懷疑有人不誠實使用電腦，要檢走所有電腦。警方表示接獲市民報案，懷疑有市民（包括警員）的資料外洩，行動中無人拘捕。經香港民研與義務法律團隊商討後，認為無需把所有電腦檢走。其後再商討後，警方「口頭承諾」不會取走電腦。到凌晨約3時，警方才離開香港民意研究所總部。記者問警方搜查是否涉及打壓初選，鍾庭耀指初選「絕對合法」和一個和平理性非暴力的民意表達工具，希望香港人用民主精神，展示給全世界人知道，香港人是可以行使民主。而初選投票的系統可如常運作。副行政總裁鍾劍華指警方行動讓整個事前工作已大受影響，認為警方更應調查所謂「黑客」的真偽。
在投票前一日，房屋署警告議員若利用辦事處作票站，屬違反租約條款，會採取勸喻、發警告信、不予續約或提早終止租約等行動。而位於荃新天地二期的「黃店」雪糕店Sogno Gelato，也收到由商場管理處發出的通告，指出用作票站或涉違反租約協議。該店為免商場藉此終止租約，最終取消借場作票站。最後有250多個由區議員辦事處及黃店等作「票站」之用。

## 11日

### 林鄭指反中央反政府勢力滲透校園
特首林鄭月娥出席一個教育論壇致辭時表示，香港年輕人出現的問題不是教育問題，而是教育被政治化。指從2012年反國教科事件至2014年佔中運動，以至去年發生的反修例風波，反映現時有反中央、反政府的勢力通過不同途徑滲透校園，引致「令人極度擔心排拒國家和反對政府的思想已經植根於時下青年人的心中」，認為社會上有「別有用心的文宣把暴力合理化」。教育界立法會議員葉建源認為林鄭月娥未有反省，做法只會讓民憤持續。

### 民主派初選首日

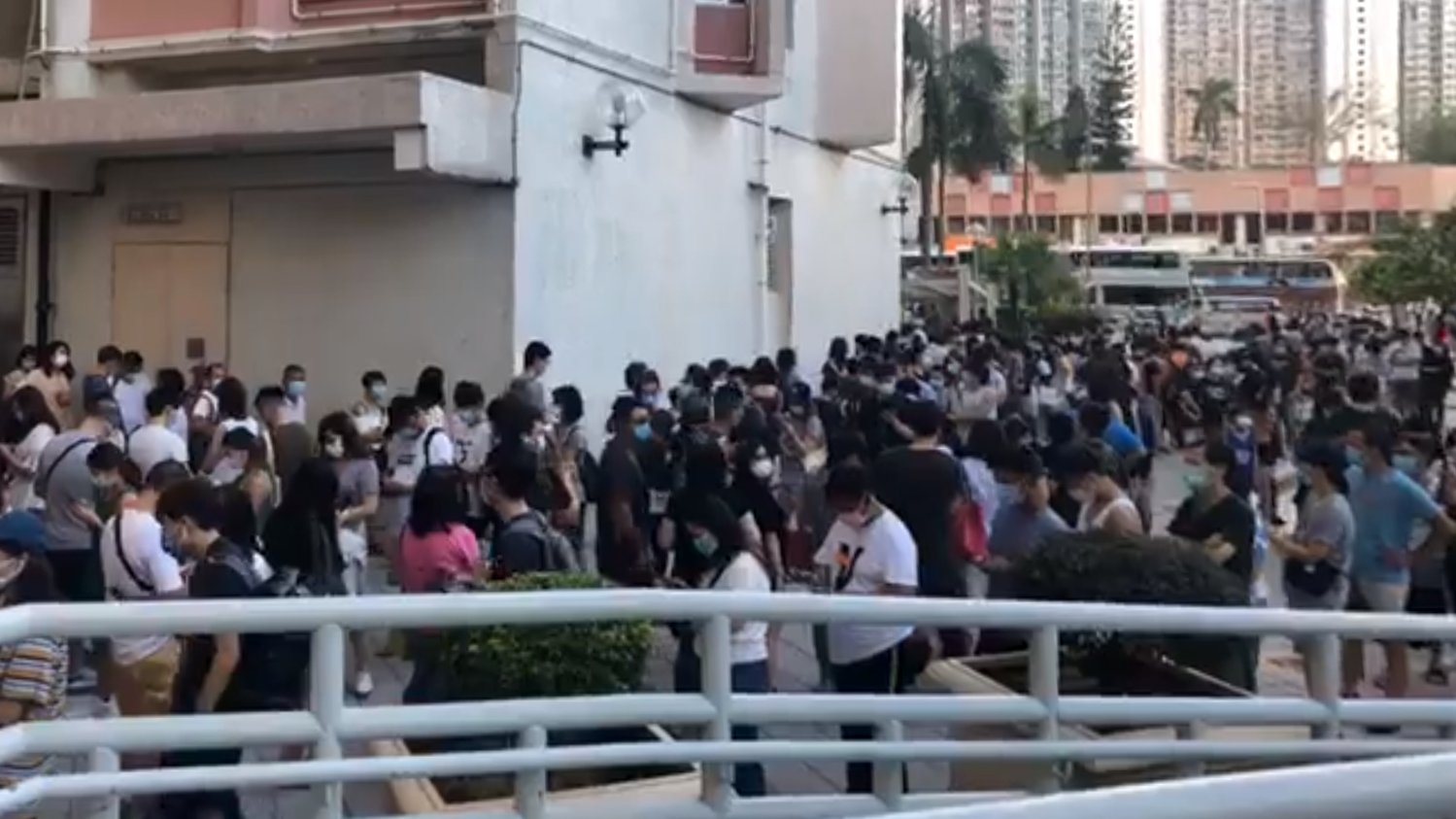
天水圍天瑞邨在下午高峰時有逾400人等候投票

民主派今明(12日)連續兩日舉辦首次全港大型的民主派初選，希望協調9月立法會選舉的出選隊伍數目，包括全港五區直選、超級區議會和衞生服務界，以爭取立法會議席過半。全港設立逾240個票站共選民進行投票，在多個票站出現人龍的情況，展現出港人爭取民主的決心。期間，公民黨街站義工表示被「藍絲」襲擊，有「大波 Man」之稱的建制人士石房有曾找黃之鋒「挑機」，多區亦見有警員拍攝排隊人龍，但投票氣氛大致和平。負責協調的立法會前議員區諾軒亦指投票過程順利。
在第一日投票結束後，負責統籌初選的民主動力晚上公布，投票人數為234,547已超過早前定出，兩日合共17萬的目標。戴耀廷亦在社交媒體上指對人數十分意外，「我嘅眼鏡真係跌爛哂！」又說已達到日前提出，兩日合共17萬的目標。同樣負責民主派初選的立法會前議員區諾軒形容，首日投票人數較原先目標的17萬人為多，成績令人鼓舞，籲港人勿灰心。

### 法國巴黎舉行反香港國安法遊行
數百名支持民主的抗議者走上法國巴黎街頭，表示反對香港實施《國家安全法》。抗議活動是由在法國居住的香港和非洲人組成的新組成的聯盟AHKF，法國媒體的Cerveaux non disibleibles 和由 Mimo Dia Leydimen領導的Mouvement Yoallahsuuren組織的策劃的。參加者包括法國參議員 André Gattolin，法國人民，非洲人，維吾爾人，台灣人，東突厥斯坦亞洲人和在法國居住或讀書的香港人。AHKF在其網站上發布的宣傳視頻中宣布這次和平遊行是呼籲 “所有法國黃背心向所有流亡的政治難民申出援手，向[法國總統] 馬克龍施加壓力，使他堅決立即譴責中國[...]。許多參與者舉起空白的紙作為他們的 “沉默口號”。Mimo Dia Leydimen在他的Facebook頁面上強調聲援非洲各國兄弟姐妹在中國“一帶一路”  的極權主義勢力下 的重要性。在警察全程守衛下，遊行在巴士底廣場（Place de la Bastille）開始，在共和國廣場（Place de la Republique）和平結束 。

## 12日

### 民主派初選第二日

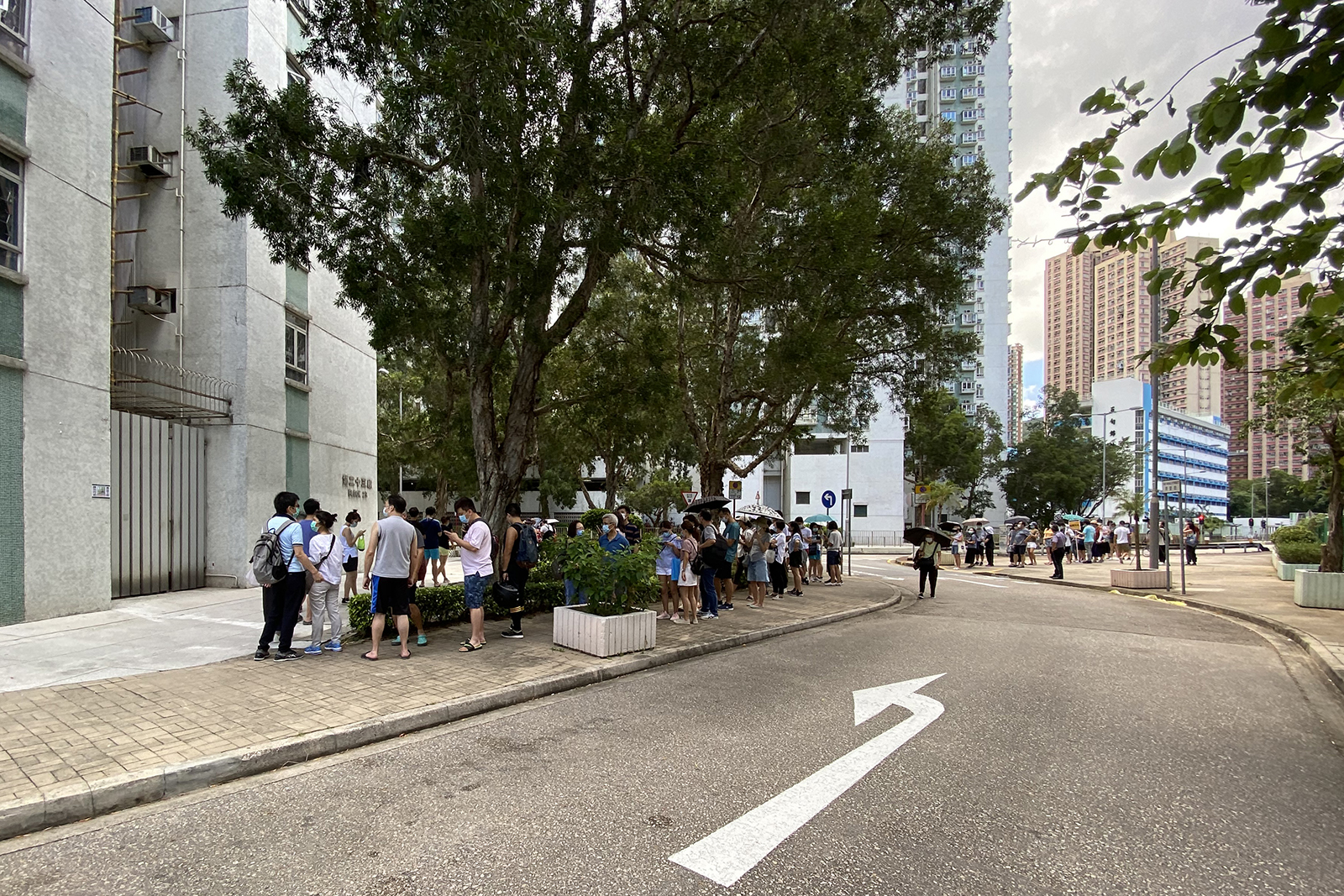
7月12日，沙田第一城的投票站投入運作，早上已有過百名市民排隊

一連兩天民主派初選晚上9時正準時結束，由早上至下午，有大批市民排長龍投票。雖然九西等地區票站曾發生藍絲踩場事件，但未有大衝突。而晚上有多名防暴警在大埔票站附近出現，氣氛一度緊張。投票結束後，大會宣布共有59.2萬名市民以電子方式投票；連同2.15萬張紙張實體票，料扣除或有重複投票，參與初選投票將逾60萬人，超過2012年五區公投58萬人投票紀錄。
戴耀廷晚上總結選舉時就稱，港人今次一同寫下新一頁歷史紀錄，並指投票結果預計最快明天(13日)黃昏時公佈。而負責初選統籌的立法會前議員區諾軒形容港人再創造奇蹟：「話畀全世界聽，我哋嘅民主陣營係可以有咁多人參與初選」。

### 日本東京支持香港遊行
數以百計居住在日本的台灣人，香港人，維吾爾族，蒙古族和藏族人走上東京街頭，表達對中國共產黨政府的反抗。這次活動的組織方日本維吾爾協會和國際組織 “StandWithHongKong”譴責共產黨對鄰國日益增加的敵對威嚇和好戰策略，並敦促日本政府廢除習近平原定的國事訪問。

## 13日

### 馬鞍山和你lunch
下午1時，網民發起在馬鞍山新港城中心舉行「和你Lunch」活動。商場中庭有兩名年輕人參與，高叫「沒有暴徒 只有暴政」、「fight for freedom」等口號，場內有市民響應一同高叫。隨後到美心集團旗下餐廳及Starbucks咖啡店門口叫口號。警車在外圍戒備，便衣警員在高層位置監視。

## 14日

### 國際回應：美國總統簽署《香港自治法》 並取消香港特殊待遇
美國總統特朗普於今天簽署了分別獲得參眾兩了院一致通過的《香港自治法》（HR 7440)。此法案授予國務卿90天的期限內對「外國人未能履行《中英聯合聲明》或《香港基本法》」及其銀行實施財產及簽証制裁。另一方面，總統特朗普亦簽署了一項行政命令，終止了香港的優惠待遇，以示反對北京在香港頒布國家安全法。特朗普在新聞發佈會上說，現在美國將對香港與中國大陸一視同仁。香港人民的自由在中國頒布國安法時被剝奪了。因此，「將在自由市場失去競爭力，相信不少人會離開香港」。

### 兩家VPN公司撤離香港
虛擬私人網絡（VPN）允許用戶安全連接到世界任何一個網絡，用以保護用戶的瀏覽歷史記錄和密碼，並使用戶免受其他可疑的公共WIFI活動的侵害。兩家VPN公司Tunnel Bear和Private Internet Access（PIA）分別在13日和14日宣布，鑑於港版國安法不明朗前景，他們會將香港服務器遷走，以保護其用戶在國安法下的隱私。兩家公司均強調，它們不會儲存個人信息，更會繼續為香港用戶提供服務。其他VPN提供商例如SurfSharks表示正在密切關注局勢，如果收到 政府 “當局要求開始記錄用戶活動的要求”，他們將立即關閉位於香港的VPN服務器。

## 15日

### 紐約時報將亞洲總部從香港遷至韓國
《紐約時報》週三宣布，因《港版國安法》對香港造成的不明朗因素，會將其亞洲總部數碼新聞組約佔三分之一的工作人員從香港遷至韓國首爾。公司指出，最近為員工申請在香港的工作許可證過程變得越來越艱難，雖然這種情況在中國很普遍，但在香港就從來都不是問題。公司重申會繼續在香港維持大規模駐守及採訪香港和中國的新聞，但認為在中國收緊管治下，需制定應急計劃。

### 梁凌杰先生午間追悼會
梁凌杰逝世13個月，在金鐘太古廣場外有不少人上前獻花，而軍裝警不時在祭壇附近巡邏。在中午，有人在金鐘太古廣場發起午間追悼會，當參與人士步行到金鐘廊期間，多名軍裝警員突然包圍搜查，無人被捕，但有人不適倒地，需要由救護員送上救護車。

### 抗爭報導獲国际新聞大獎
《南華早報》記者 Dayu Zhang 的作品 “站在香港警察與示威者之黃線' ( “The ‘thin yellow line’ standing between Hong Kong police and protestors”)，贏得了今年的 Lorenzo Natali Media 大獎。長達8分鐘的視頻記錄了 “守護孩子” 試圖緩解2019年夏天抗爭期間示威者和警察之間的緊張局勢。一眾頭髮班白的 “銀髮族” 一直都着上鮮黄色的一背心站在最前線與警方溝通進而希望減低衝突及傷亡。Lorenzo Natali 媒體獎設立於1992年，旨在表彰傑出的傳媒報導。時至今日  ，Lorenzo Natali 媒體獎繼續支持新聞業持續發展，及為那些經常被忽略的人發聲。

## 16日

### 台灣官員因拒絕續簽工作簽證中 “一個中國”聲明而離開香港
香港臺北經濟文化辦事處（TECO）是台灣在香港的非正式官方辦工室。鑑於最近落實的《港區國安法》，香港政府要求多名台灣官員在給予工作簽證之前簽署四點聲明。然而，五名官員中至少有三名拒絕簽署該文件，因此工作簽證過期而返回台灣。據台灣上報報導，該文件的第1點指出，TECO必須 “承諾及承認 "一個中國" 政策，不得損害《香港基本法》和所有香港法律，不得干預香港的內政，不得損害香港的繁榮與穩定，也不得使香港政府難堪。” 儘管台灣與中國之間的關係一直岌岌可危，但這種背書式文件在國民黨馬英九2008-2016年擔任總統期間並不存在。 此舉顯示香港在台灣問題上與中國看齊。 TECO表示 儘管在香港沒有高級官員在場, 他們在香港的服務將保持不變，會繼續致力於協助所有身處香港的台胞和尋求台灣庇護的香港人。

## 17日

### O記搜理大學生會

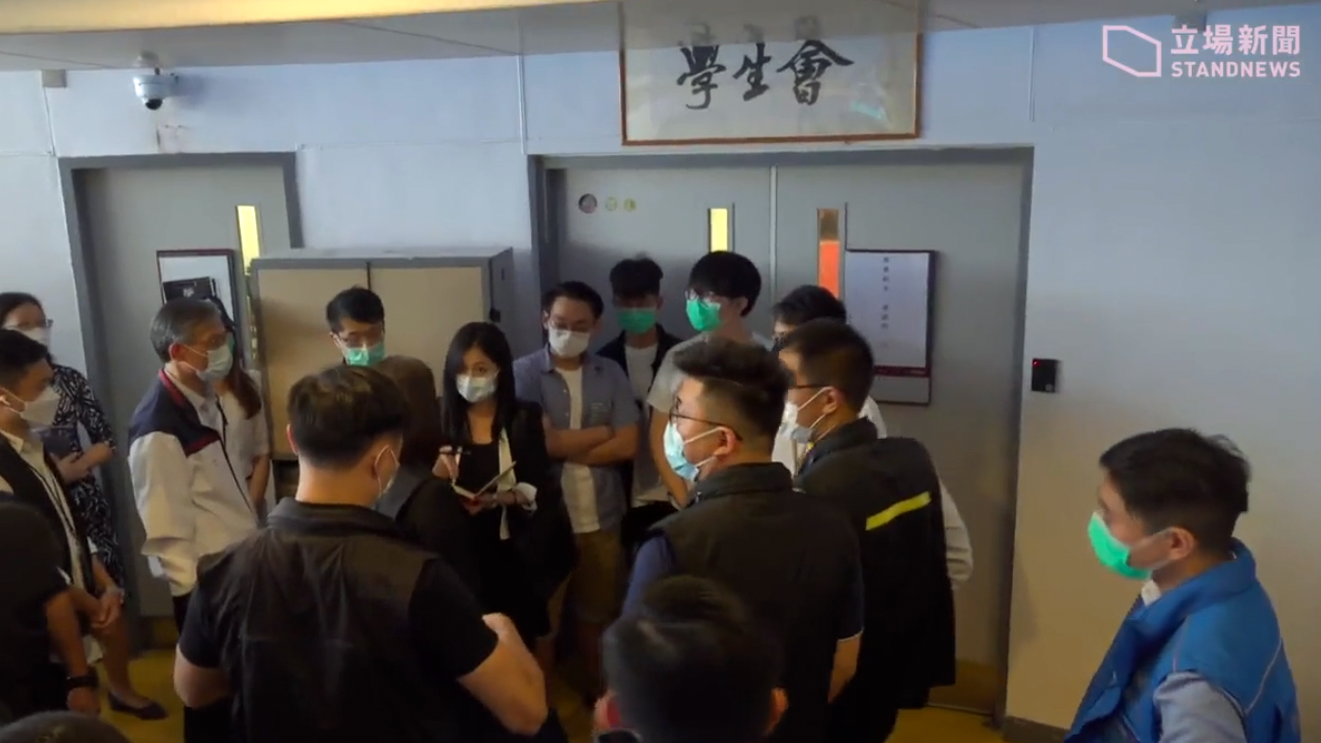
O記探員搜查理工大學學生會，成員最初拒絕打開會室大門

中午約12時許，警方有組織罪案及三合會調查科（O記）持手令搜查香港理工大學學生會會室，擬尋找去年11月17日一名傳媒聯絡隊警員左腳中箭的理大箭藝會會員名單。理大學生會會長吳智浩連同理大副校長（學生及國際事務）楊立偉教授、油尖旺區議員李傲然及兩名代表律師等在學生會會室門外守候，最初拒絕打開會室大門，認為警方搜查令理據薄弱。其後校方取得鎖匙，讓探員進入搜查。搜查兩小後帶走5部電腦及2部電腦屏幕離開。搜查期間，幹事被警方拒絕進入搜查範圍，同時被要求停止拍攝，學生會對此表示遺憾。而根據警方搜查令，搜查範圍覆蓋整個理大校園範圍，到7月30日才結束。

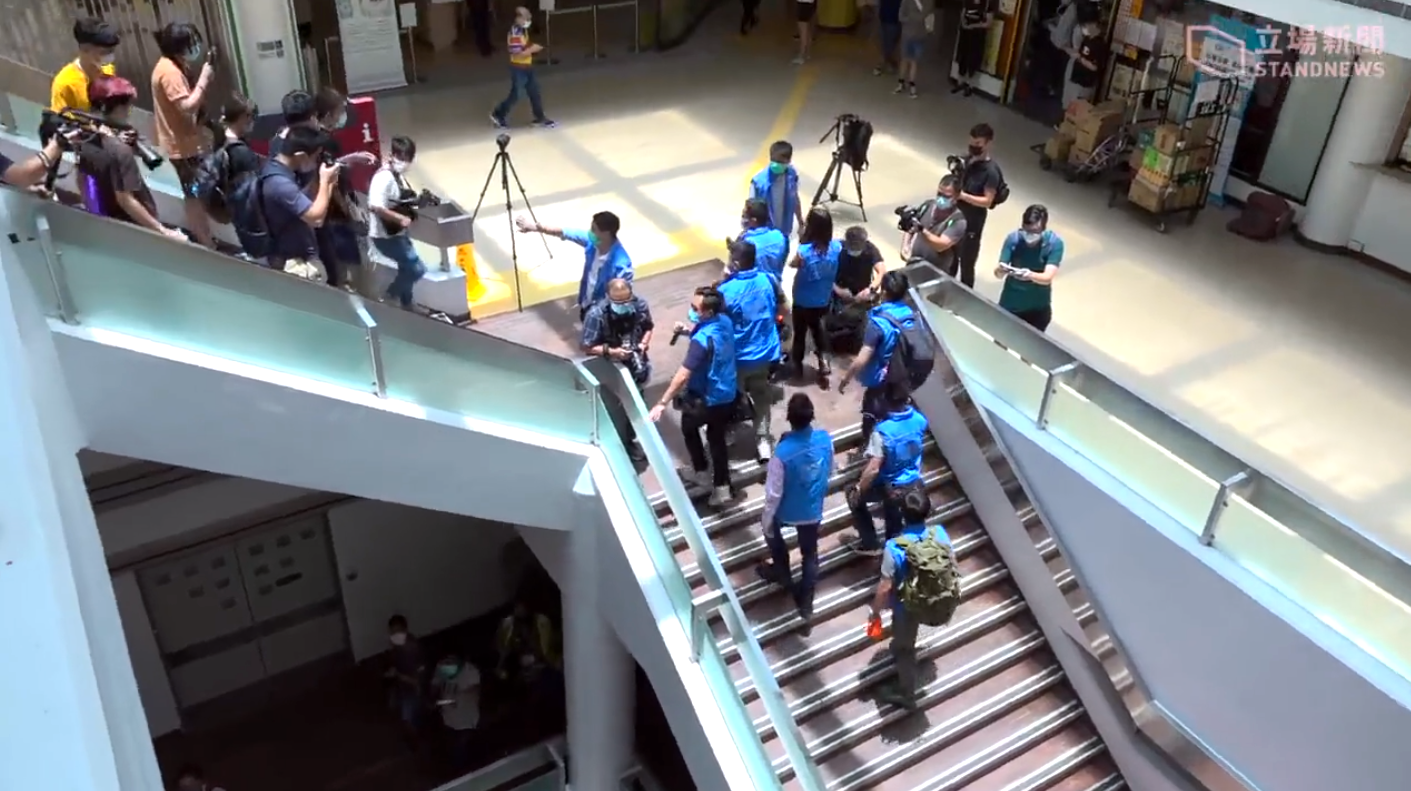
多名探員聯同傳媒聯絡隊抵達理大邵逸夫大樓
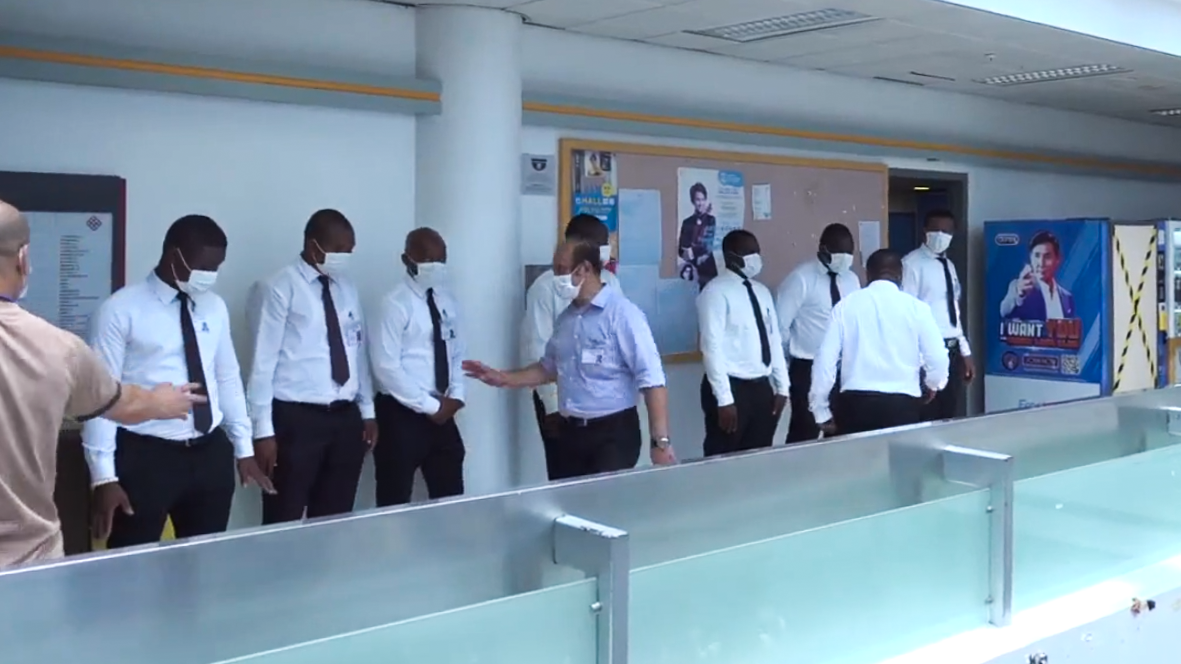
多名理大聘請的黑人保安在場戒備
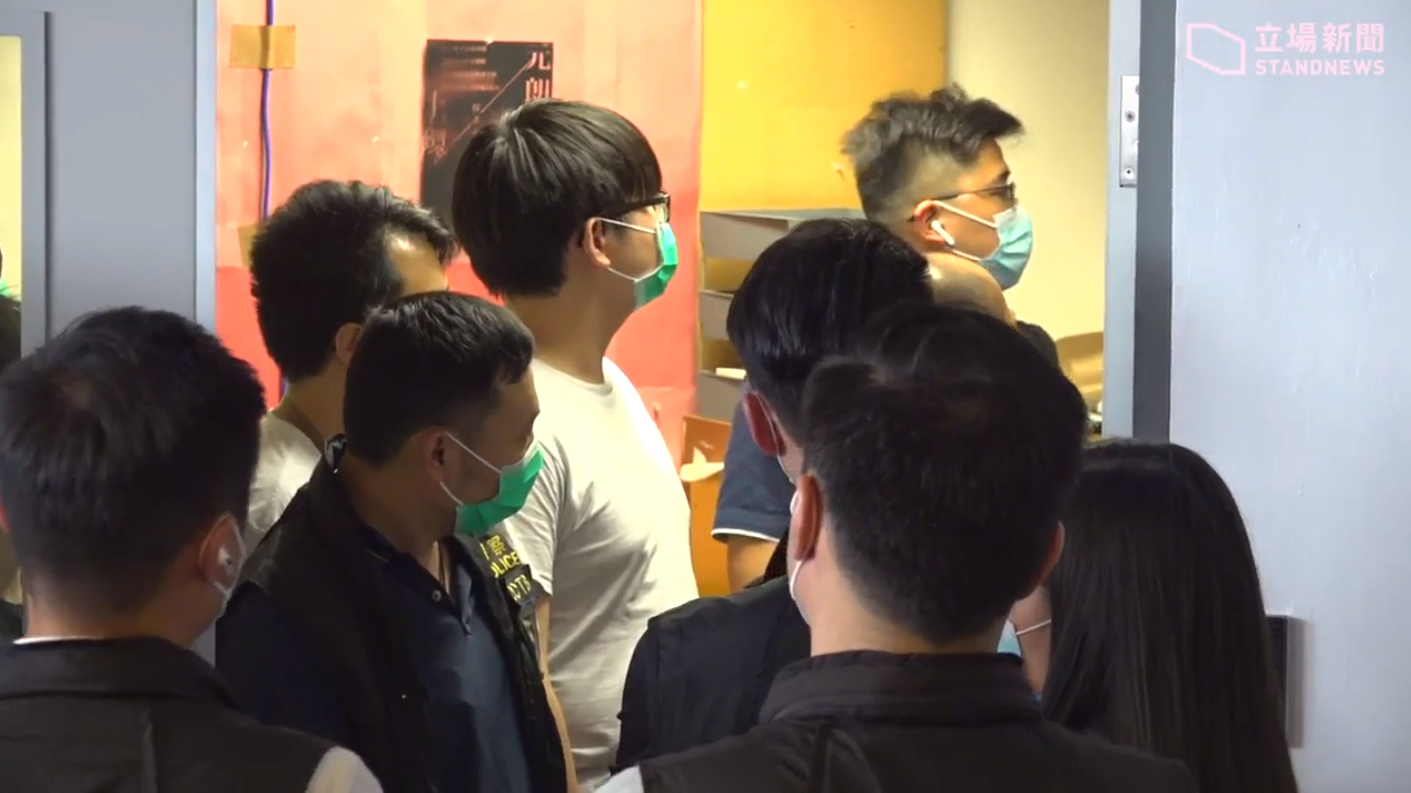
探員進入學生會會室搜查
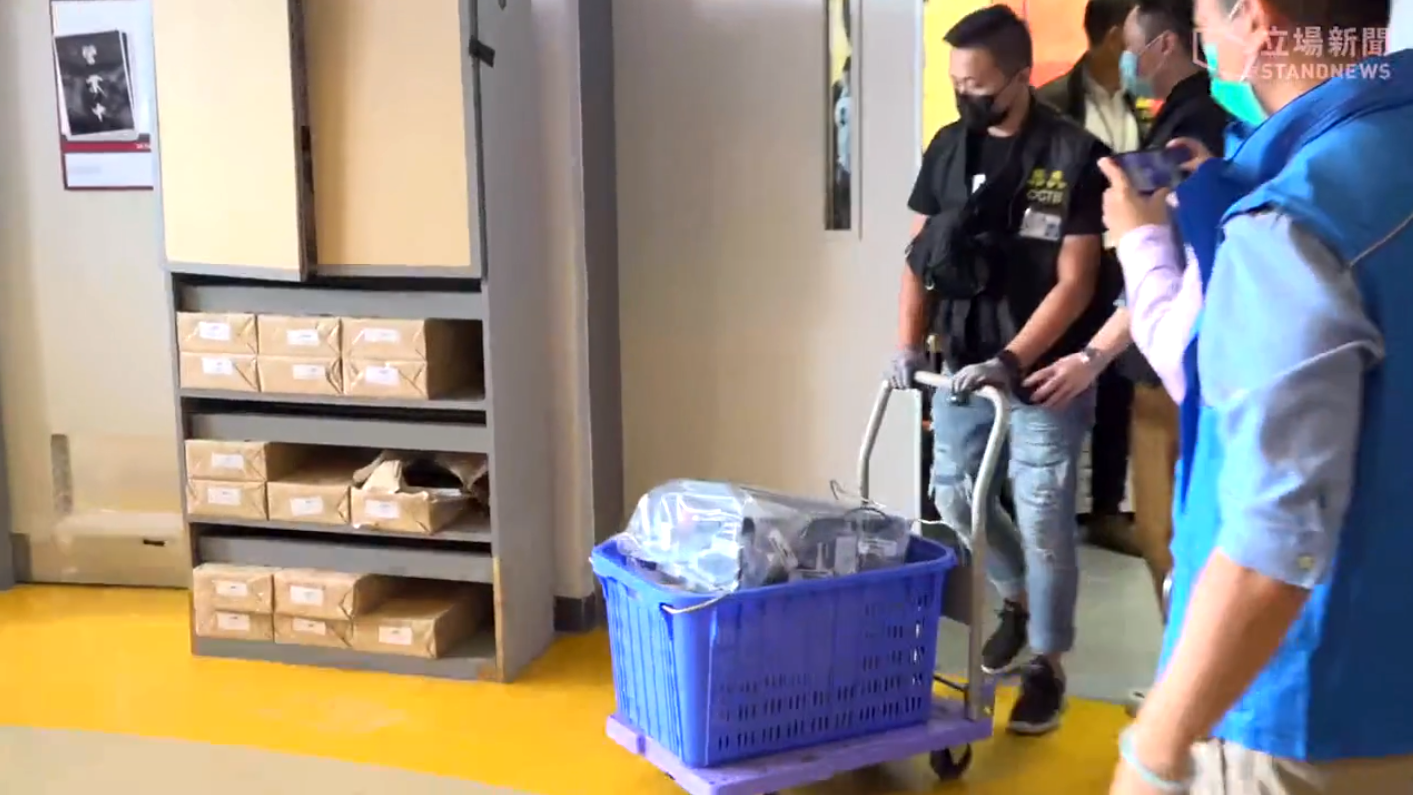
下午2時半，探員帶走5部電腦離開
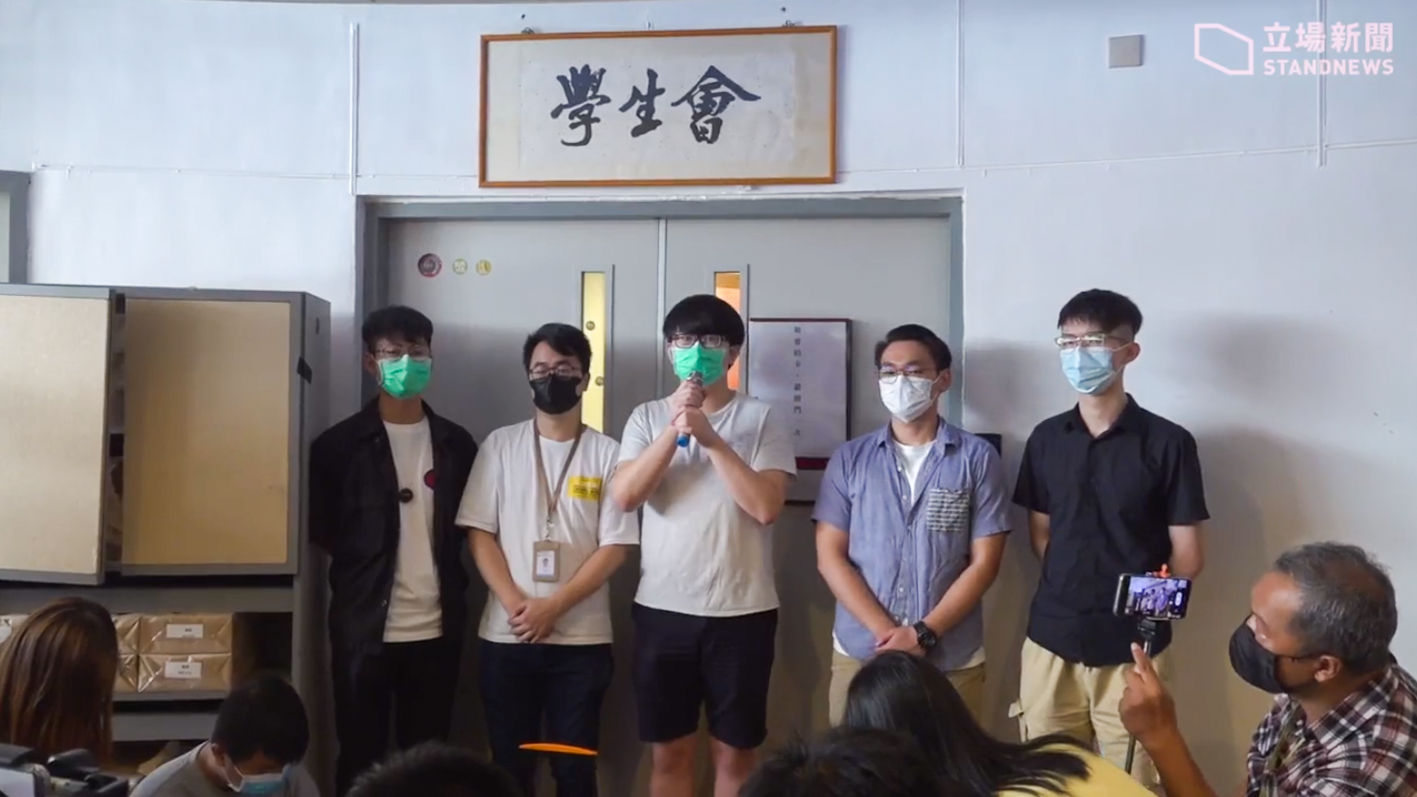
下午3時，學生會發聲明

### 英國法官關於香港終審法院的聲明
英國最高法院院長 The Right Hon Lord Reed of Allermuir 發表了題為 “英國法官在香港終審法院的職責” 聲明。該聲明首先概述了香港和英國1997年之前和之後的司法協議的歷史。然後，該聲明列出了法院目前存在的兩個問題，一個是終審法院法官職位空缺，第二個是新的國家安全法對維護香港司法獨立的挑戰。自1997年以來，香港和英國同意上議院將提供兩名現任上議院法官擔任新成立的香港終審法院的法官，《基本法》第82條規定，可以“從其他普通法司法管轄區邀請法官 ”參加終審法院”。聲明說，“其他普通法管轄區” 是指澳洲或加拿大。但是，自從今年初兩名終審法院法官中的一位退休以來，香港還沒有填補這一空缺，而且沒有人被安排在年底前就任，從而造成司法真空。第二個問題是國家安全法可能損害司法獨立。 《基本法》第85條規定，香港特別行政區法院 “應獨立行使司法權力，不受任何干涉。司法人員在行使司法職能時應不受法律訴訟。”  Allermuir的總結表示懷疑 “最高法院的法官能否繼續在香港擔任法官，將取決於這種服務是否仍然符合司法獨立和法治。” 

### 快必再三提堂
47歲人民力量副主席譚得志（快必）被警方拘捕，同日在粉嶺裁判法院提堂。他被控一項「煽惑他人參與未經批准集結罪」，指於2020年1月17日，在大埔海濱公園露天劇場，非法煽惑其他不知名的人，在無合法權限下參與一個未經批准的公眾遊行（「大埔中學生發言平台」於大埔舉行的集會）。案件押後至9月25日再訊，其間獲准以現金10萬元擔保，不得離港及每周到警署報到。

### 德意志銀行將其亞太地區總部遷至新加坡
因應港版國安法所產生的不明朗，德意志銀行宣布將其亞太地區總部從香港遷至新加坡。

## 18日

### 遊戲 Cytus II 因「光復香港、時代革命」在內地遭禁
有內地網民發現一首在私人SoundCloud戶口歌名為“ Telegraph 1344 7609 2575”的歌，並在解碼後知此摩斯密碼翻譯成中文後是「光復香港、時代革命」(“Liberate Hong Kong, the Revolution of Our Time”)。 歌曲是由一個叫 Wilson “Ice” Lam 在三月在其私人SoundCloud發布。因 Ice 為 Rayark Games 的遊戲Cytus II 擔任音樂總監， 所以中國遊戲發行商 Dragonest Games 決定刪除Cytus II。 Ice 已經在同一天從遊戲公司Rayark Games辭職，聲稱對這首歌承擔全部責任，並堅持他的政治信念。

## 19日

### 「毋忘7.21」遊行

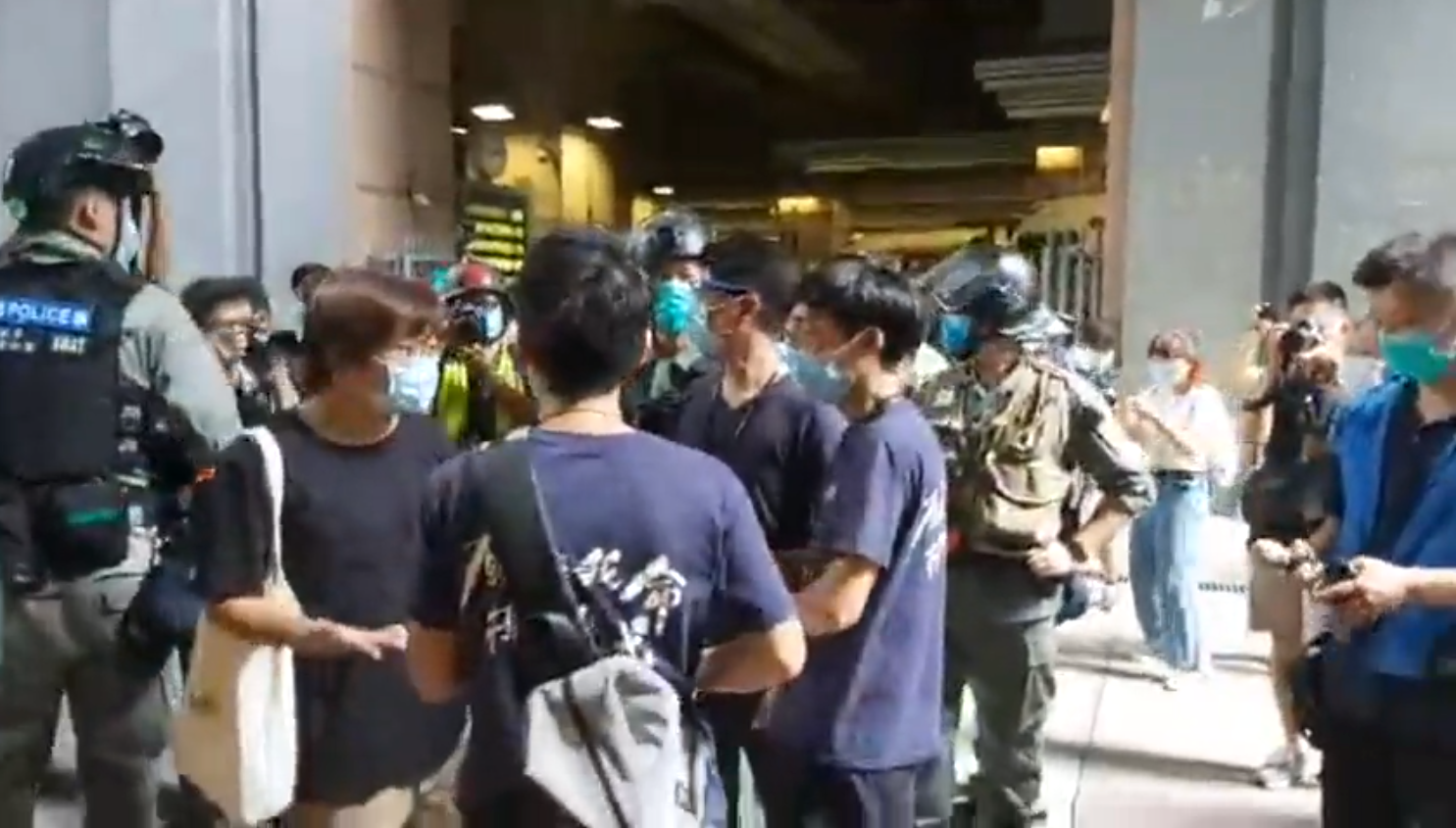
下午2時35分，區議員未開始記者會，多名防暴警員已經圍起封鎖線呼籲群眾勿聚集，指他們已違反限眾令，並截查區議員

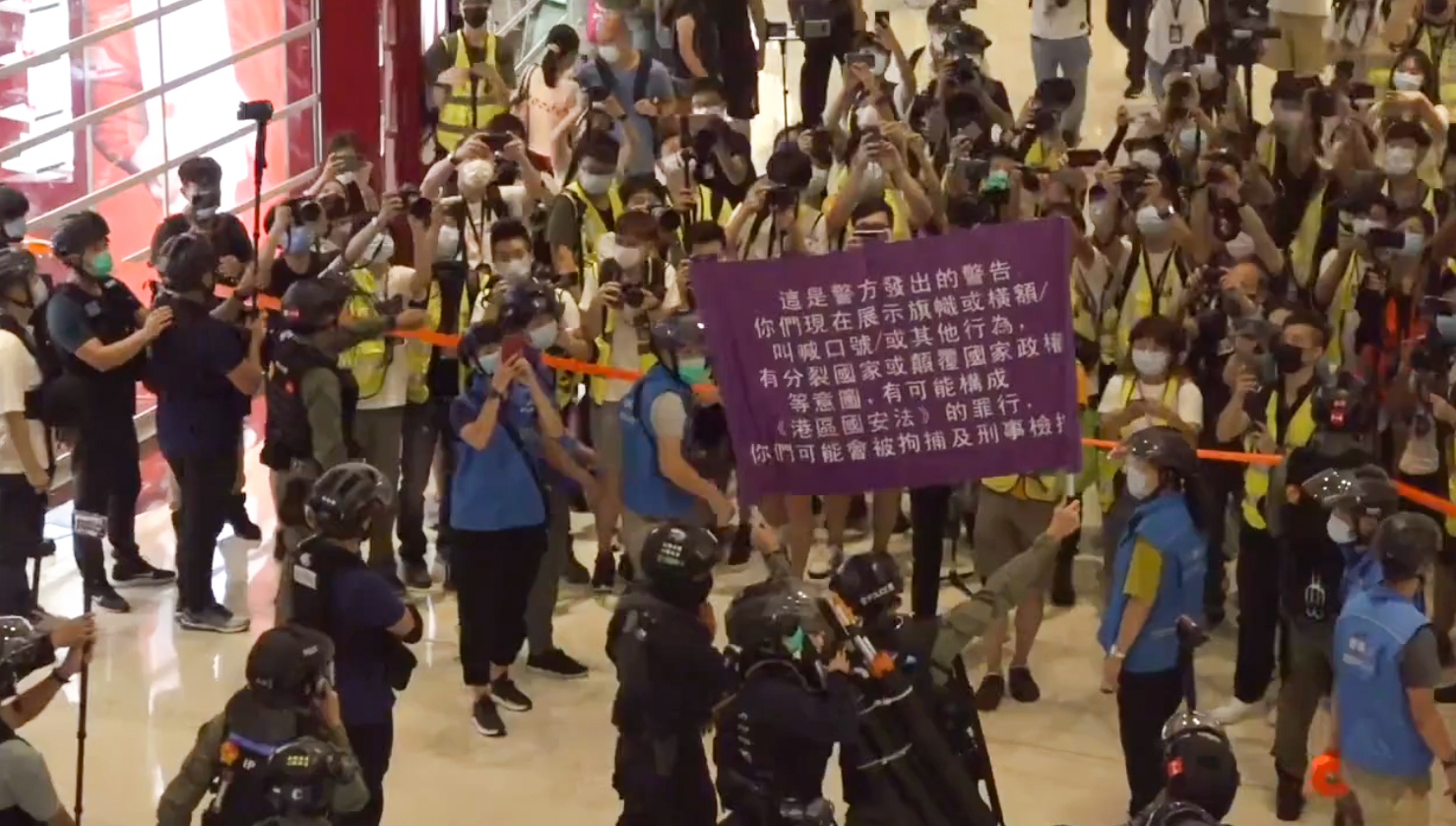
下午5時許，防暴警察在YOHO MALL商場舉起紫旗，警告在場人士有「分裂國家」

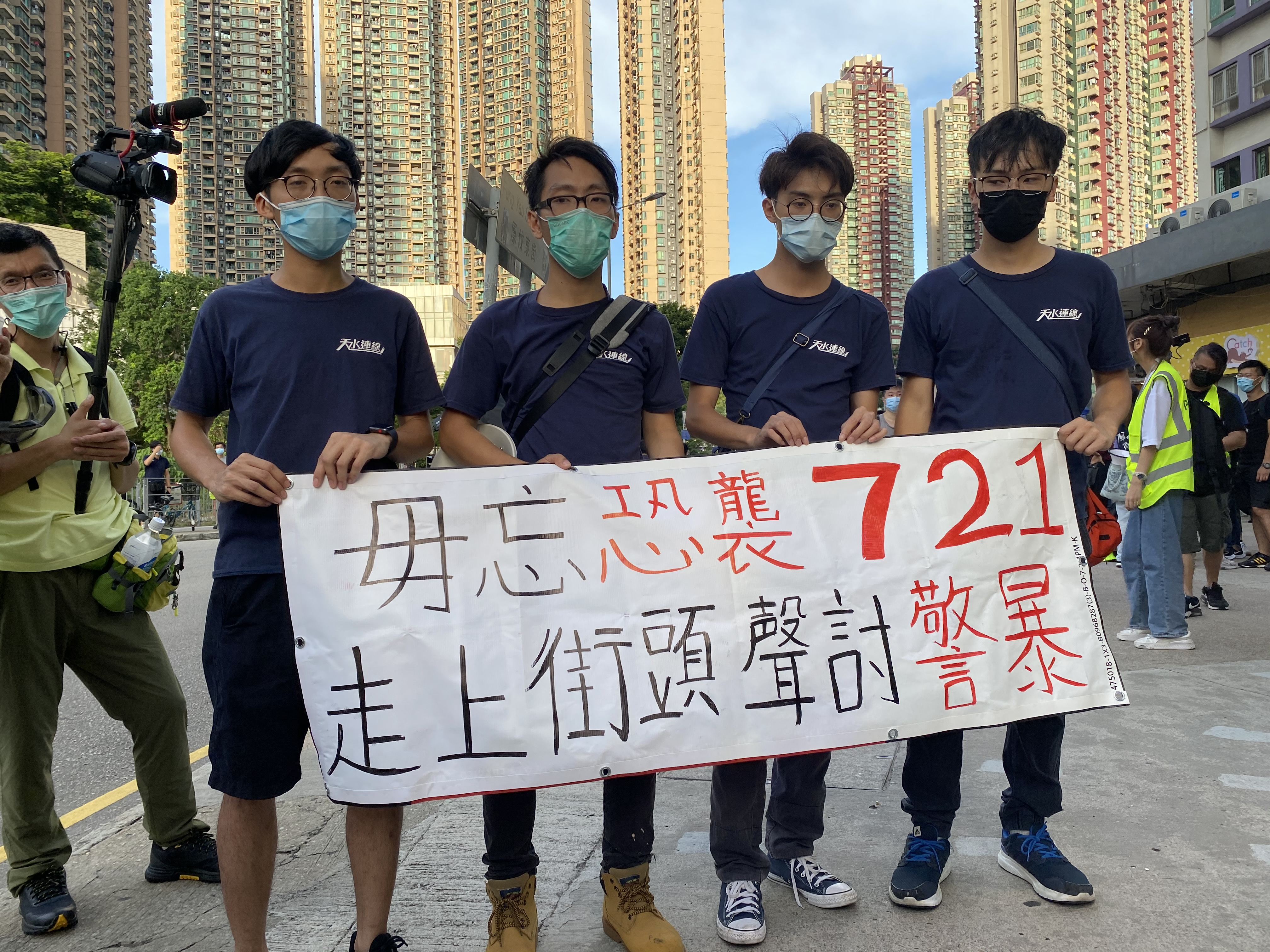
傍晚6時10分，四位天水連線區議員沿鳳攸北街遊行

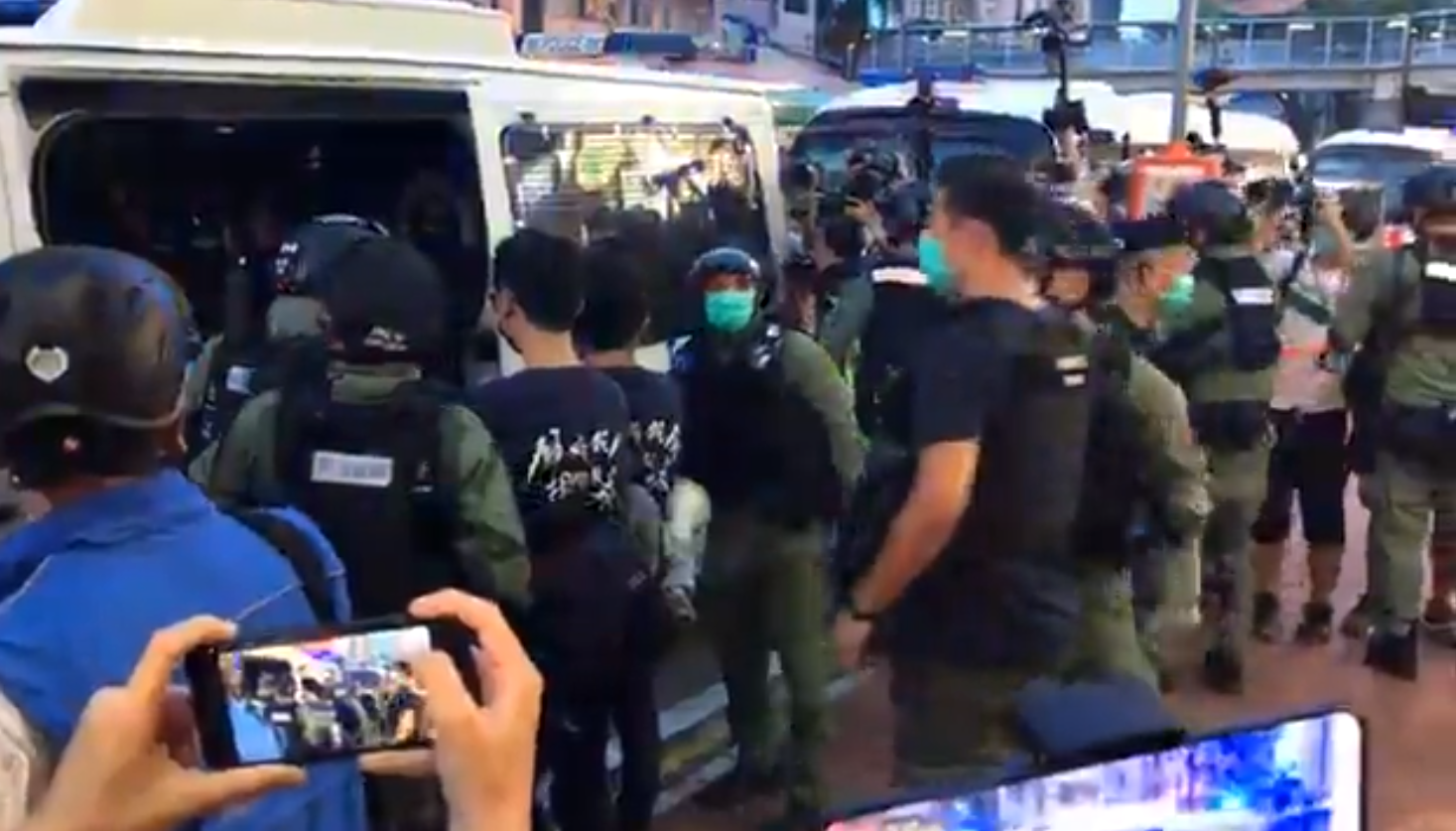
天水連線區議員獲放行後不足數分鐘，突然被捕

臨近7.21元朗恐襲一周年，多名區議員昨在元朗發起分組遊行，追究7.21真相。地區組織「天水連線」原定於元朗站舉行遊行，但警方發出反對通知書，天水連線宣佈遊行取消，改為當區區議員不多於30人分組起行。下午2時多，已有過百名持防暴槍的防暴警及便衣警在元朗站近輕鐵站嚴密佈防，另有水炮車在元朗大馬路戒備。下午2時半，在元朗站近輕鐵站位置，伍健偉、岑敖暉等多位區議員被警方拉起橙帶包圍，共七名區議員被票控違反限聚令，舉起「警黑勾結」紙牌的天水連線一男一女成員亦被票控。有警員拉起橙帶阻止採訪，推走記者，又毫無預警下向在場人士噴射胡椒噴霧，多人中椒。其後警員收窄封鎖線，要求在場的記者出示記者證或穿上反光衣，指無記者證的在場人士均會被票控。一名16歲《學媒新聞》記者截查後被要求離開。

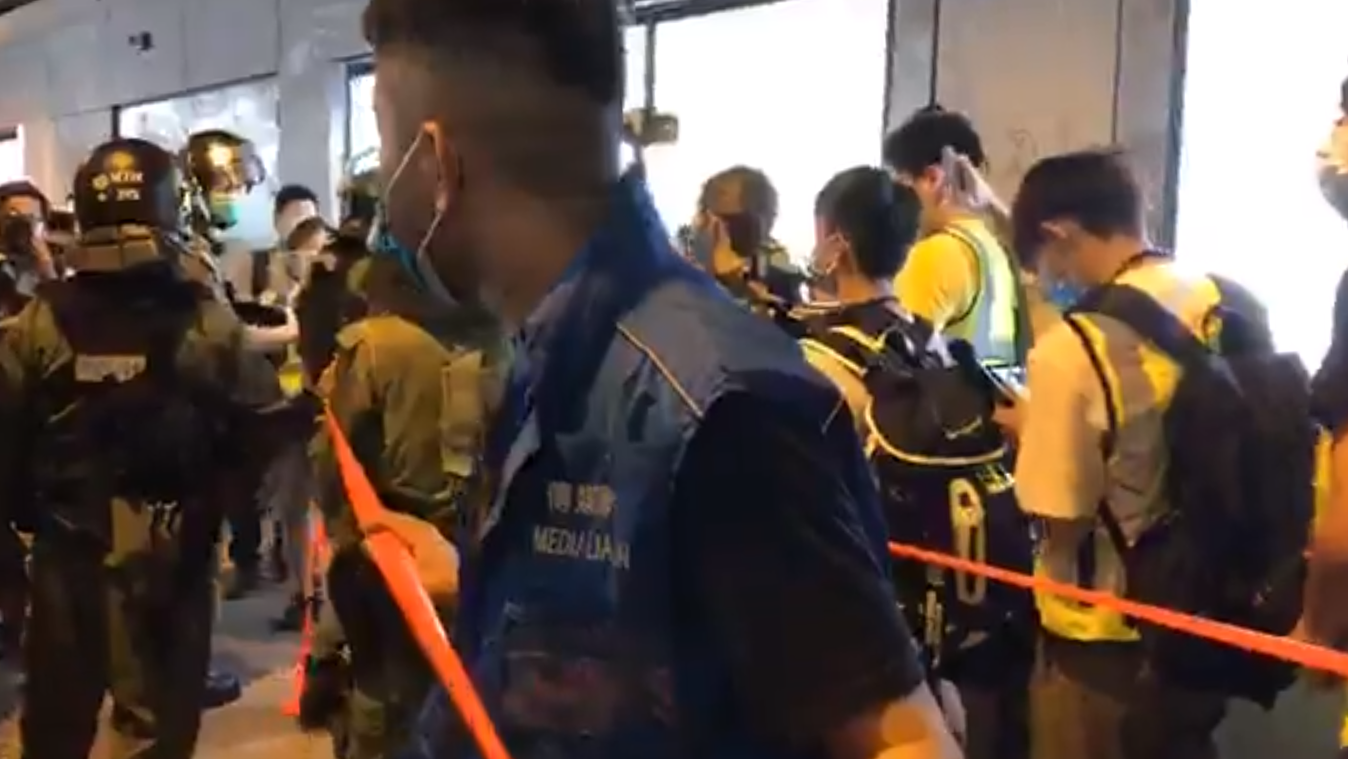
其後警員收窄封鎖線，逐一搜查記者身份，指無記者證的在場人士均會被票控
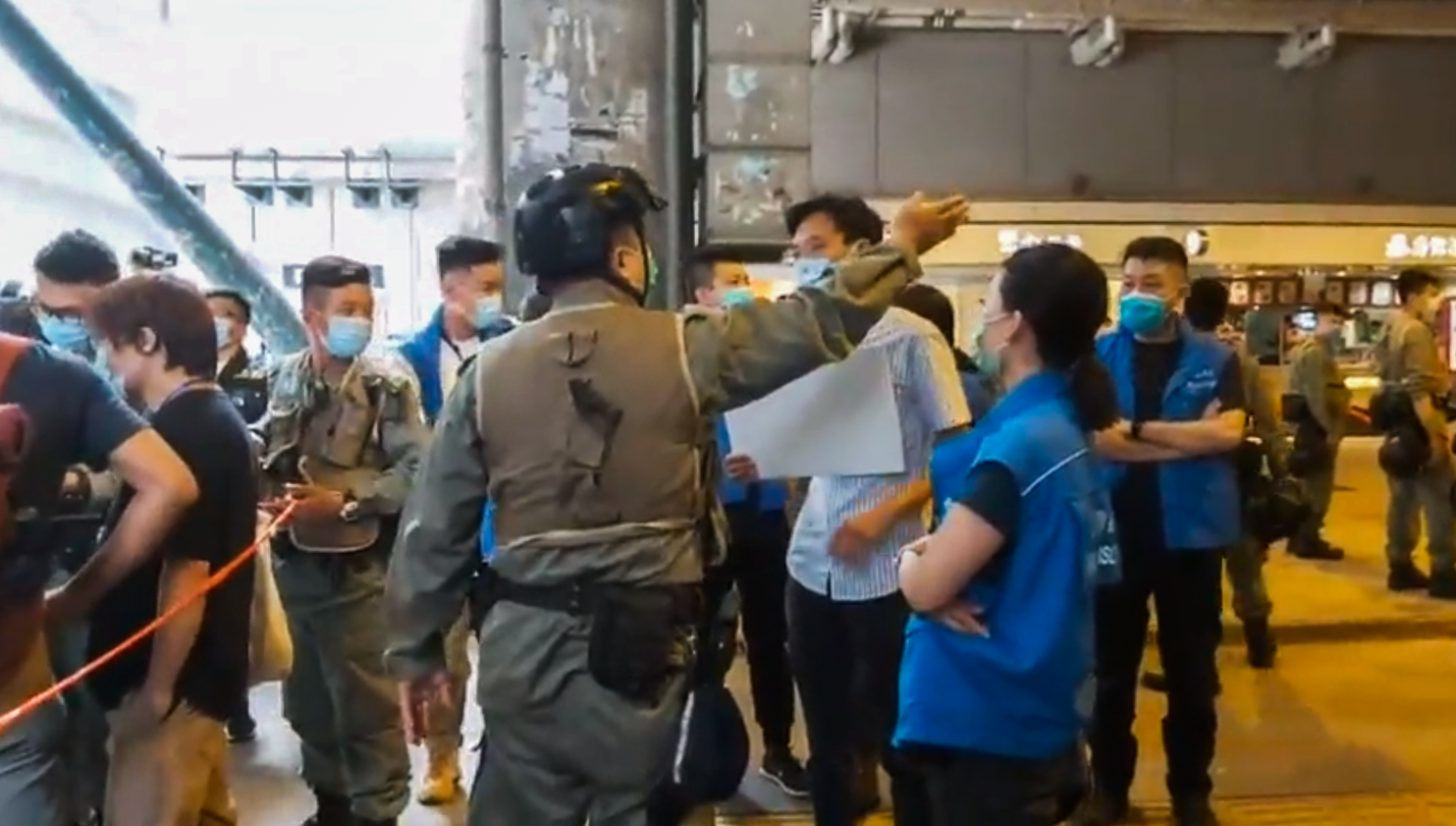
防暴警察要求朱凱廸離開
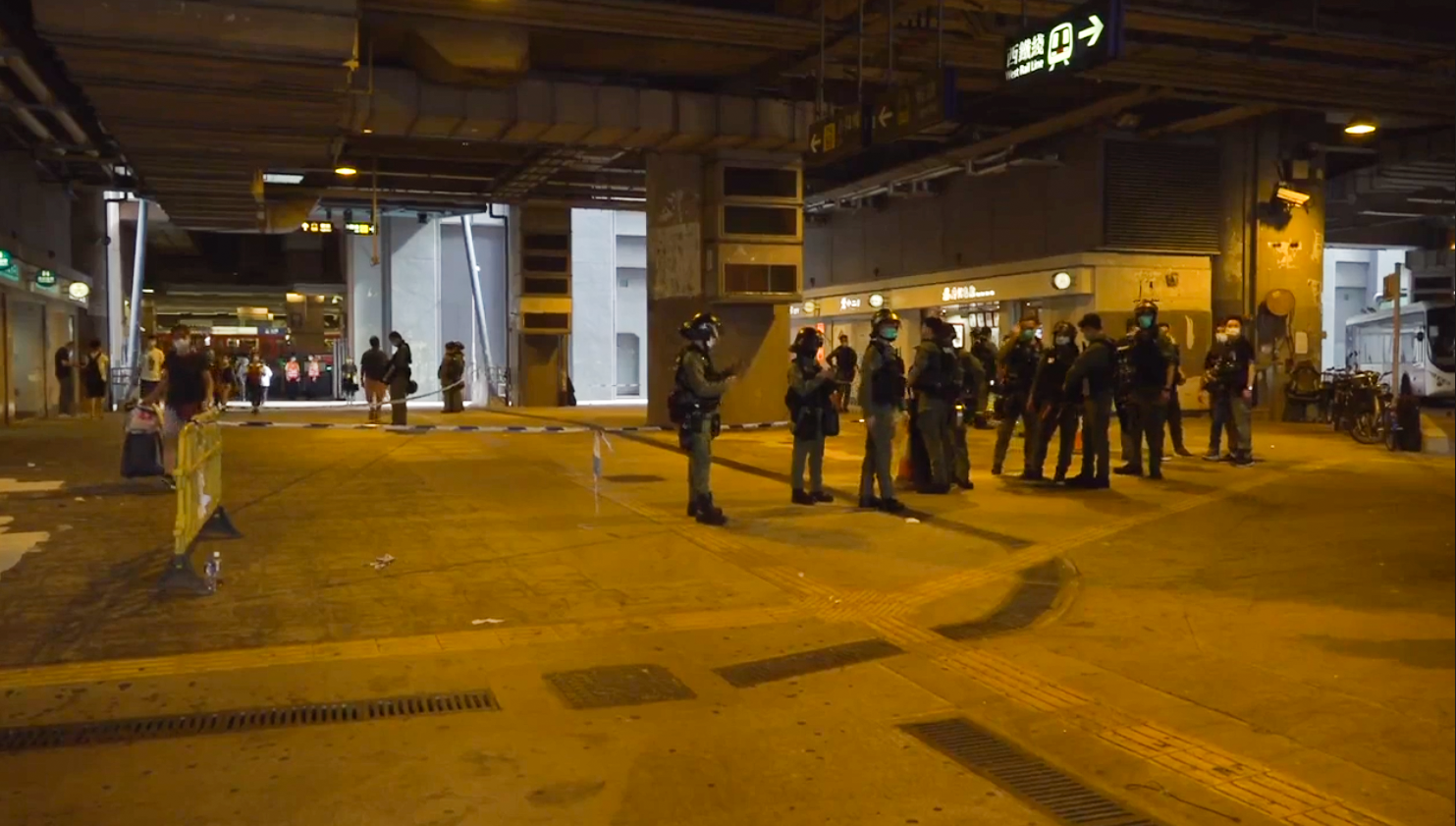
防暴警察繼續在元朗站地面戒備和設封鎖線
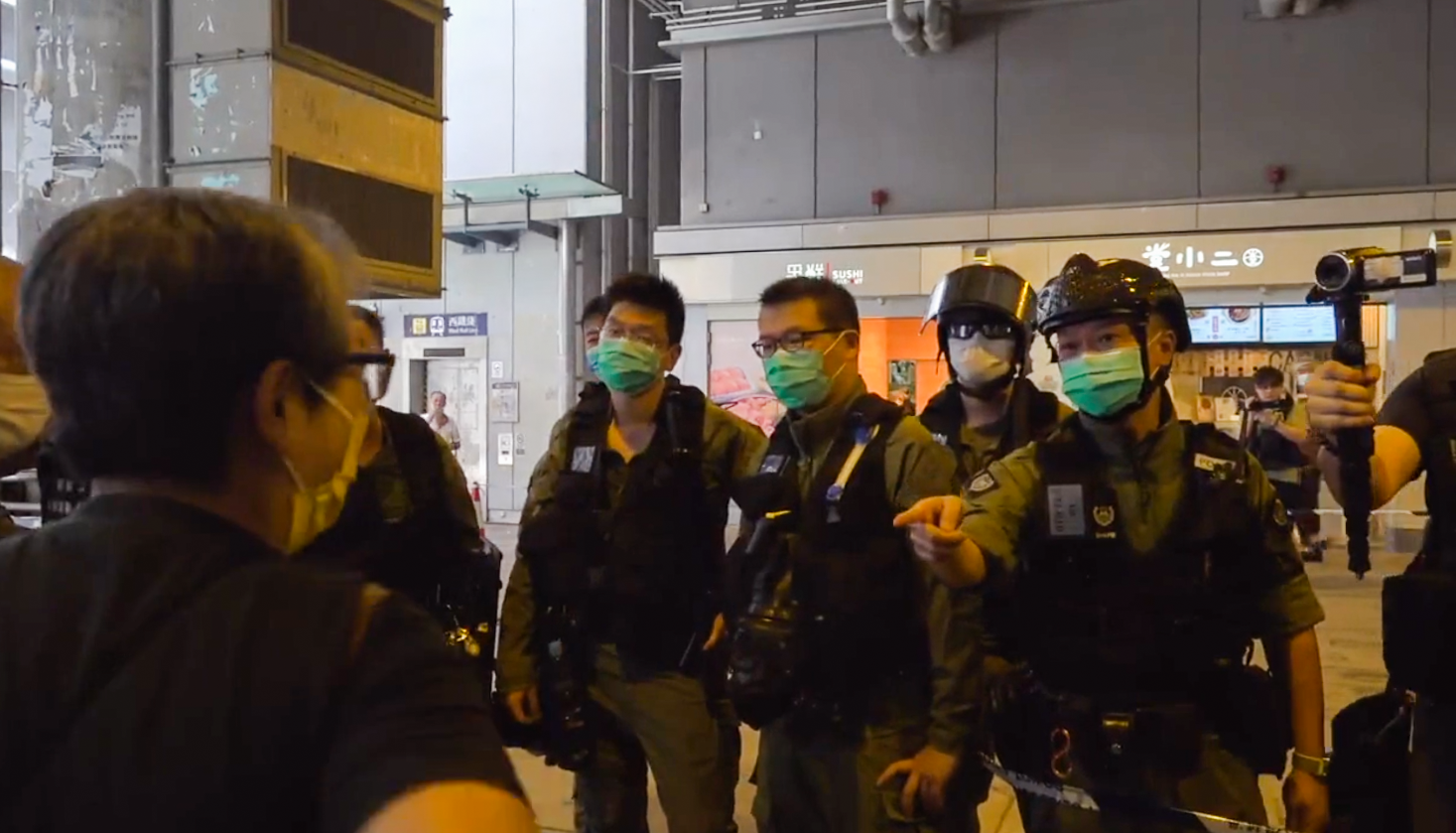
防暴警指罵市民
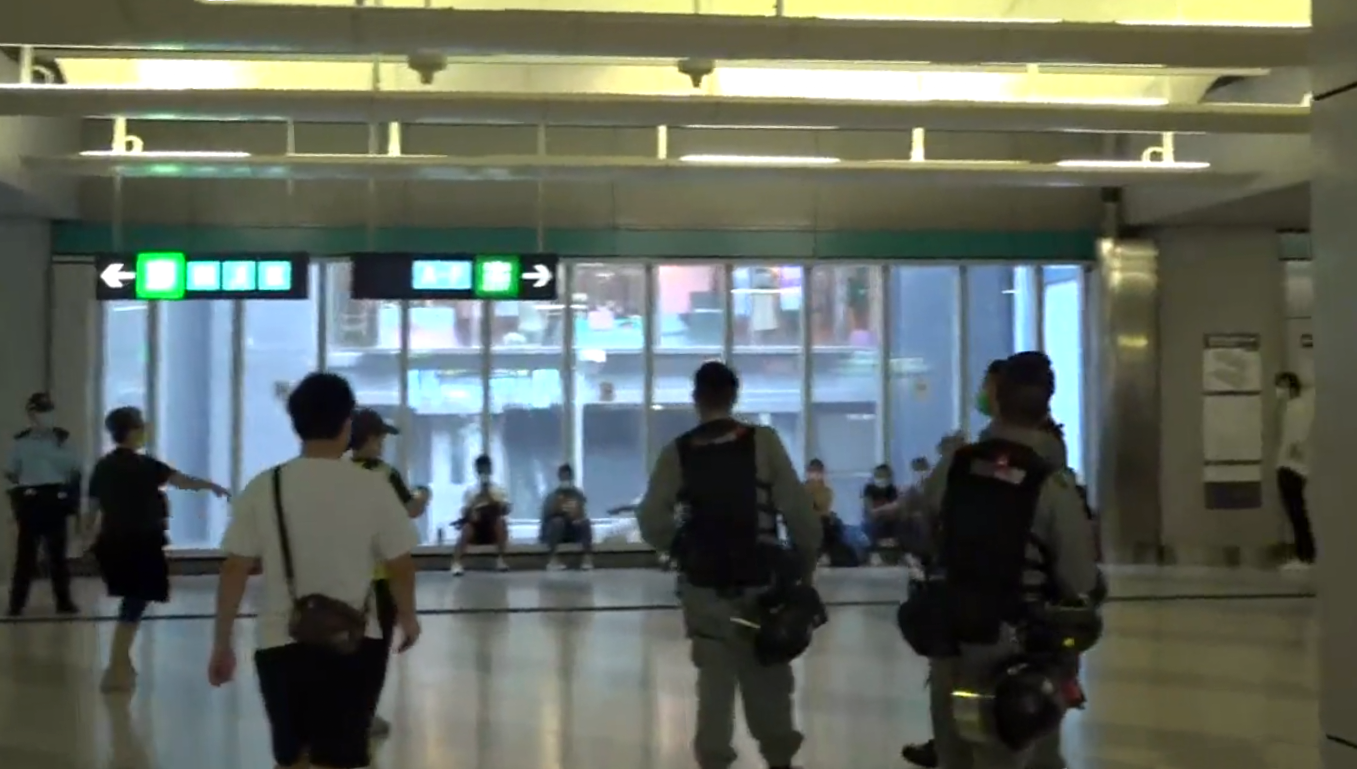
西鐵站大堂有多名警員

到下午4時13分，數名區議員轉移到YOHO MALL商場，舉起「警黑勾結」紙牌。不足數分鐘後，大批防暴警察衝入商場截查多名區議員，其中四位天水連線區議員一日內第兩度被票控。而一直在商場內舉起「7.21 唔見人」紙牌默行的朱凱迪、何桂藍亦一度被警方拉入封鎖線截查，其後獲放行。期間周邊的市民抗議警方執法不力，防暴警在中庭舉起舉紫旗警告，指有人違反國安法。其後防暴警衝到一期範圍，並手持胡椒噴霧驅散人群，有三人被壓制在地。到5時15分警員離開商場範圍，沒有人被捕。而「大波Man」石房有在商場出現，有人指他在商場內襲擊記者，大批記者尾隨拍攝。當步行到鳳攸東街時，防暴警到場將石房有帶上警車。

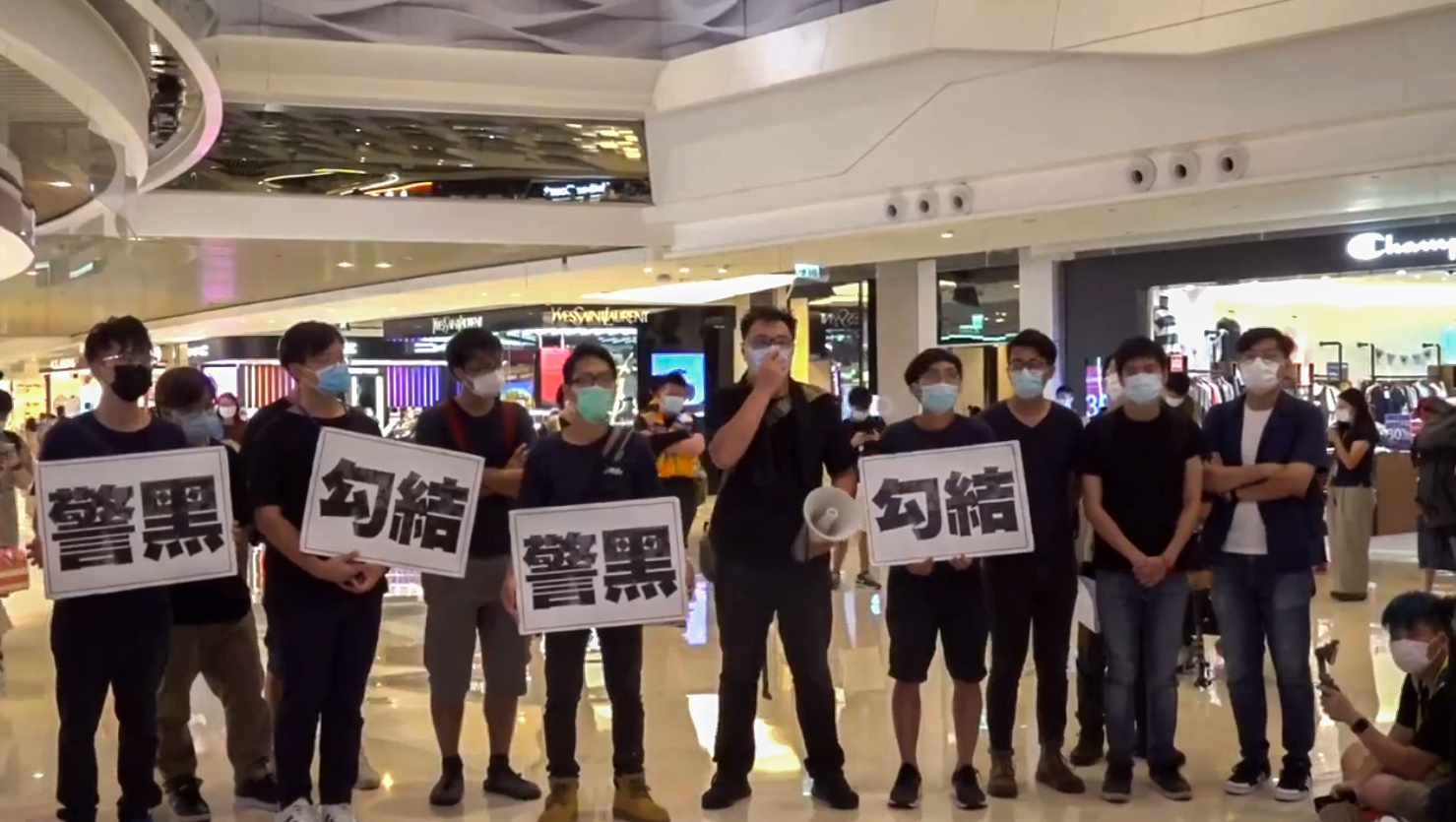
區議員轉移到YOHO MALL商場，舉起「警黑勾結」紙牌
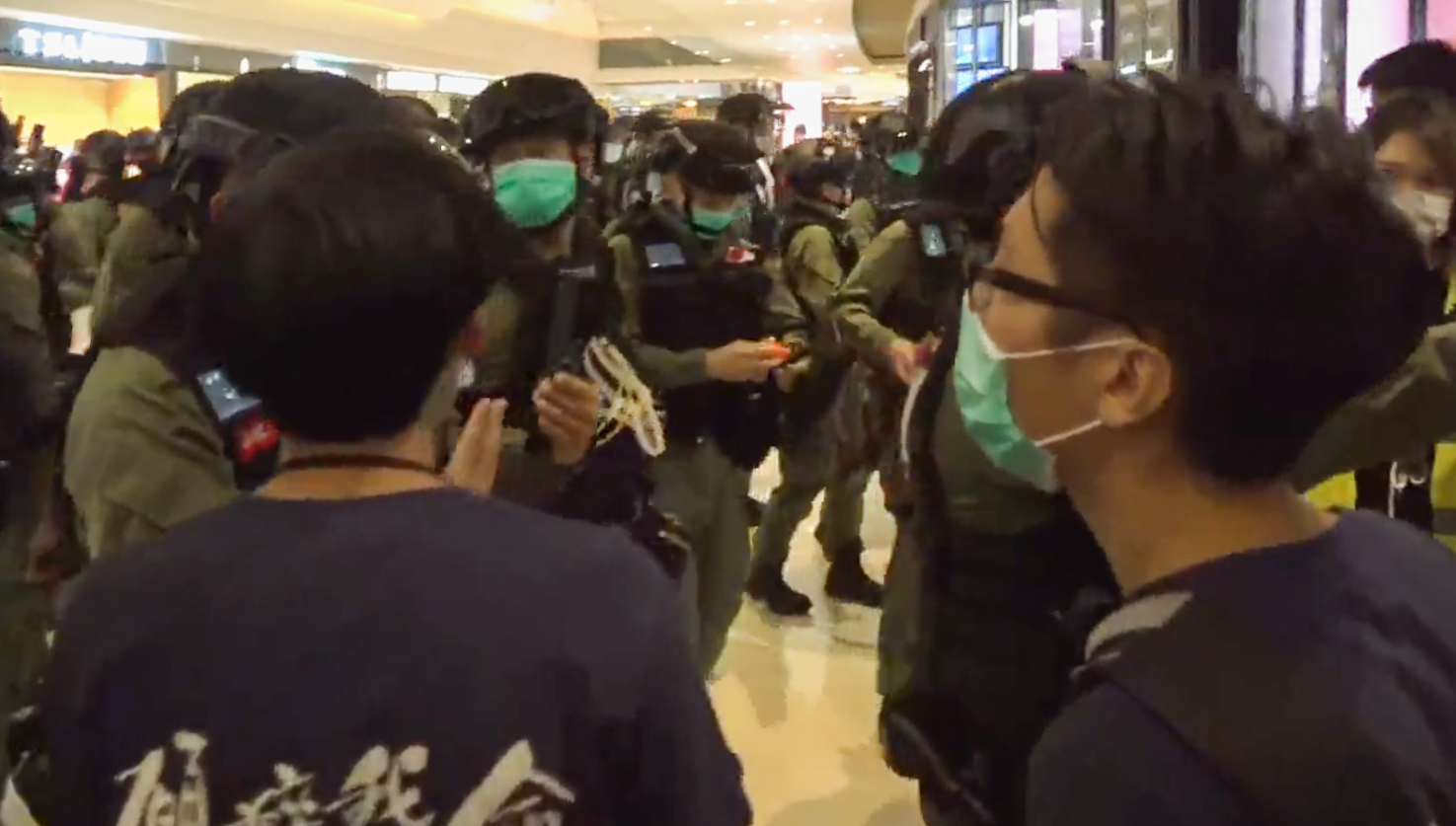
不足數分鐘後，大批防暴警察衝入商場
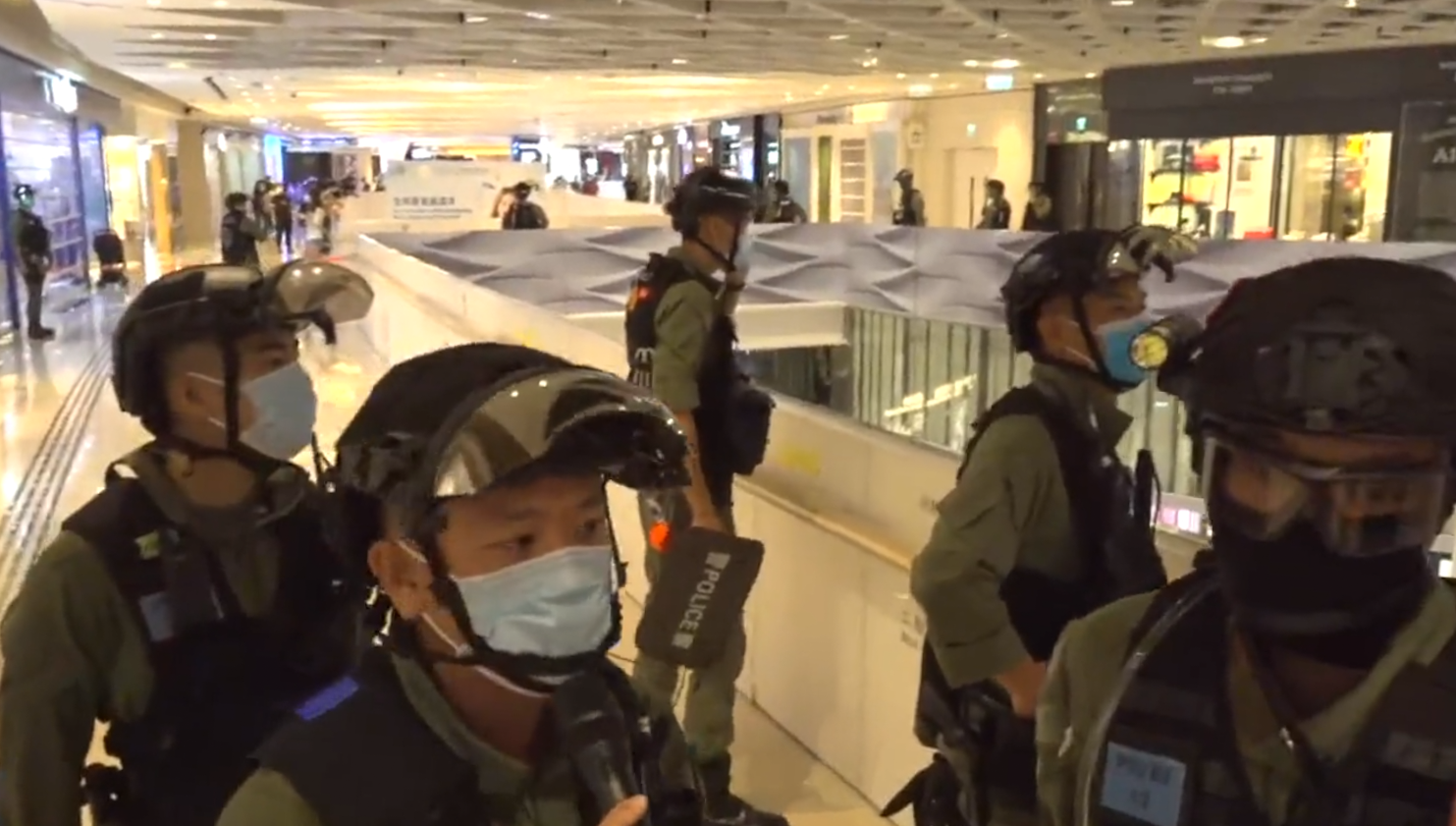
防暴警察封鎖商場2樓
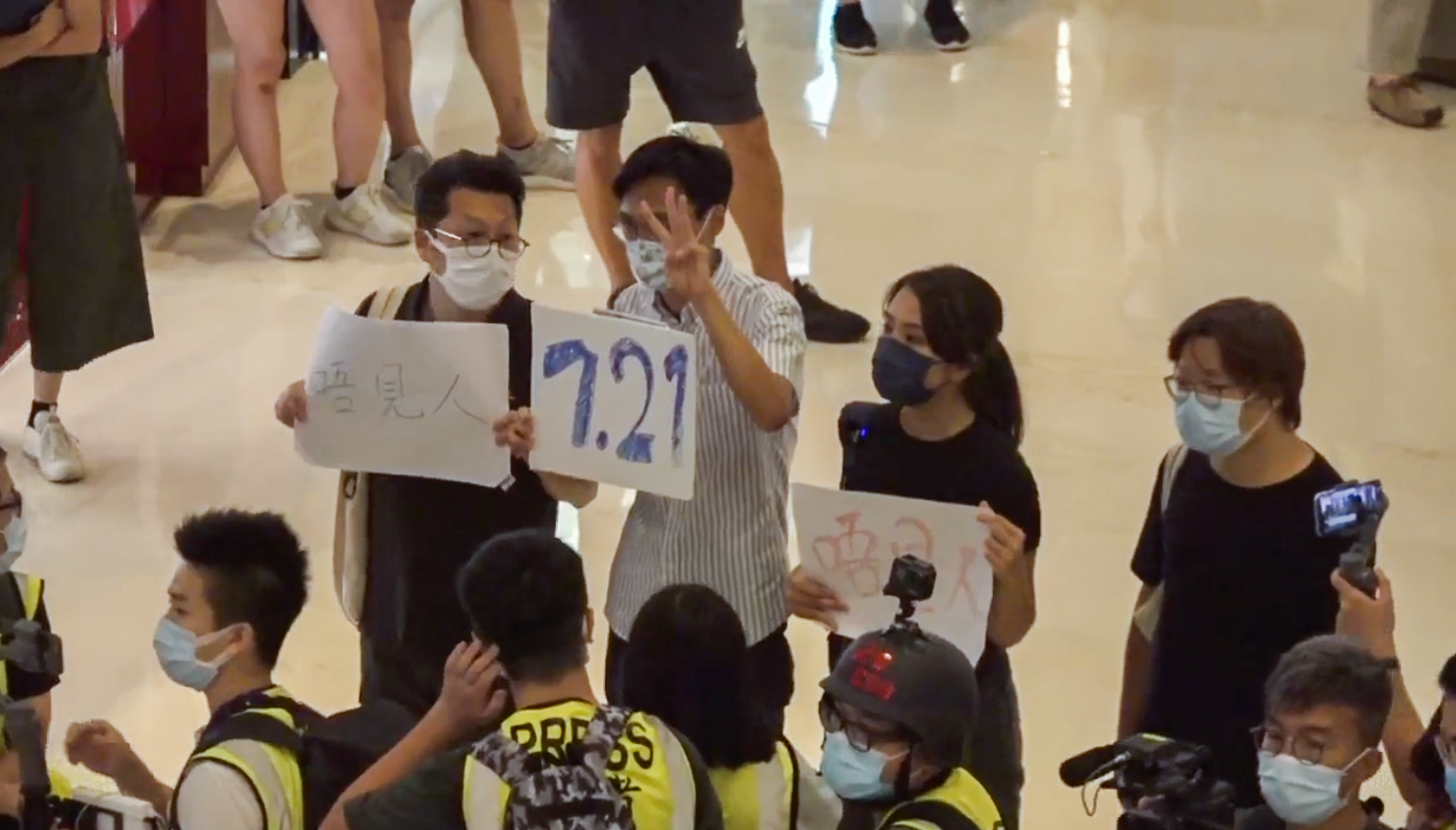
朱凱廸、何桂藍等4人，舉起7.21紙牌
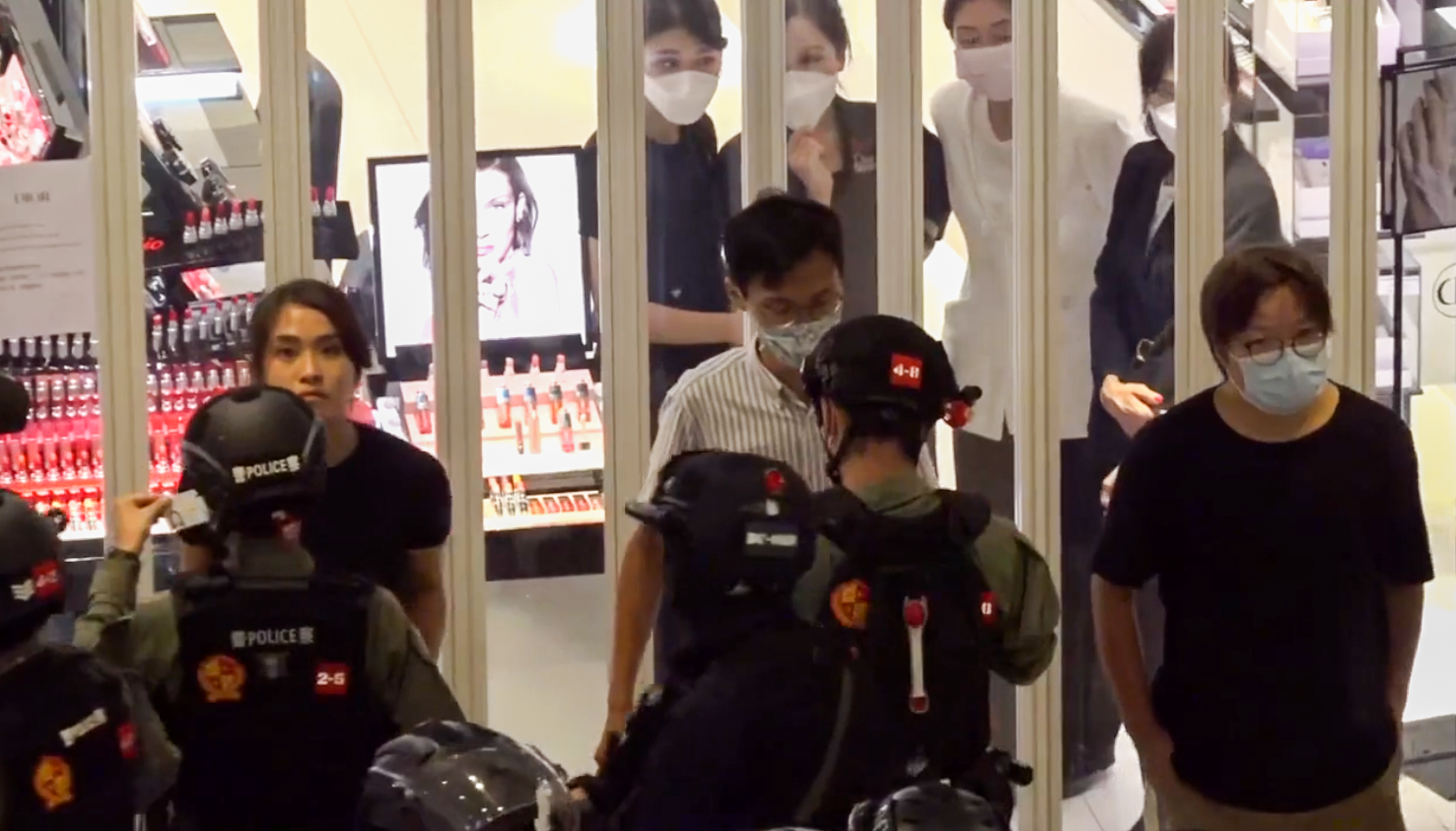
朱凱廸、何桂藍等4人被帶入防線內截查
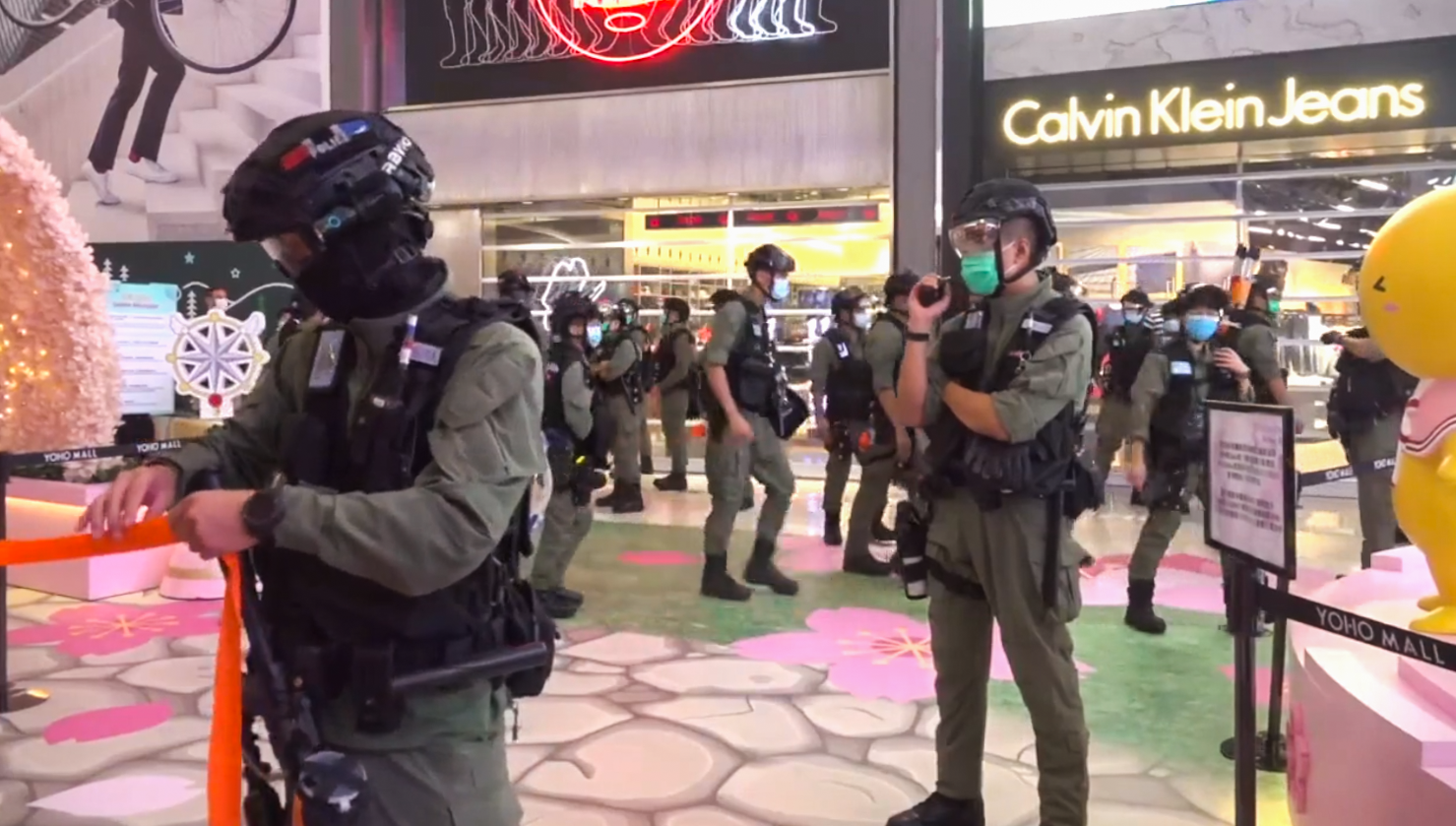
其後防暴警衝到一期範圍
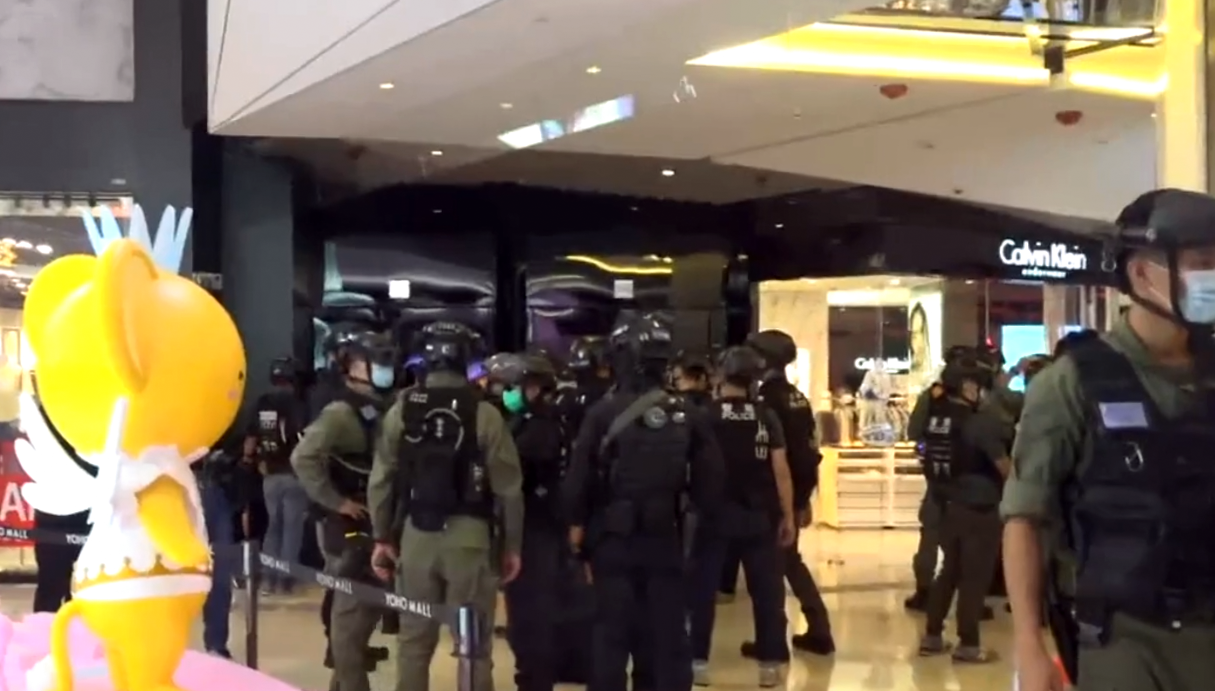
有市民被截查
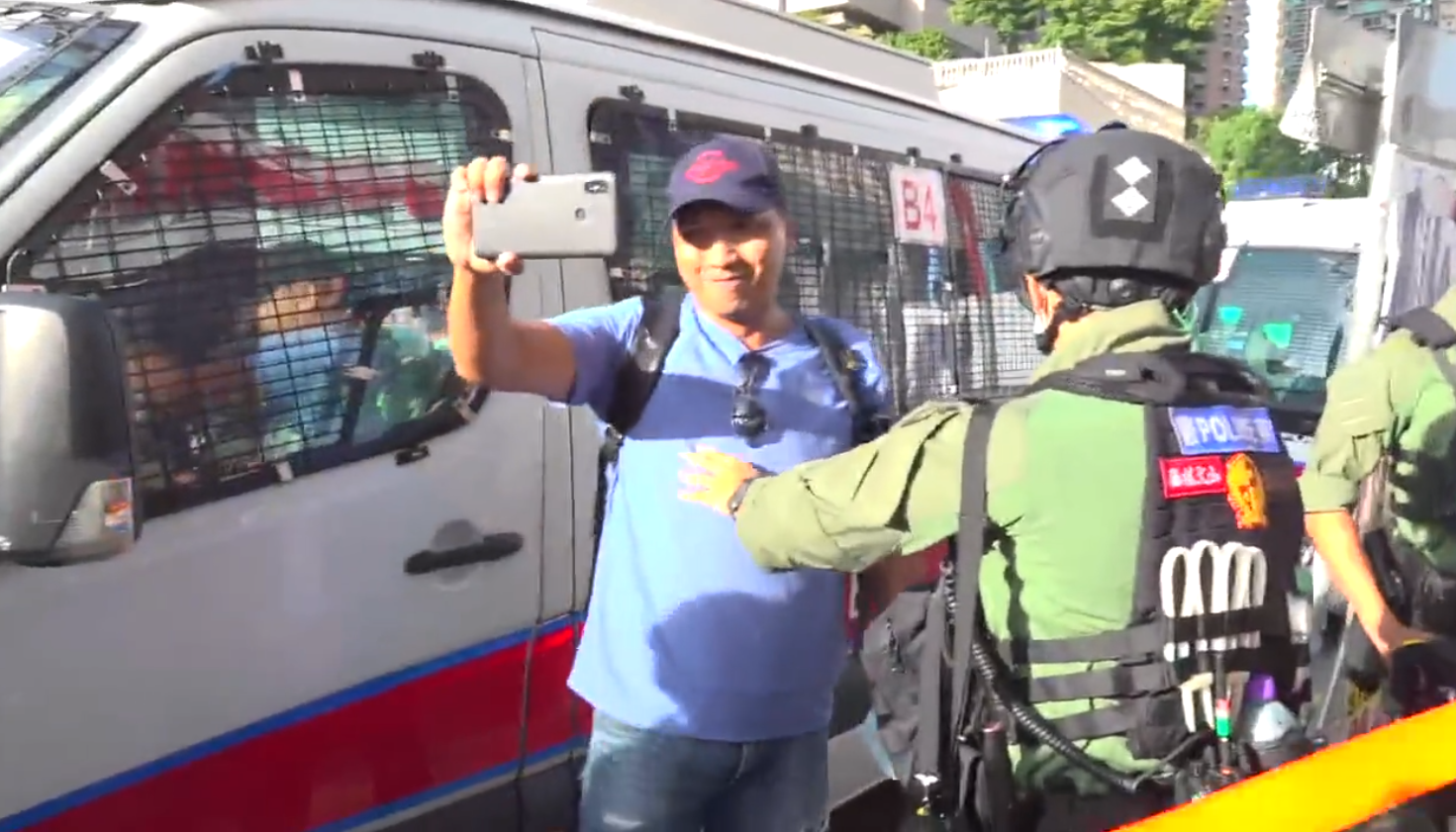
「大波Man」石房有到鳳攸東街時，防暴警到場將他帶上警車

至傍晚6時10分，原定3時開始的遊行重新開始，四位天水連線區議員伍健偉、林進、關俊笙、侯文健沿鳳攸北街遊行，高舉「毋忘7.21」橫額，高呼「追究7.21，還香港人真相」等口號，並呼籲現場人士與他們保持距離。防暴警落地築起防線，成員轉入又新街繼續遊行。不過很快被防暴警包圍並舉起藍旗，之後更擴大封鎖線範圍。天水連線成員獲放行後不足數分鐘，警方指他們干犯非法集結而拘捕四人。警方晚上在facebook聲稱，傍晚大約6時，四名男子在元朗集結及叫囂，又發起公眾遊行，在元朗站附近起步，前往又新街一帶，引來大批群眾聚集。警方最終以涉嫌組織未經批准集結為由，拘捕該四名男子。

## 20日

### 跨國銀行擴大對客戶的政治審查
路透社引述6名消息人士報道，滙豐銀行、瑞信、瑞銀和瑞士寶盛等多家擁有環球財富管理部門的銀行，審查香港客戶是否跟社會運動有關聯，包括可能遭美國制裁的香港及內地官員，並追溯至2014年雨傘運動。審查範圍包括客戶的財富來源或金融交易，檢查客戶以及他們的朋友的聯繫，以及近期在社交媒體和公眾場合發表的言論。若客戶被銀行認定為涉及政治風險人士，可能完全無法獲得銀行服務。消息人士稱本港實施港區國安法後，銀行避免受打擊而進行審查。滙豐拒絕評論，聲明指集團已制定了一套嚴格政策及流程，並在全球適用。瑞信、瑞銀及瑞士寶盛未有回應。

### 英中止與港引渡協議
英國外相藍韜文在國會宣布即時「無限期」中止與香港之間的引渡協議，並對香港禁止出口防暴裝備。藍韜文再次重申中共的國家安全法「明顯並嚴重違反了中英聯合聲明」。英國更將自1989年以來對中國大陸實行的武器禁運，擴大到香港。這意味著，英國公司不能出口可能致命的武器給香港，包括中共對香港人進行「內部鎮壓」的武器。中國外交部發言人斥責英方有關涉港的錯誤言論和舉措，粗暴干涉中國內政，對此表示強烈譴責，敦促英方不要在錯誤的道路上愈走愈遠，以免進一步損害中英關係，重申中方必定會堅決回擊干涉中國內政的行為，否則必將自食其果。

## 21日

### 中環和你lunch

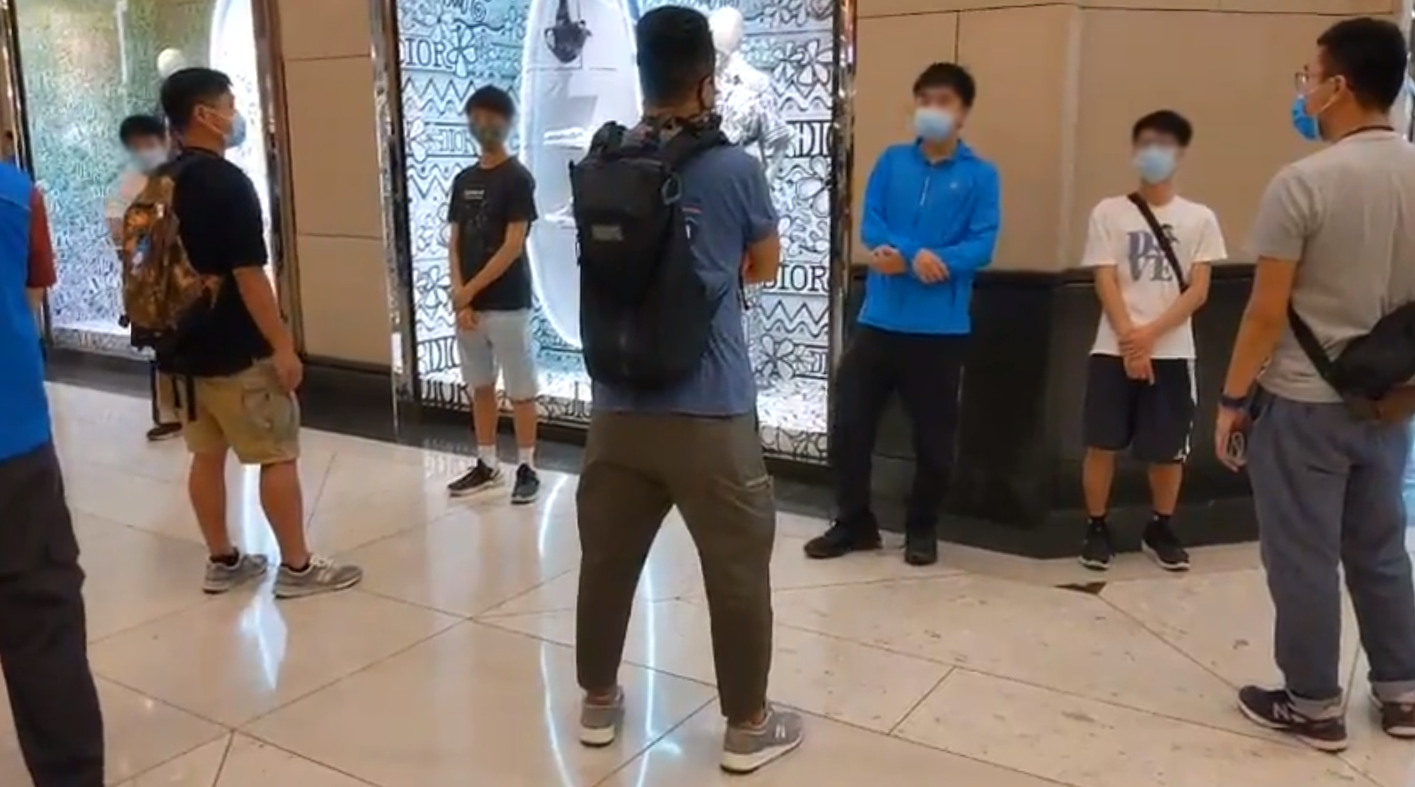
多名便衣警員在中環置地廣場包圍4名年輕人截查，並被票控違反限聚令

有網民發起七區「和你Lunch」，多區均派出警員戒備。而中環置地廣場有4人參與，在中庭高呼「五大訴求、缺一不可」及唱數字版反修例歌曲，軍裝警員其後進入商場，拉起封鎖線，便於警員將4名示威者帶到一邊搜身，並被警方票控違反限聚令。警方其間到商場各樓層巡視。

### 7.21元朗襲擊一周年

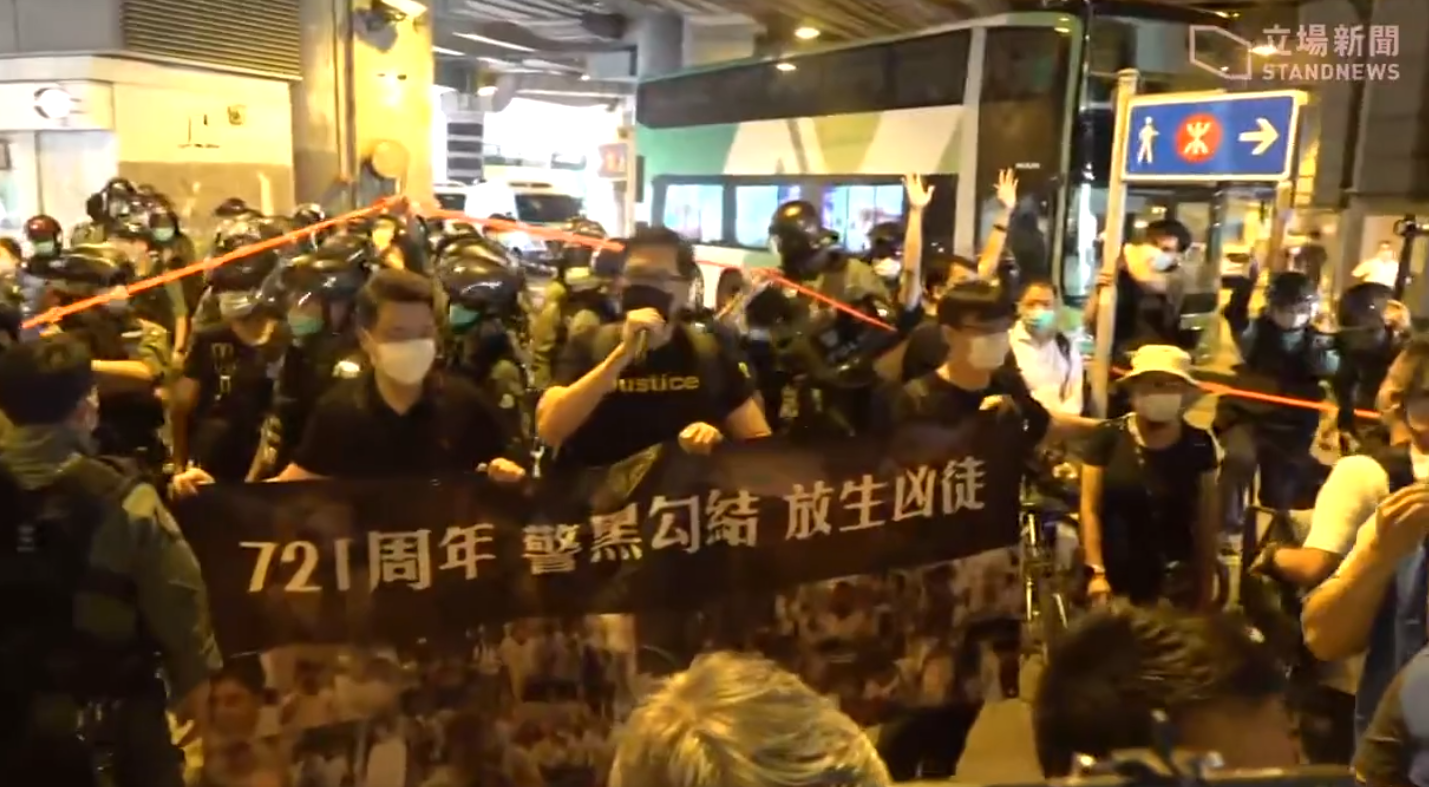
下午4時，民主黨林卓廷和尹兆堅，連同2名721事件傷者共4人拉起「警黑勾結，放生兇徒」的橫額，瞬即被大批防暴警包圍

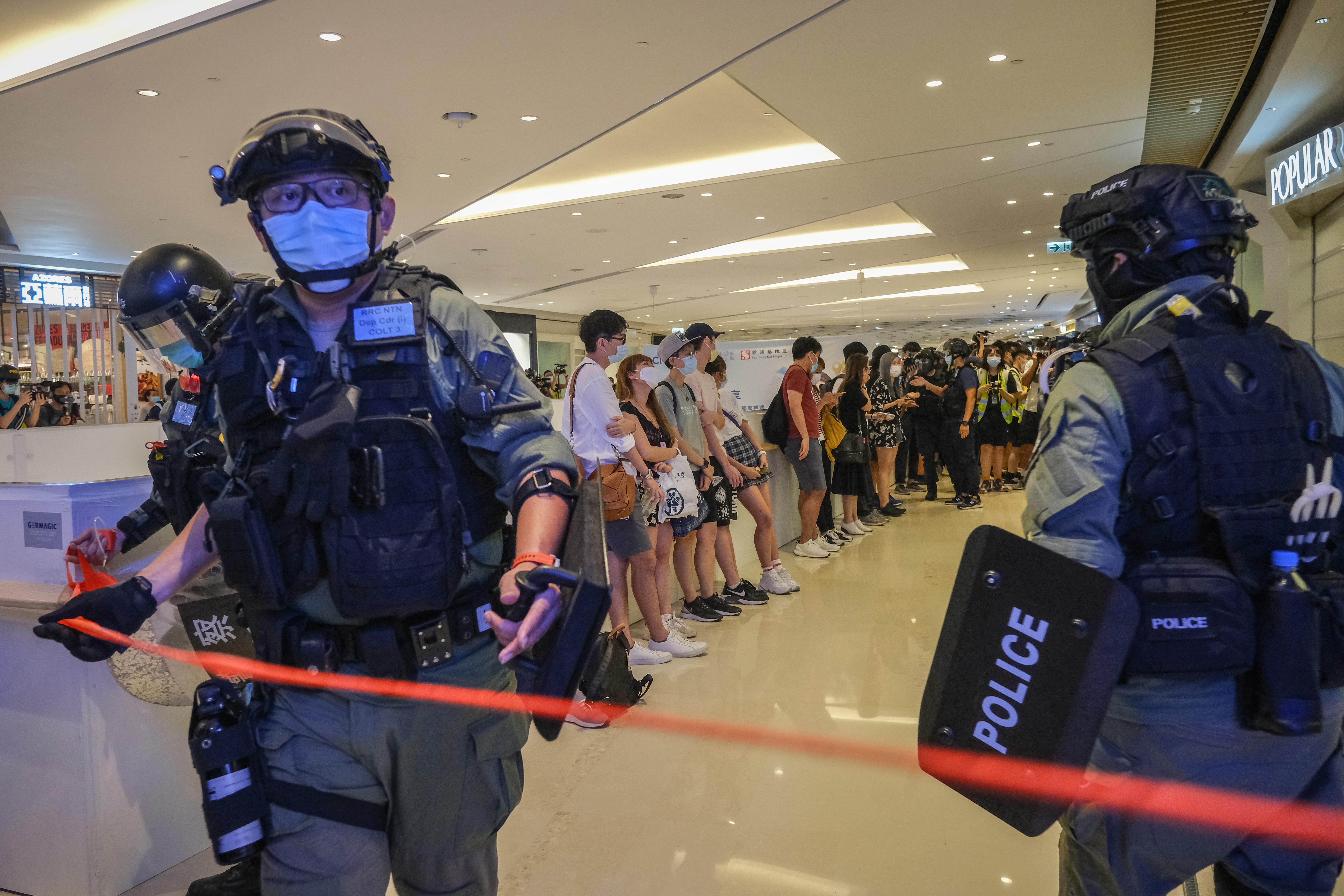
警方在YOHO MALL商場截查逗留的市民，並發出告票

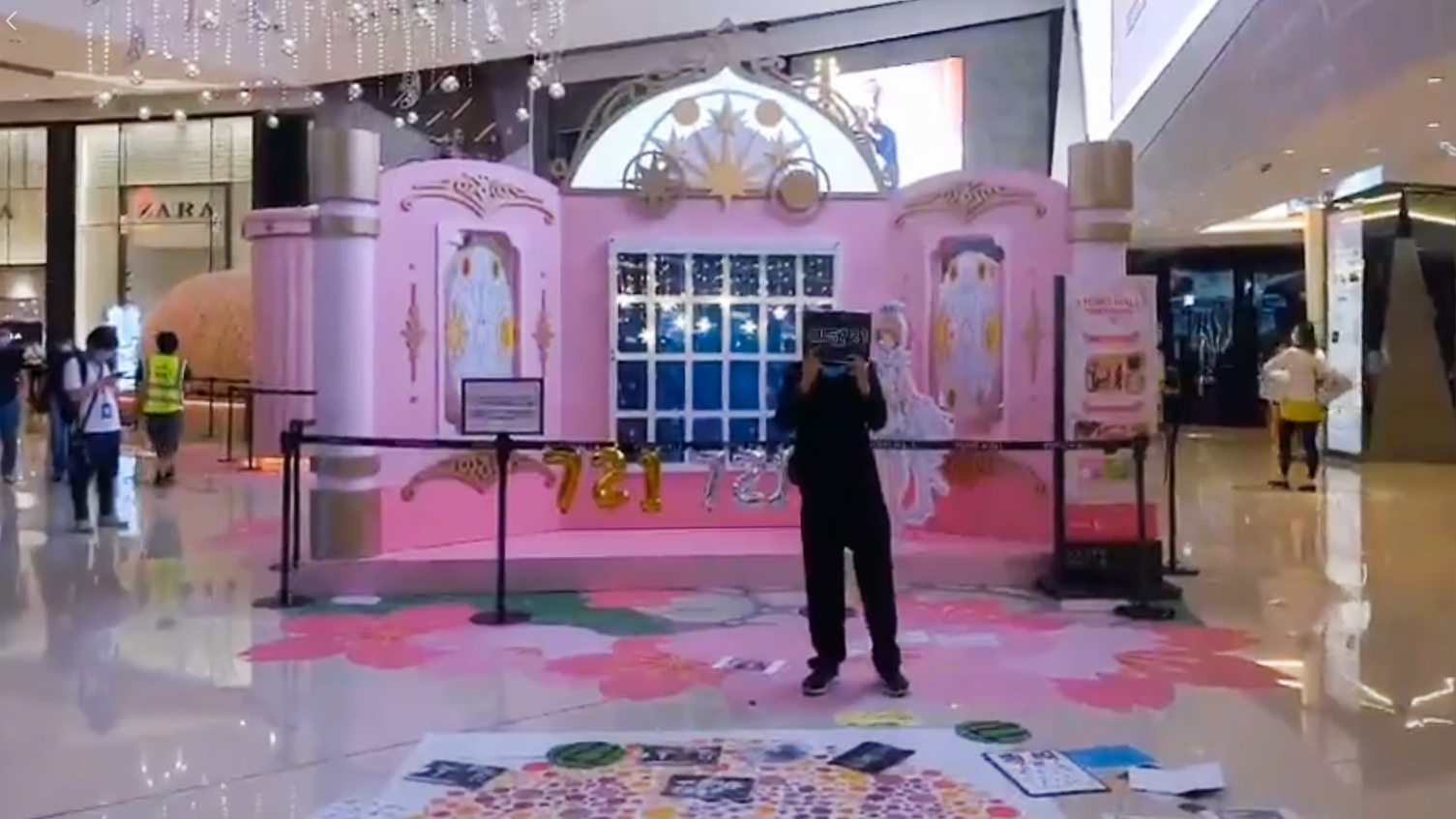
有人在中庭的展覽場地擺放與721事件相關的文宣

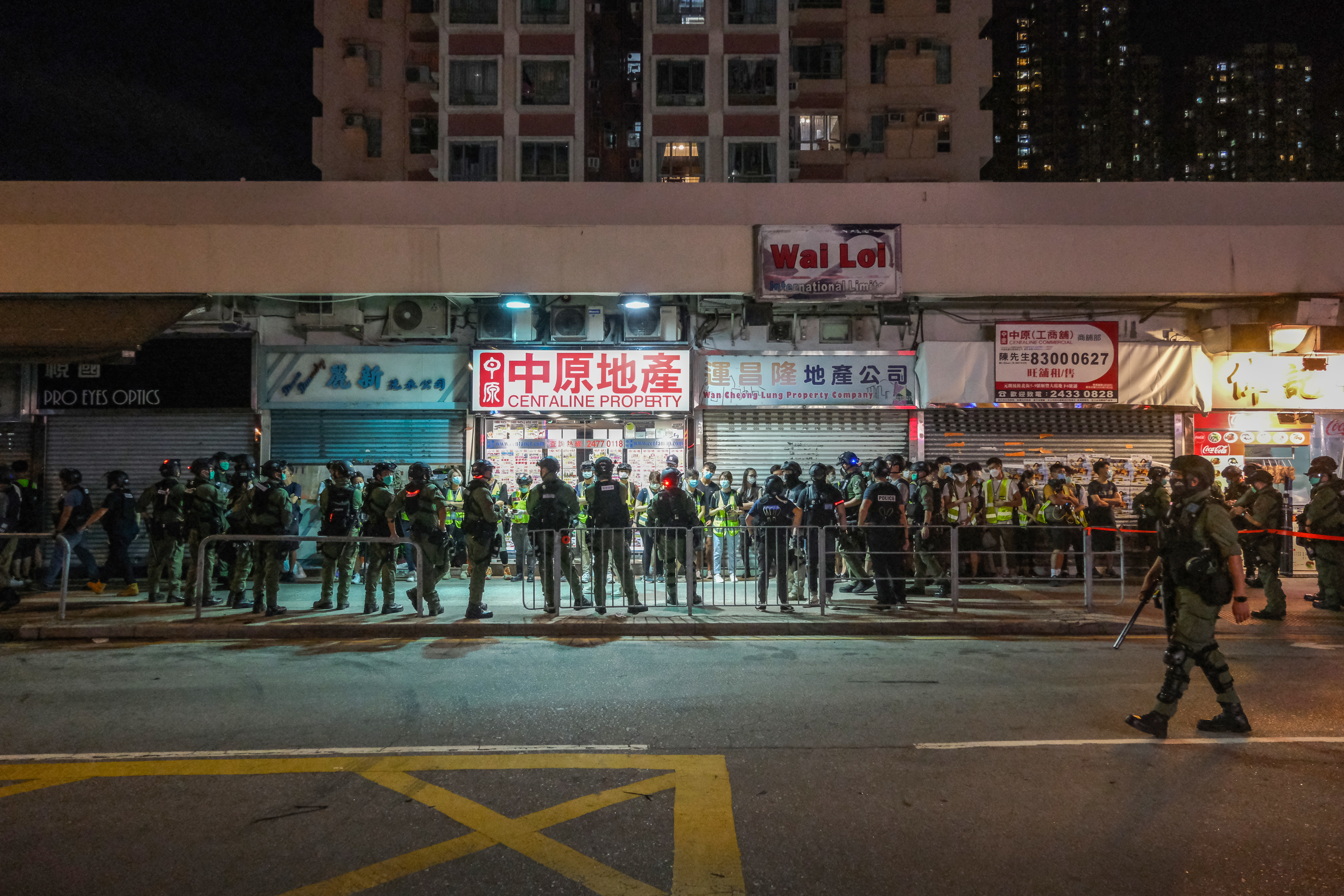
晚上11時許，30多名記者在鳳攸北街一帶被警員截查

7.21元朗襲擊事件一周年，有市民發起在元朗YOHO MALL商場聚集，期間發生多次警民衝突。警方煞有介事地於昨午呼籲「市民不要參與未經批准的集結」，重申警方調查及部署「亦在積極進行中」、「現階段不適宜向外透露太多細節」，待時機成熟會作進一步拘捕行動，但同時派重兵進駐元朗，不斷打壓區內所有7.21活動，與一年前的7月21日無警時分，形成強烈對比。
下午2時許，職工盟聯同元朗區議員麥業成在元朗鳳攸北街派發防疫物品，其間逾20名警員包圍街站，職工盟主席吳敏兒嘲諷與去年的「無警時分」形成極大對比，「當市民最需要警察嘅時候，去咗邊？」。去年在元朗站內遇襲，事後反被建制派誣衊帶隊入元朗的林卓廷，下午4時在元朗站地面召開記者會，公開85名去年參與襲擊但未被拘捕疑兇大頭照。不過4人拉起「警黑勾結，放生兇徒」的橫額，瞬即被大批防暴警包圍。林卓廷、尹兆堅等人被警員截查逾15分鐘，有警員警告林卓廷「唔好帶頭犯法，唔好阻差辦公」。最後林卓廷、民主黨主席胡志偉、尹兆堅、中常委莊榮輝，同行職員以及兩名在721事件傷者共8人被票控。林卓廷獲放行後，斥去年721有今日警力十分一，事件就不會發生，譴責警方濫用限聚令打壓市民的和平記者會，行為可恥。
在埸有一名男子穿粉紅裇衫手持西瓜到元朗形點商場，被警員捉到一邊截查。這名男子打扮極似被指7.21有份持武器向市民及記者施襲而被影片記錄的農場負責人陳志祥。這名男子沒有承認自己是cosplay，只稱元朗「盛產農作物，個個都係農夫」，今日來交收農作物。而炎熱天氣下「個個都好㷫，今日特別㷫」。

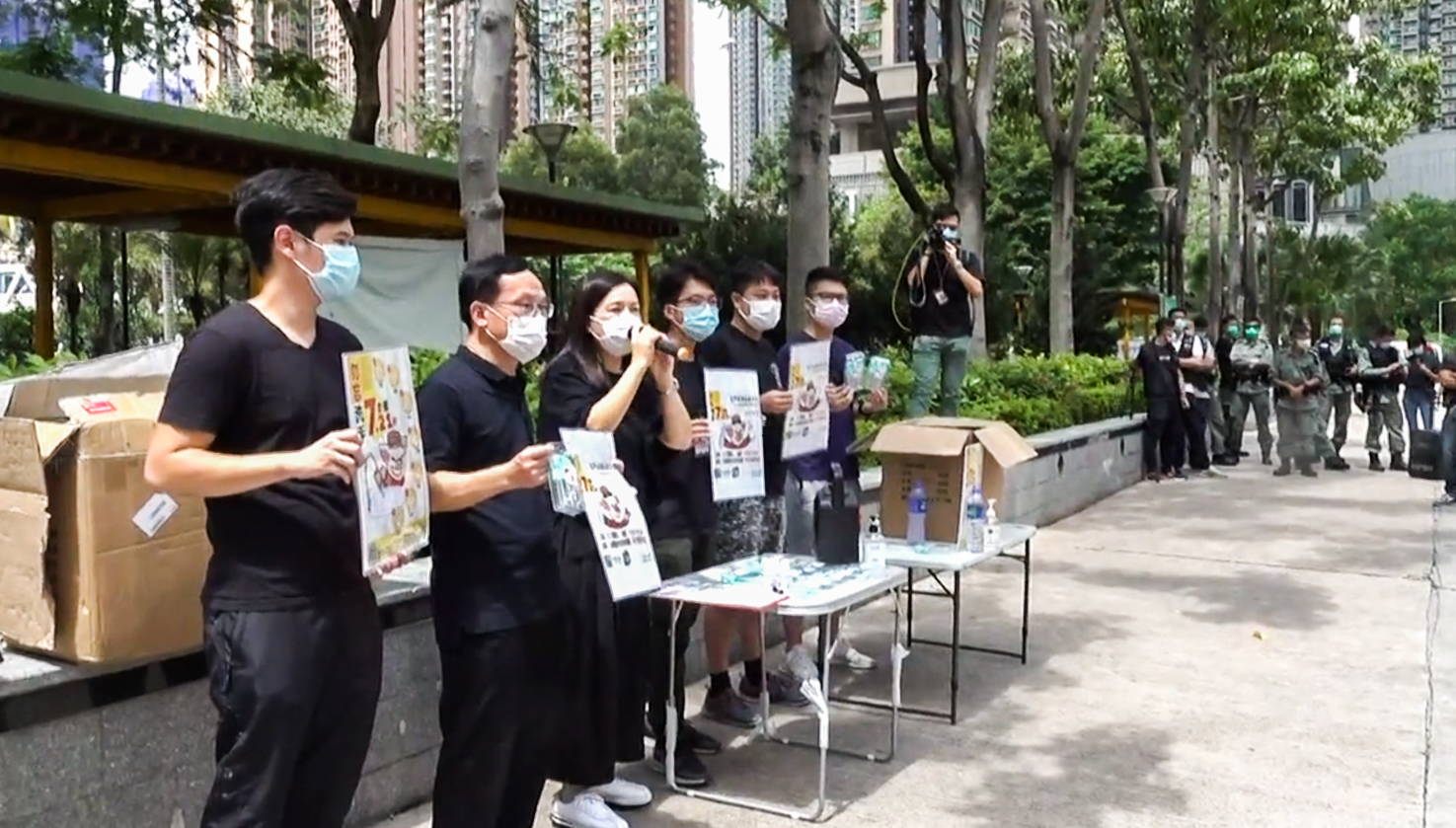
下午2時許，職工盟主席吳敏兒聯同元朗區議員麥業成在元朗鳳攸北街，期間有多名警員在場監視
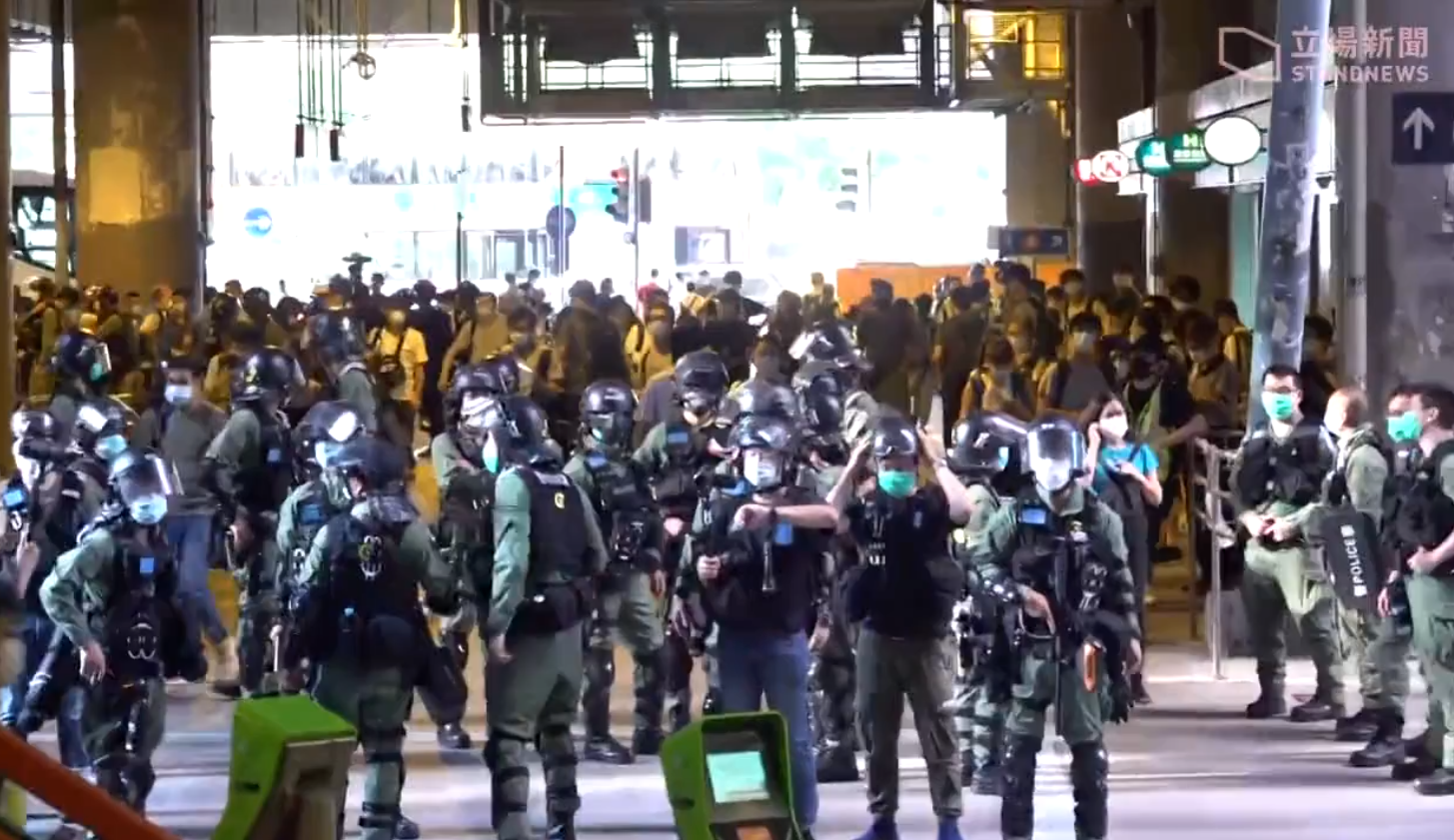
逾200名警員在元朗站地面佈防
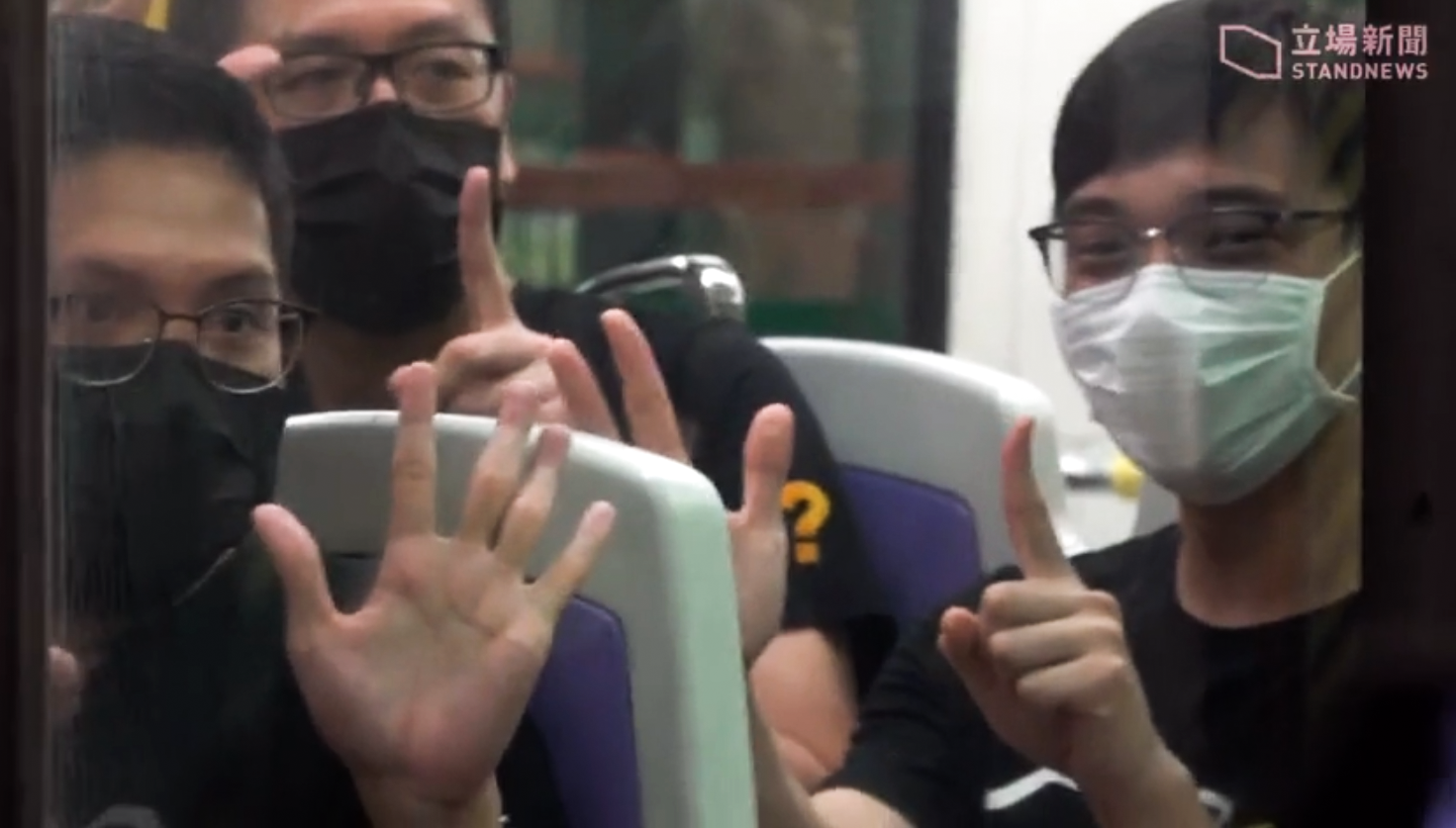
民主黨林卓廷（中）和被襲擊的廚師蘇先生在輕鐵車廂內舉起五一手勢
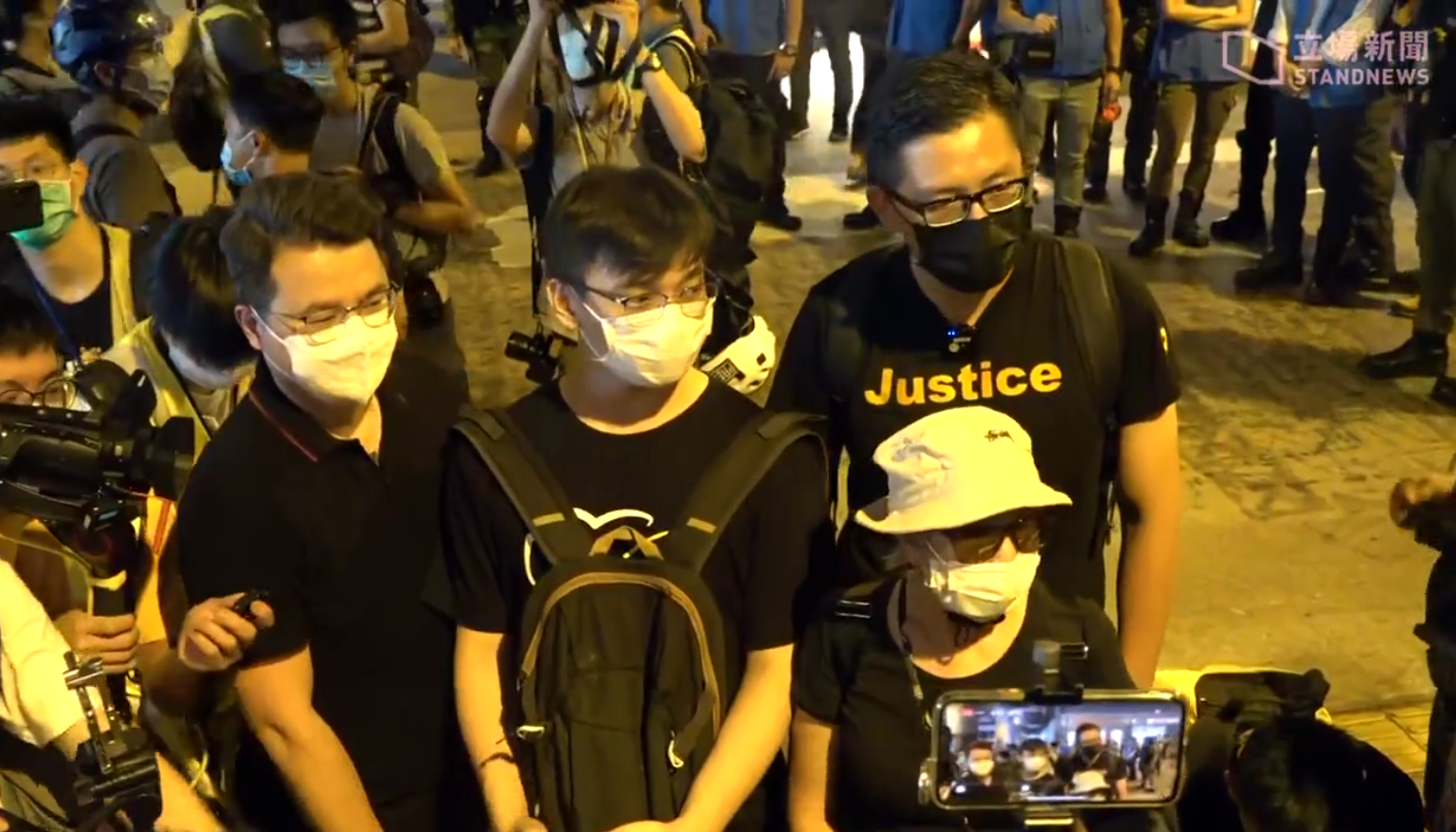
被襲擊的廚師蘇先生和林婆婆見記者
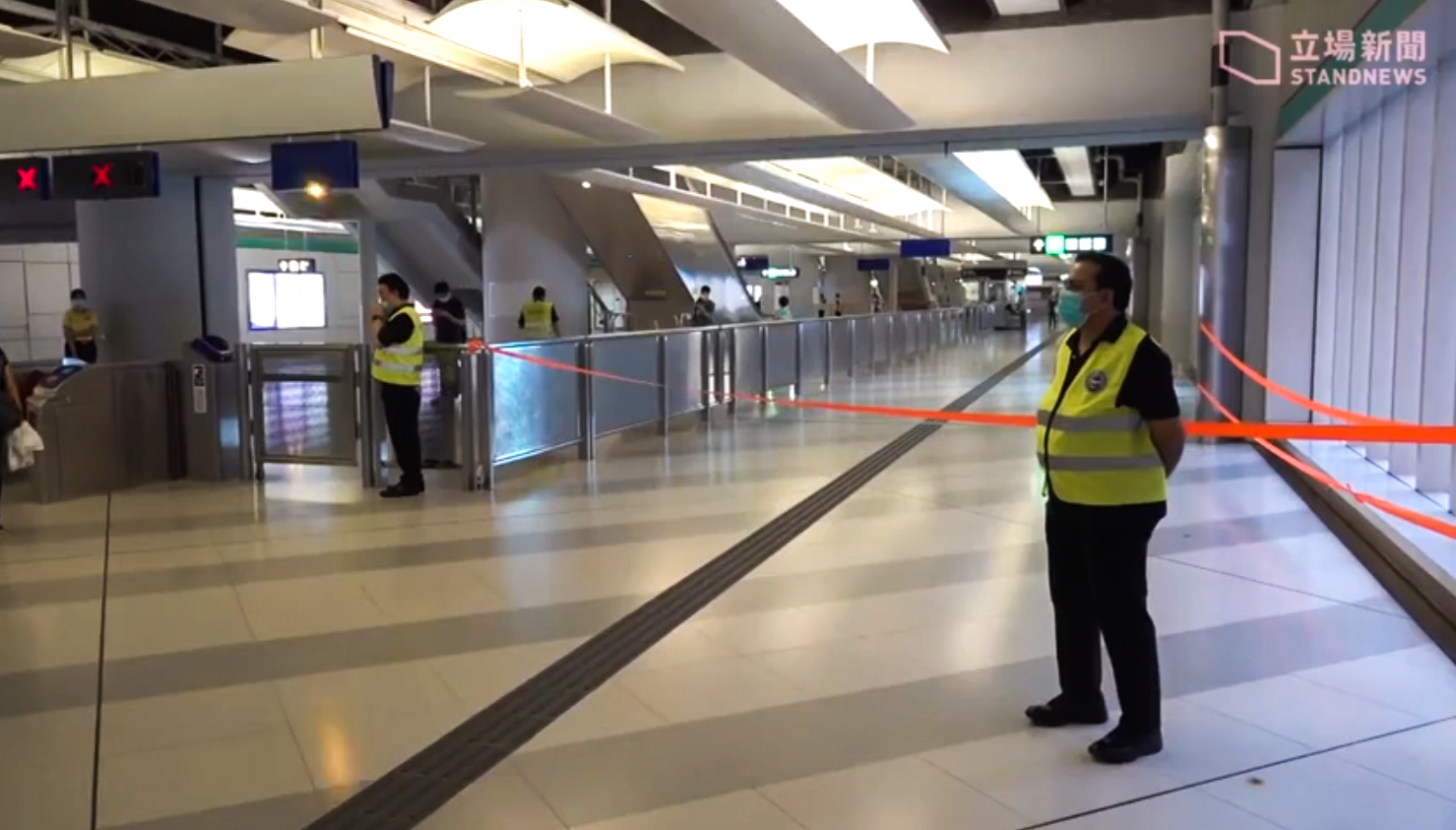
元朗站部分出入口和通道封閉
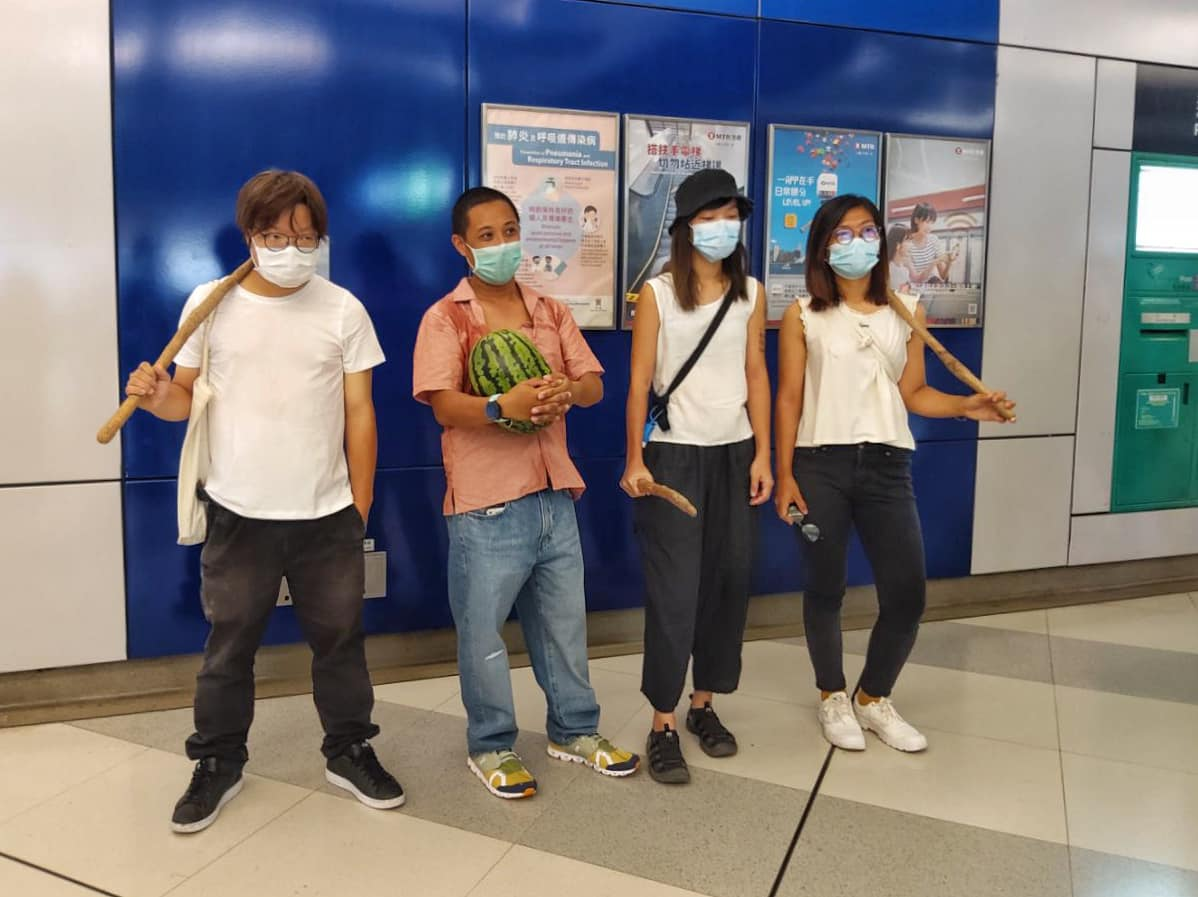
區議員區國權（左）和市民在元朗站大堂扮演7.21有份持武器向市民和農場負責人陳志祥

至傍晚6時，市民開始在形點商場內聚集並叫口號，大批防暴警同樣提早到場並以限聚令驅散，又截查數十名年輕人再發限聚令告票，一名手持「追究7.21警黑勾結」標語男子，被大批警員包圍後拘捕。在場近百名記者同樣受警方阻撓採訪，除被查看記者證，更被無理搜身，又要除口罩拍攝容貌，部份網媒及學生記者被警方發限聚令告票。即使是議員一樣遭警方打壓，葵青區議會議員周偉雄因舉起「光復香港」紙牌，遭近80名警員包圍，指他違反國安法並拘捕。晚上8時許，民主黨立法會議員許智峯在場呼籲警方冷靜，最終也被警察拉入封鎖線，更一度倒地，防暴警警告他立即起身，否則屬阻差辦工，更揚言「唔好同警察鬥」，許最後被鎖上手銬押走，到凌晨獲無條件釋放，他批評警方濫捕，表明會保留對涉事警員私人檢控的權利。
警方同時亦在商場附近的鳳攸北街一帶巡邏，並在晚上11時許於各處截查市民和多名記者。警方要求他們在攝影機前舉起記者證或身份證，及讀出自己姓名。有網媒記者被票控違反限聚令。

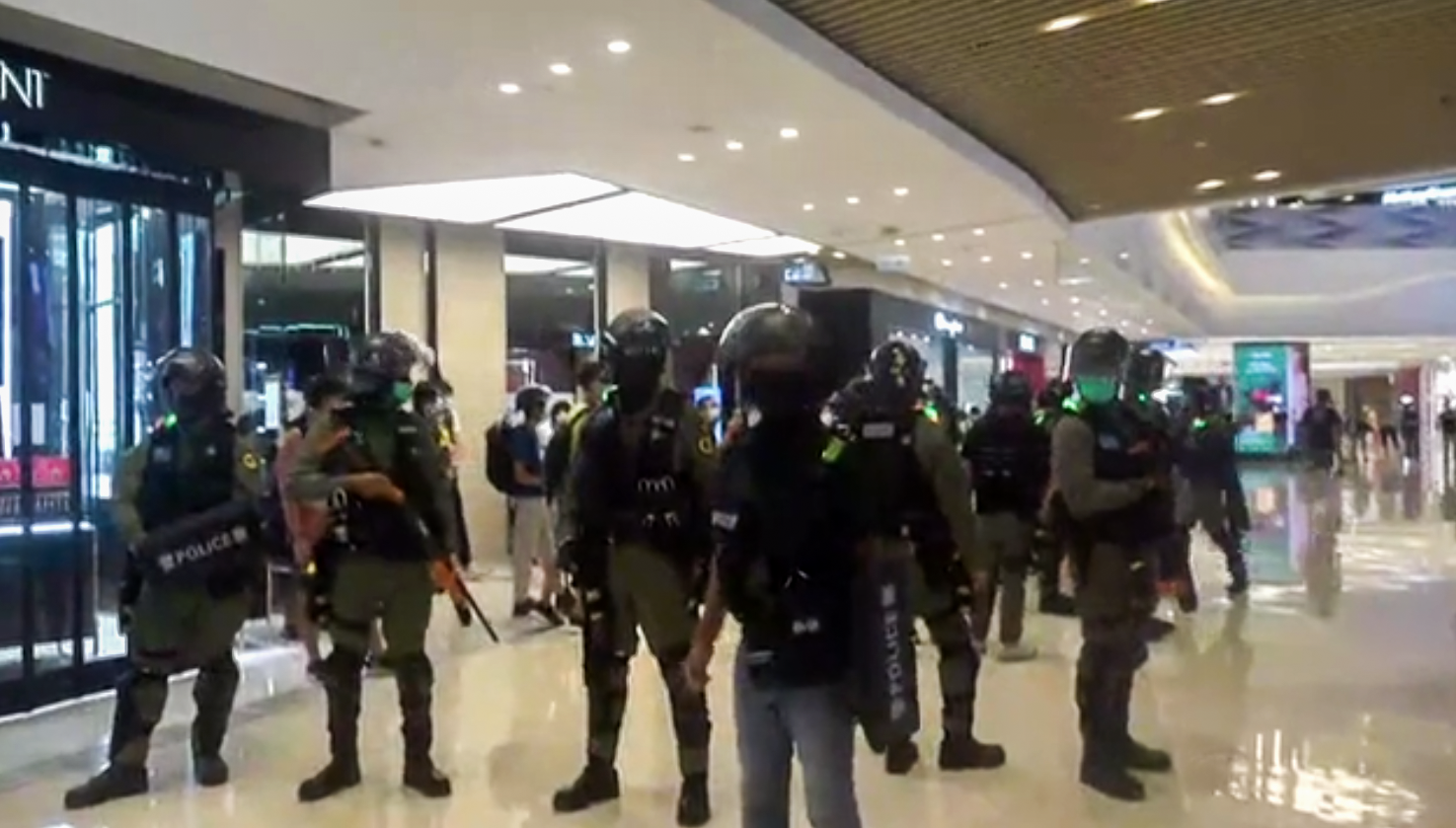
大批警員包圍記者無法離開進行採訪
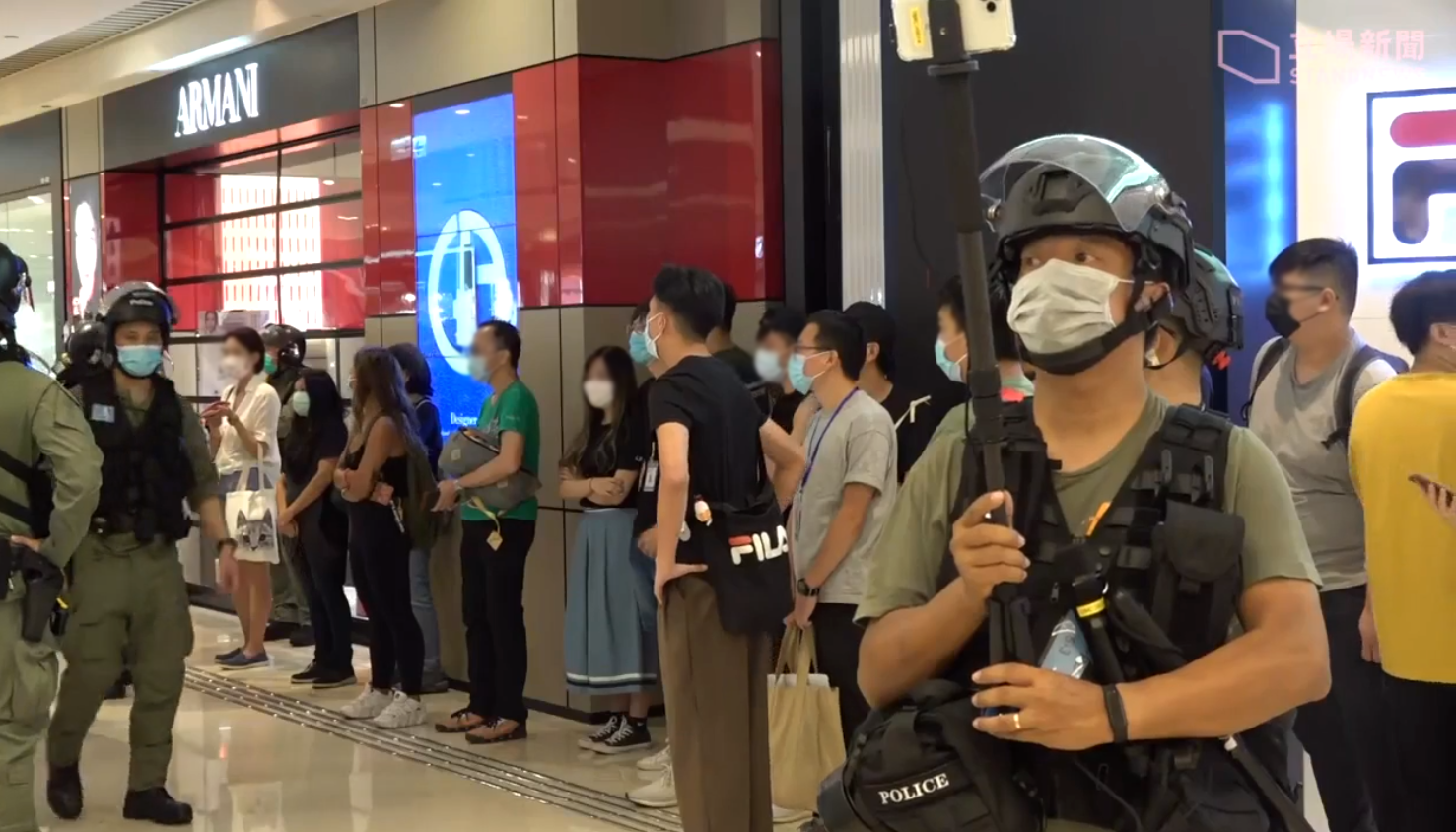
多名區議員和市民被截查，之後票控違反「限聚令」
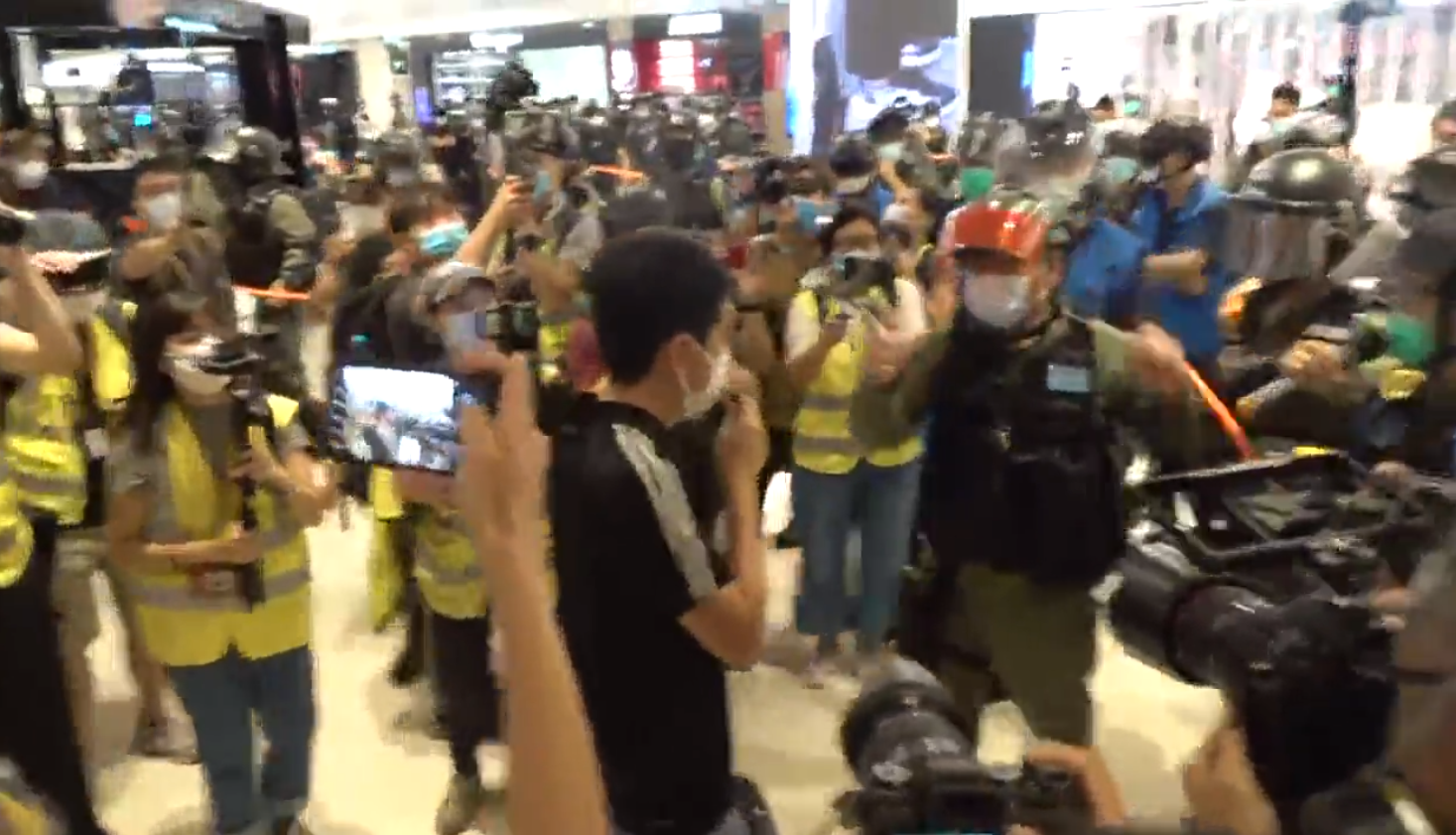
晚上8時許，民主黨立法會議員許智峯在場呼籲警方冷靜期間，被防暴警
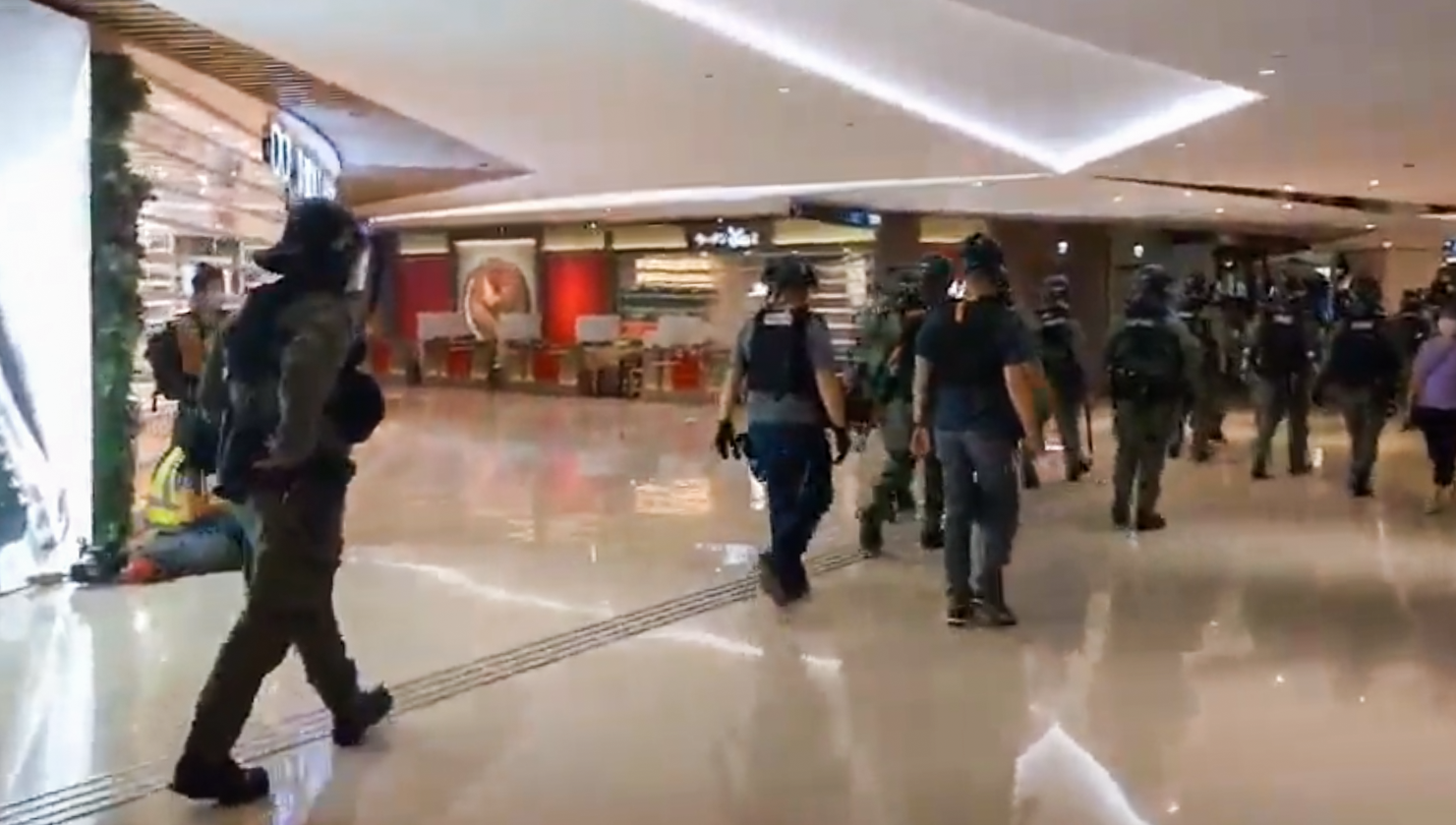
晚上9時許，50多名防暴警員離開商場
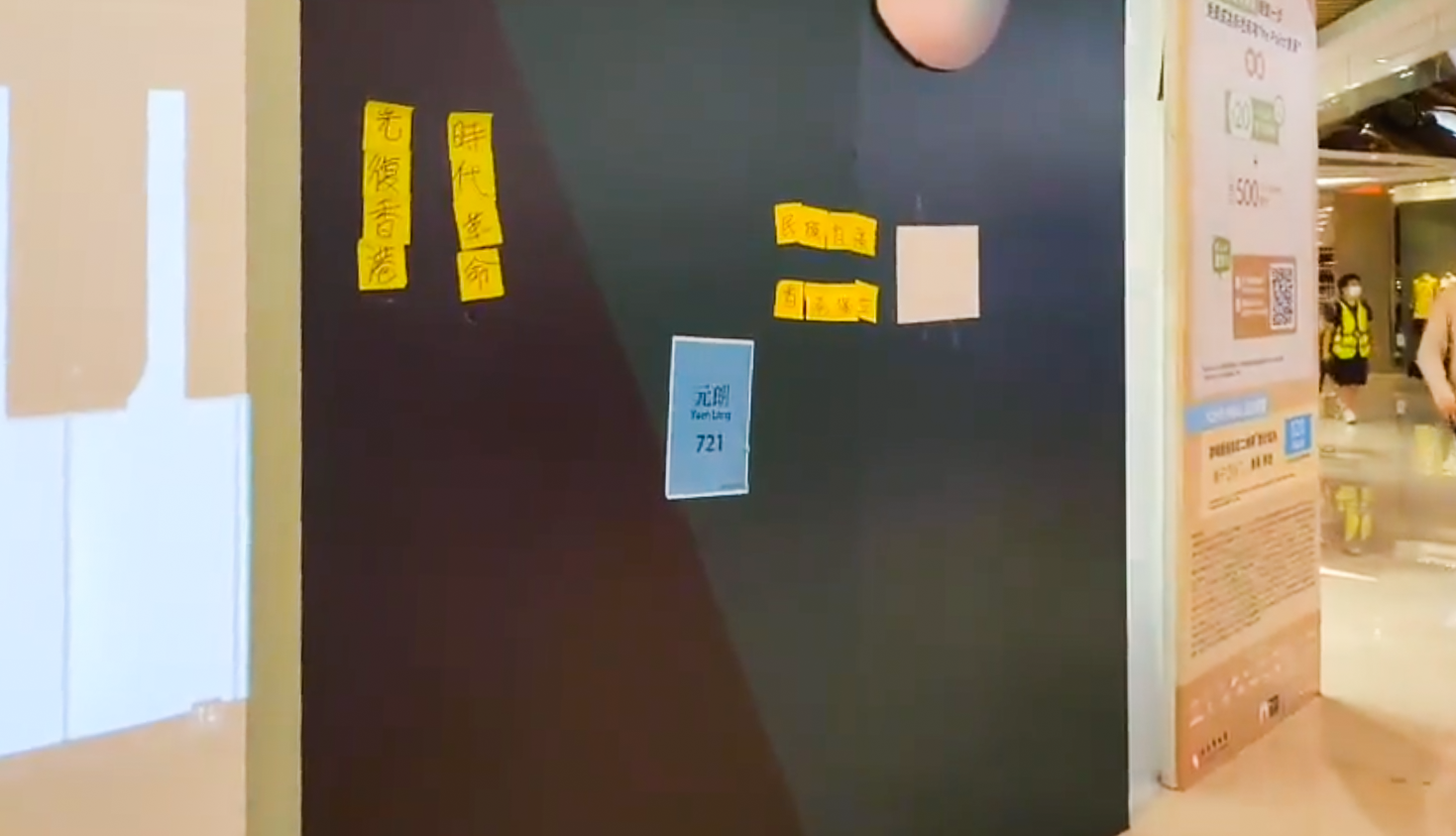
YOHO MALL有空置的商店外貼上關於721事件的文宣
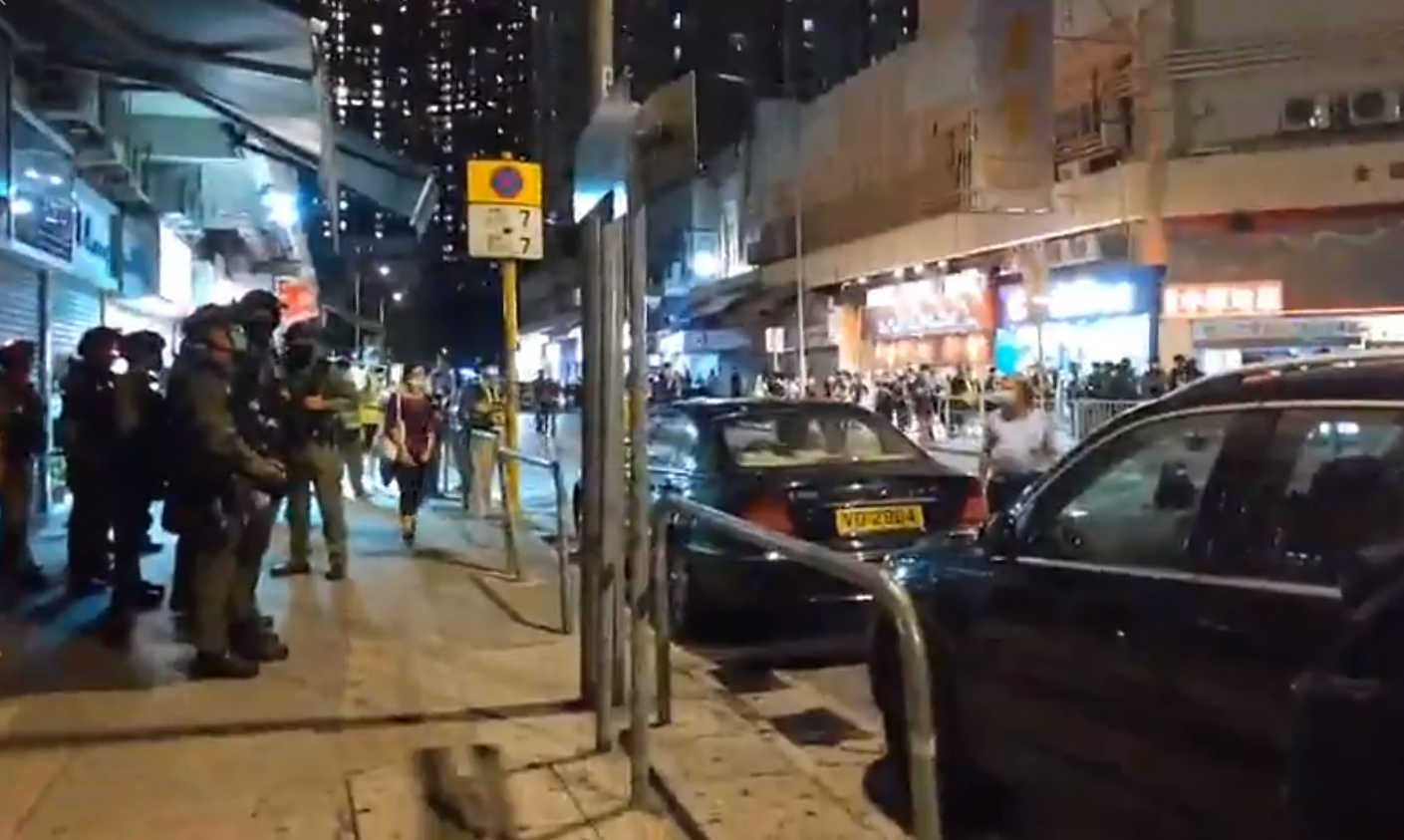
大量防暴警員在鳳攸北街一帶
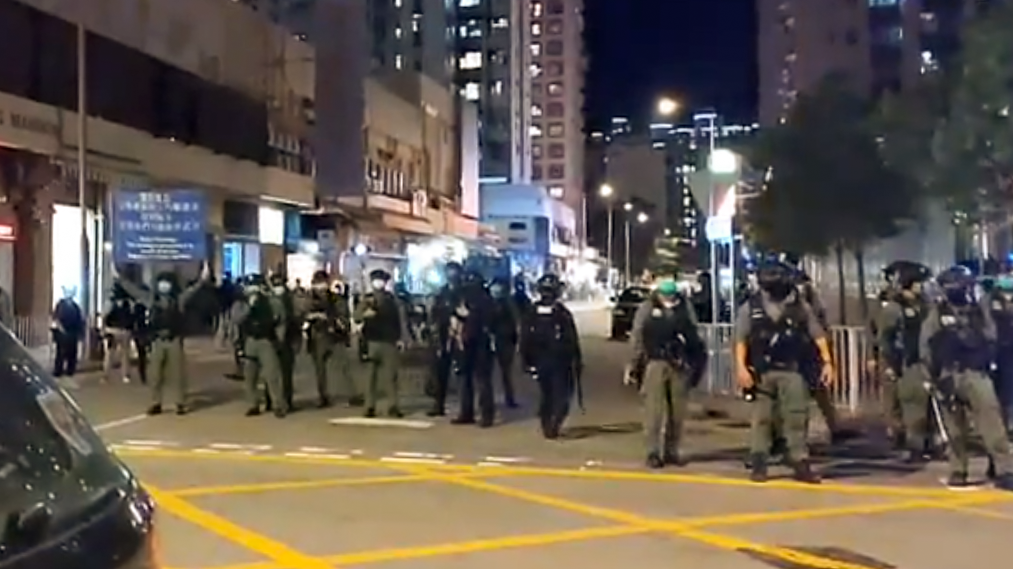
防暴警在鳯琴街舉起藍旗
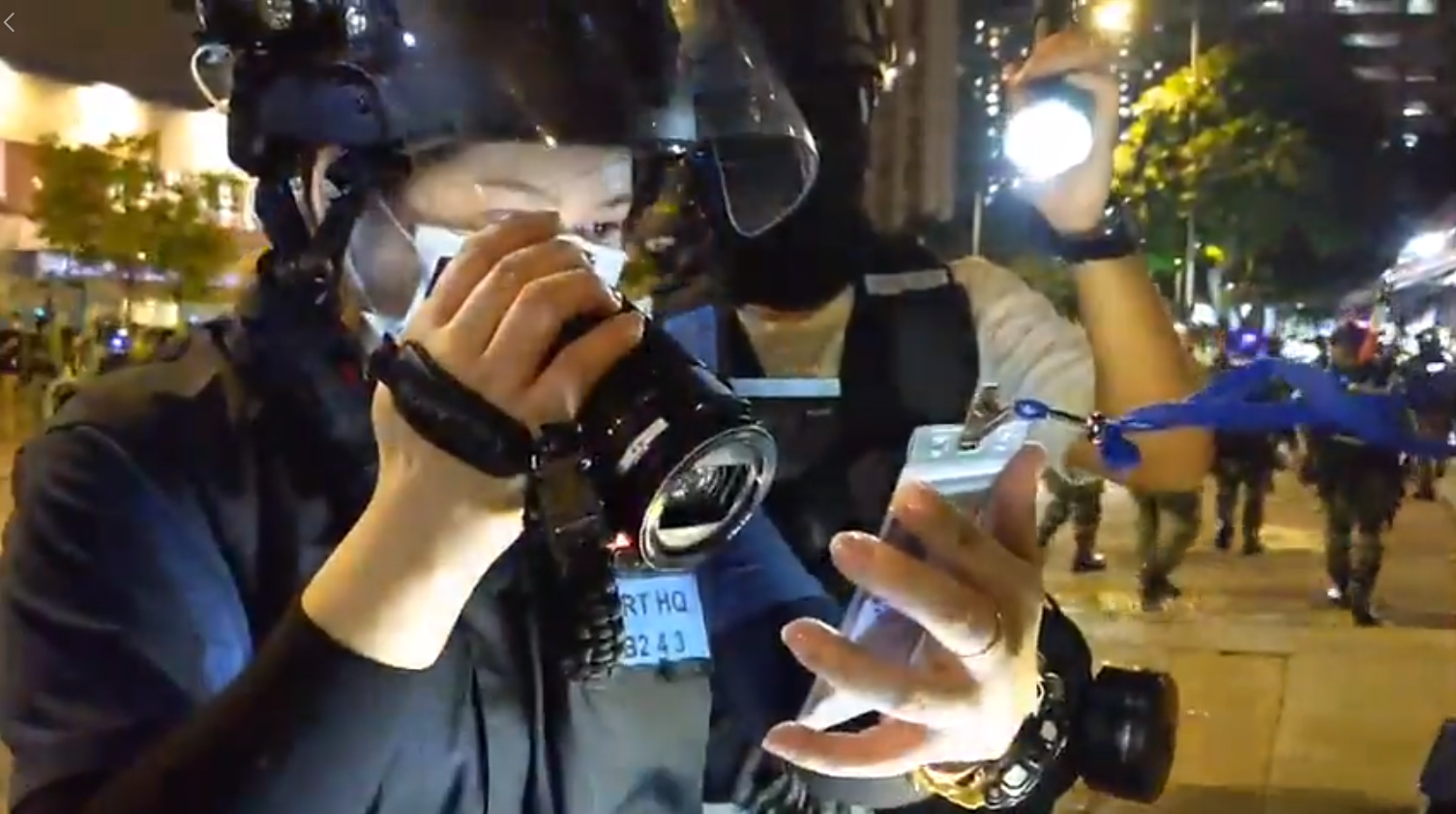
警員逐一檢查記者身份

警方表示有「滋事分子」在元朗一商場內集結，票控159人違反「限聚令」並拘捕7人，涉嫌阻礙警務人員執行職務、盜竊、違反宵禁令及欠交交通罰款被捕。其中被票控的30多人為身穿反光衣的人士。警方指穿上反光衣而隨便自稱記者，並非進行採訪工作和非受僱於任何傳媒機構，指他們進行的群組聚集則不會獲得禁聚令豁免。
事後，民主派初選候選人黃子悅昨晚在社交網站帖文中，指控警方疑在晚上11時，以「一個身位都無」的近距離直接向一位沒有裝備的男子頭部發射胡椒球槍，男子其後應聲倒地，唯事發突然，未有任何影片佐證。警方3小時後公開回應黃子悅，澄清絕無此事，斥其指控「煽動仇恨」，黃子悅凌晨再貼出聲稱為4名證人的描述，並指中槍者已出院並已聯絡大律師，今午將再到急症眼科求醫。而記協指目前法例無規定新聞工作者必須符合特定條件才承認為「記者」，指警方無權自行對『記者』的身份作出定義及進行篩選。要求警方停止濫用公權力，和阻礙記者採訪。浸大新聞系高級講師呂秉權認為，警方行動是違背新聞自由的原則，明顯打壓新聞自由。

### 國安法後台灣拒發香港官員工作簽證
自2011年12月起，香港經濟貿易文化辦事處（HKETCO）一直是香港在台灣的非官方辦事處，致力於促進香港與台灣之間的經濟，貿易和文化交流。 但是，繼上週因為在港台灣官員拒絕簽署香港政府在國安法後新加的“一個中國”聲明而不獲簽證後離港，所以本週在台HKETCO工作的13名香港員工中，至少有2名被台灣拒發工作簽證並已返回香港。

### ProtonVPN籌款捐助香港星火同盟和攬炒團隊
儘管有跨國企業因國安法而撤走，但總部位於瑞士的ProtonVPN卻一直支持着香港的反修例運動。 ProtonVPN早已在5月發表聲明會一同捍衛香港數碼自由。在今天，他們宣布會將其7月和8月收益的一半捐贈給香港民主組織。 PROTON 在聲明中指責香港政府破壞了高度自治的香港， 以至 「中國的防火牆擴展到香港,  異議者現在可以被任意拘留，並受到刑事起訴」。 PROTON指出，自7月6日 港版國安法詳細規定實施之日以來，公司網站流量激增了3000％。

### 美國國務卿會見香港前眾志創黨主席羅冠聰
在國安法立法前已流亡英國的羅冠聰在倫敦與美國國務卿蓬佩奧（Michael Pompeo）會面。 在這次20分鐘的會議中他們討論了七月初超過60萬香港人參與的立法會民主派初選和九月的香港立法會選舉。羅冠聰敦促全世界密切關注九月選舉，因為香港政府將利用一切藉口取消候選人資格，推遲選舉或壓制/操作投票人數， 繼而阻撓香港民主前景。有兩個原因使這次會議與頗具歷史意義：首先，會議的地點是美國大使駐倫敦的 Winfield House at Regent’s Park。這幢歷史建築傳統上只接待貴賓如伊麗莎白女王二世和其他皇室成員等。作為一個27歲的流亡者，羅冠聰被邀請與美國國務卿在Winfield House見面，確實罕見。第二個原因是香港前特首梁振英和現任特首林鄭月娥都從沒有與任何美國內閣成員見面。會面雖然有幾位英國政客幫忙籌備，但這是應美國國務院要求安排的，而時間上是在蓬佩奧會見香港前港督彭定康之後，證明了蓬佩奧對香港抗爭運動的支持。首任香港特首董建華批評美國此舉令國際政治更加嚴峻。

## 22日

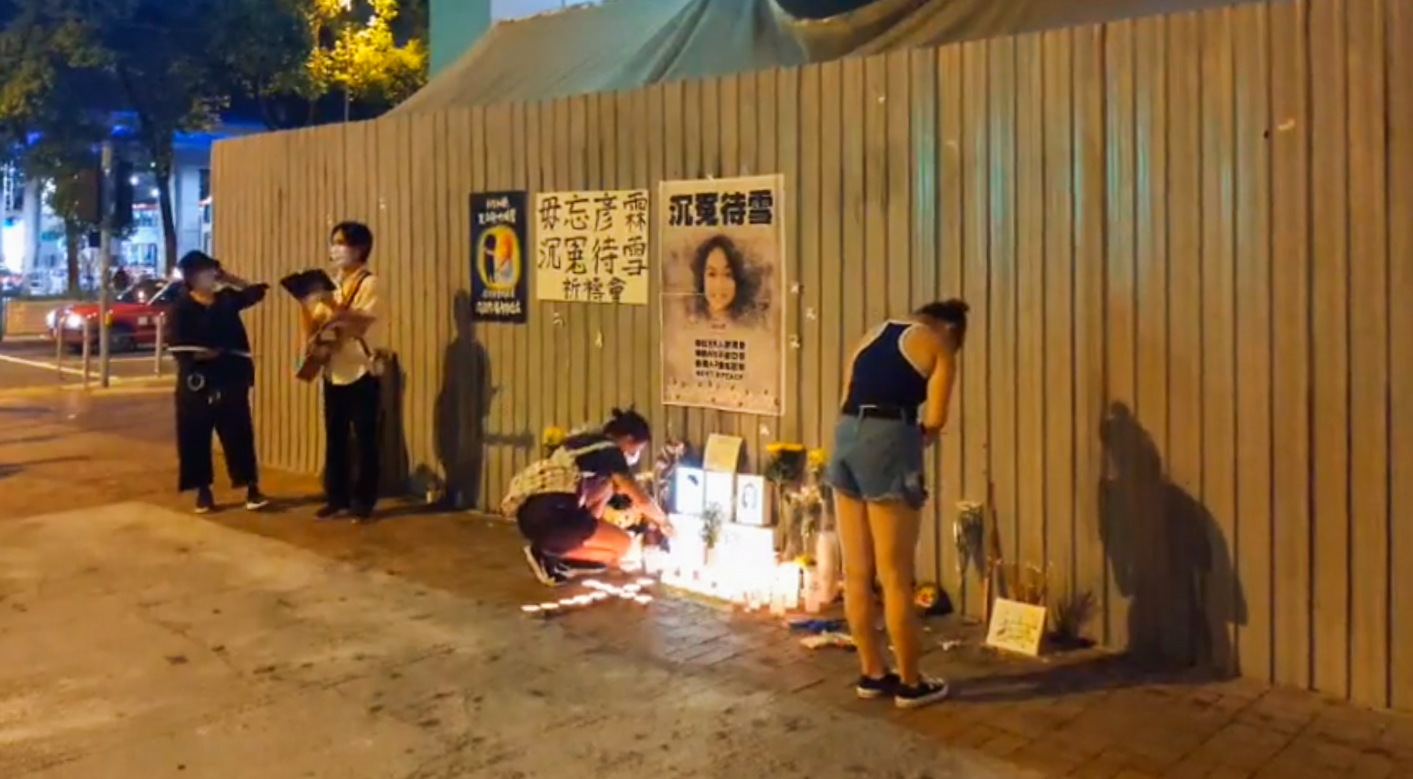
呂智恒到將軍澳尚十「彥梓路」位置唱聖詩

### 英國公佈香港BNO申請英國國籍細節
英國內政大臣 Priti Patel 宣布，從2021年1月1日起，在1997年7月1日之前出生的香港公民可以申請英國海外僑民（BNO）護照並在英國定居。 居住5年後即可申請公民身份。 英國外交大臣 Dominic Raab 重申：“英國會信守諾言：我們不會離棄香港，也會對香港人民承擔歷史責任。”

### 陳彥霖離世第十個月悼念
有市民發起在將軍澳尚十「彥梓路」位置設祭壇，擺放鮮花蠟燭悼念陳彥霖離世10個月。功能組別社工界候選人呂智恒到場張貼文宣，並唱聖詩。

## 23日

### 再有VPN公司撤出香港
捷克網上隱私公司Avast在其公司網站表示，出於對國安法的憂慮，現正從香港撤出其VPN服務器，其互聯網流量將流過台灣和新加坡 。該公司稱會繼續監察當局的竊聽和監視的可能性，希望在國安法進行充分評估之後，能在香港重新營業。

## 24日

### 7.28夫婦少女暴動罪罪名不成立
警方控告夫婦湯偉雄及杜依蘭，連同一名17歲少女被控於2019年7月28日在德輔道西近西邊街一帶，和其他人參與暴動。2020年7月24日，區院法官郭啟安裁決暴動罪罪名不成立。郭啟安引述終審法院2010年奶昔落迷魂藥殺夫案「寧縱毋枉」的法律原則，在普通法下，法庭審理刑事案件一直奉行「無罪推定」和「疑點的利益歸予被告」原則。而控方也未能證明湯氏夫婦當日曾經身處德輔道中，而17歲少女被告只是圍觀，未能證明參與集結。不過湯偉雄和杜依蘭無牌持有無線電對講機罪名成立，各罰款港幣1萬元。不少到場支持的人士得悉裁決後感動落淚。而湯偉雄和杜依蘭透露，在宣佈裁決前，兩人情緒幾乎崩潰。而脫了暴動罪也不會慶祝，因為目前有不少示威者還未得到公平的裁決。

## 28日

### 中國外交部宣布香港中止與英加澳引渡協定
香港特別行政區律政司網頁指出，根據《香港基本法》所載的 “一國兩制” 原則，香港享有獨立的司法權，包括終裁審權，是有別於中國的獨立普通法地區。《香港基本法》第85條規定香港特別行政區法院需 “獨立進行審判，不受任何干涉” 和 第82條規定“香港特別行政區的終審權屬於香港特別行政區終審法院。終審法院可根據需要邀請其他普通法適用地區的法官參加審判。”“普通法適用地區”是指澳洲，加拿大和英國。 然而，在英國最高法院院長在頒布《港國安法》後發表聲明表示對香港司法獨立表示關注後僅十天，中國外交部發言人汪文斌在今天的新聞發布會上宣布因為外國違規在先，所以中方(不是香港) “决定香港特區暫停港加、港澳、港英《移交逃犯協定》。” 除了終止香港的引渡協議外，中國亦已決定“將暫停港加、港澳、港英《刑事司法互助协定》。”

### 香港大學解僱戴耀廷
香港大學校務委員會28日下午召開會議，最終以18票對2票通過，決定即時解僱法律學院副教授戴耀廷。

## 29日

### 警國安處拘4學生 包括學生動源鍾翰林
《港區國安法》自7月1日生效後，警方新成立的國家安全處首次上門進行拘捕行動。在元朗、屯門、沙田和大圍，以涉嫌違反港區國安法第20條及21條，分裂國家罪及煽動他人分裂國家罪拘捕3男1女，年齡16至21歲，全部報稱學生。被捕人包括學生動源前召集人鍾翰林及何諾恆。警方表示該組織「創制獨立黨」以建立香港共和國等為綱領，同時稱作宣告已構成煽動，並強調任何人在海外聲稱作分裂國家的行為，警方都有管轄權進行調查。12間大專院校學生會發表聲明，批評警方行動等同向全體香港人宣告，白色恐怖年代正式降臨香港。

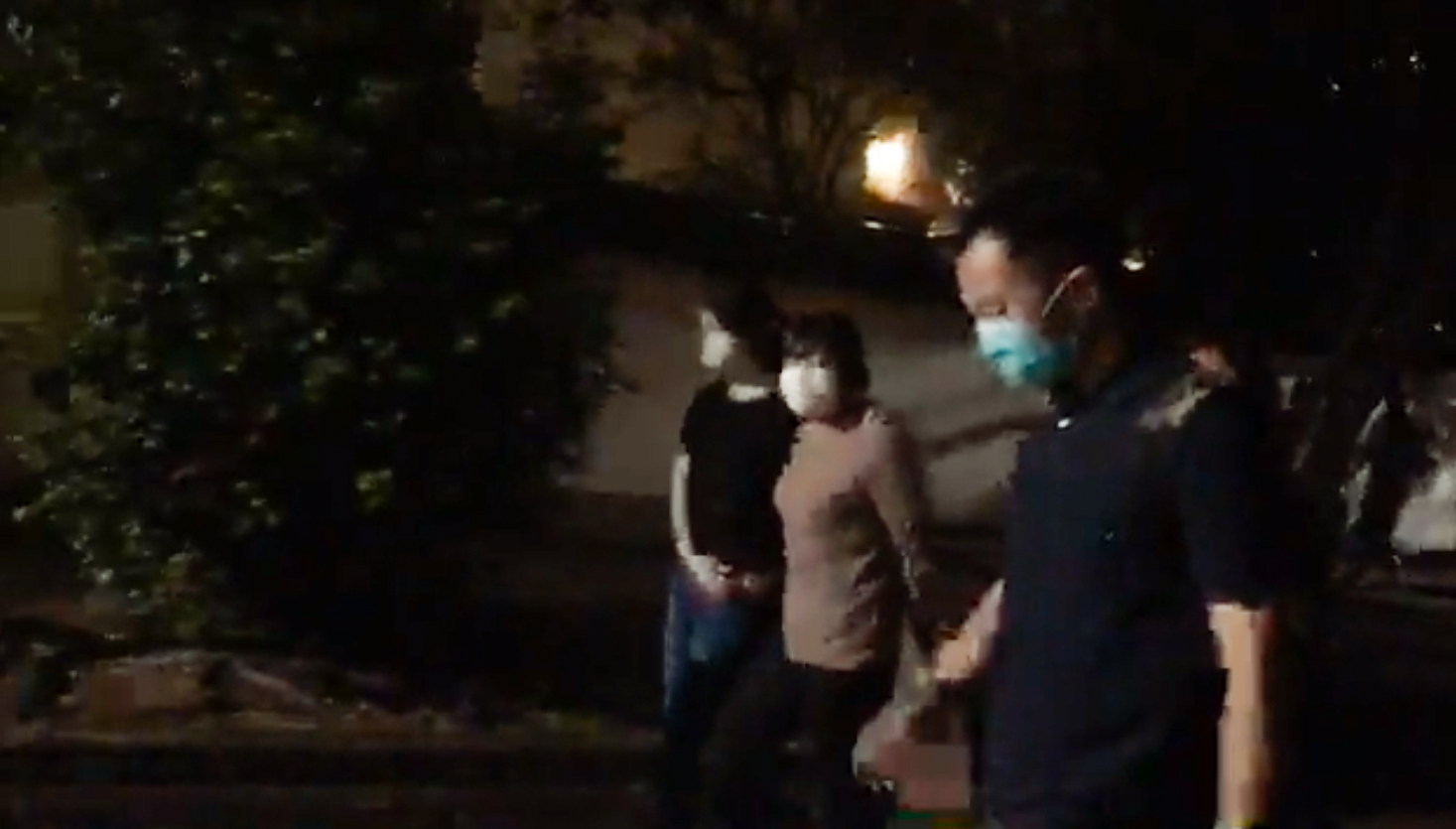
學生動源前成員何忻諾，在大圍新村被捕
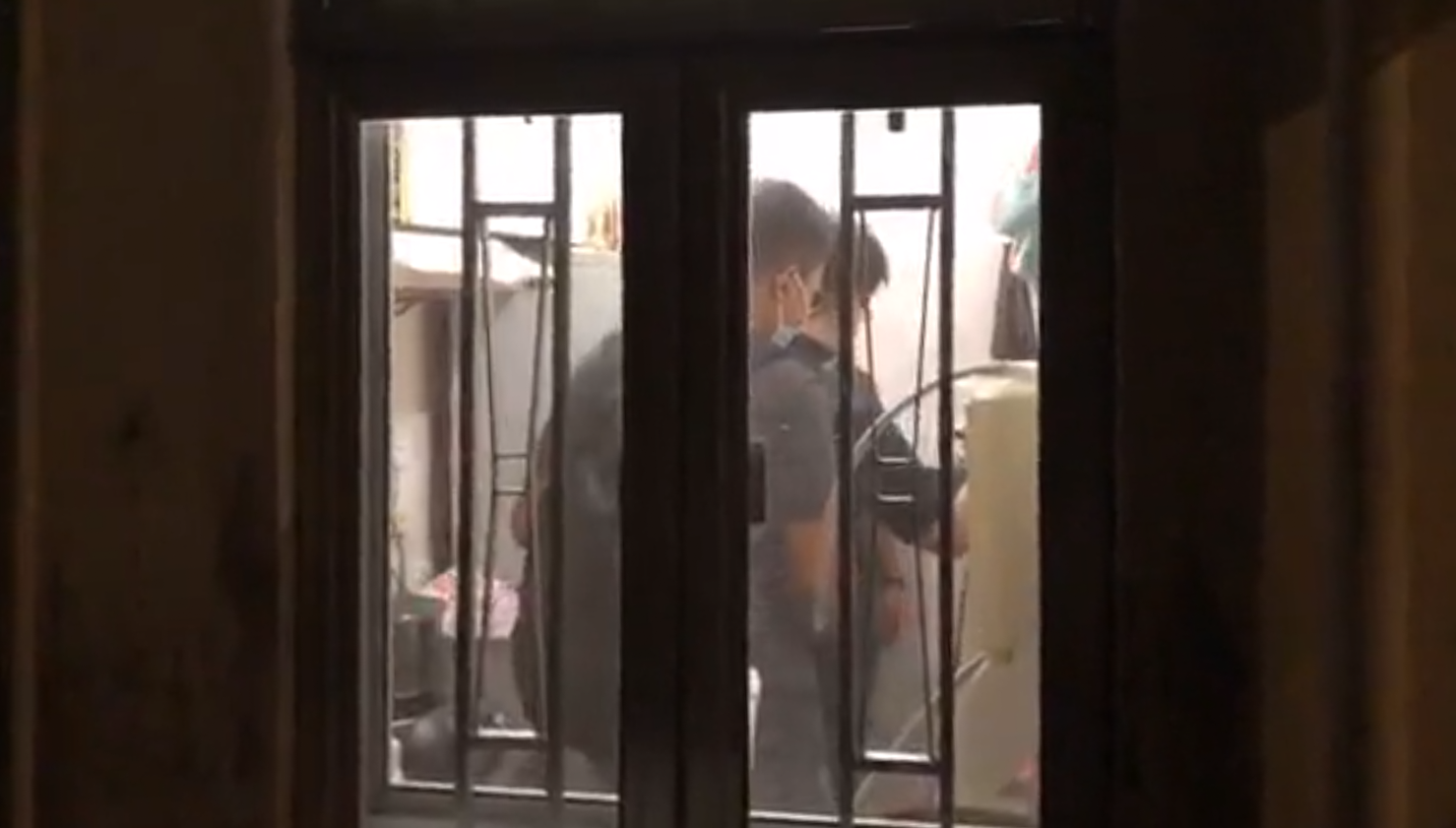
警員在學生動源前成員寓所進行搜查
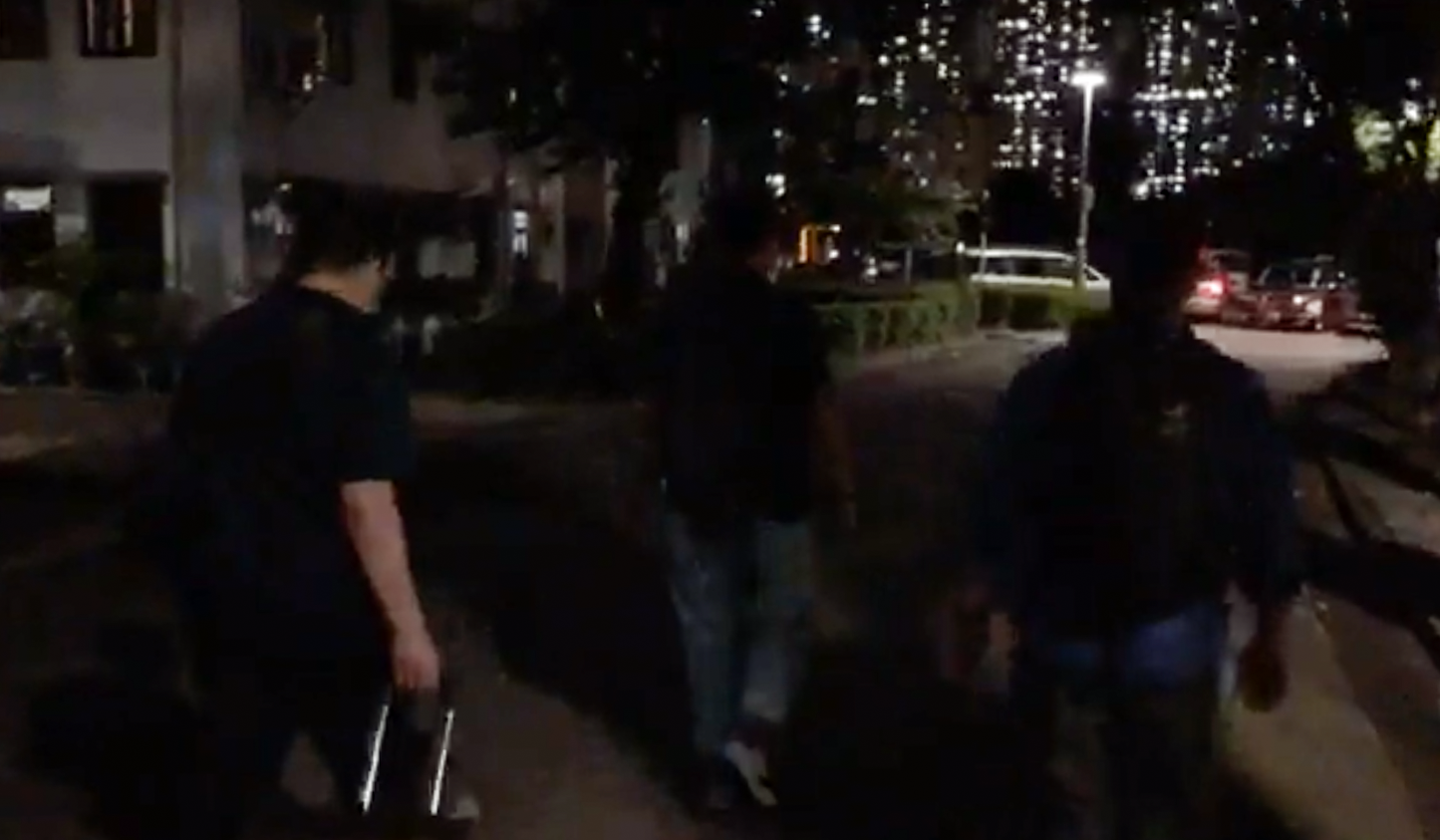
便衣警員在大圍新村帶走證物
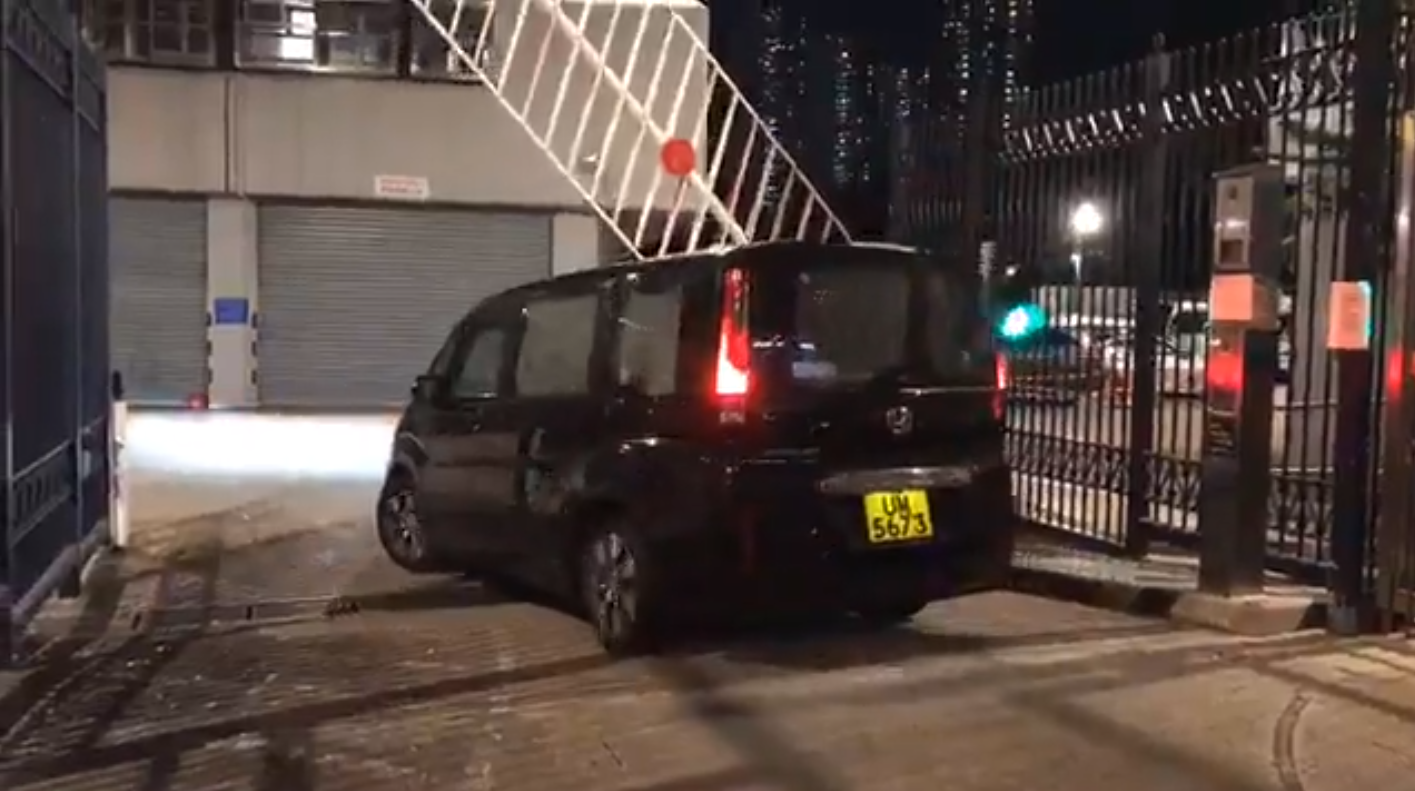
何忻諾被帶往馬鞍山警署調查
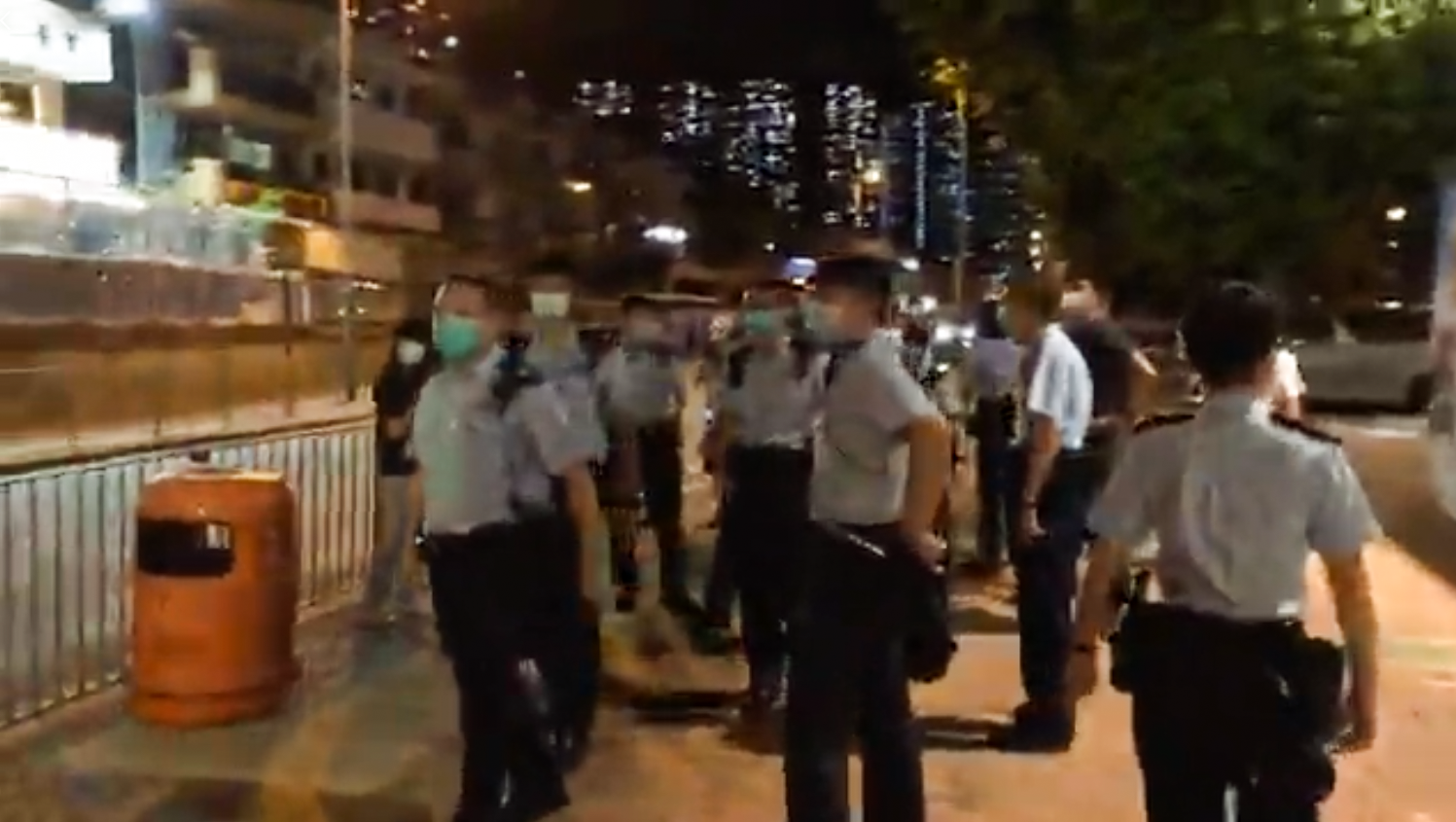
田心警署現場一度有大批警員戒備
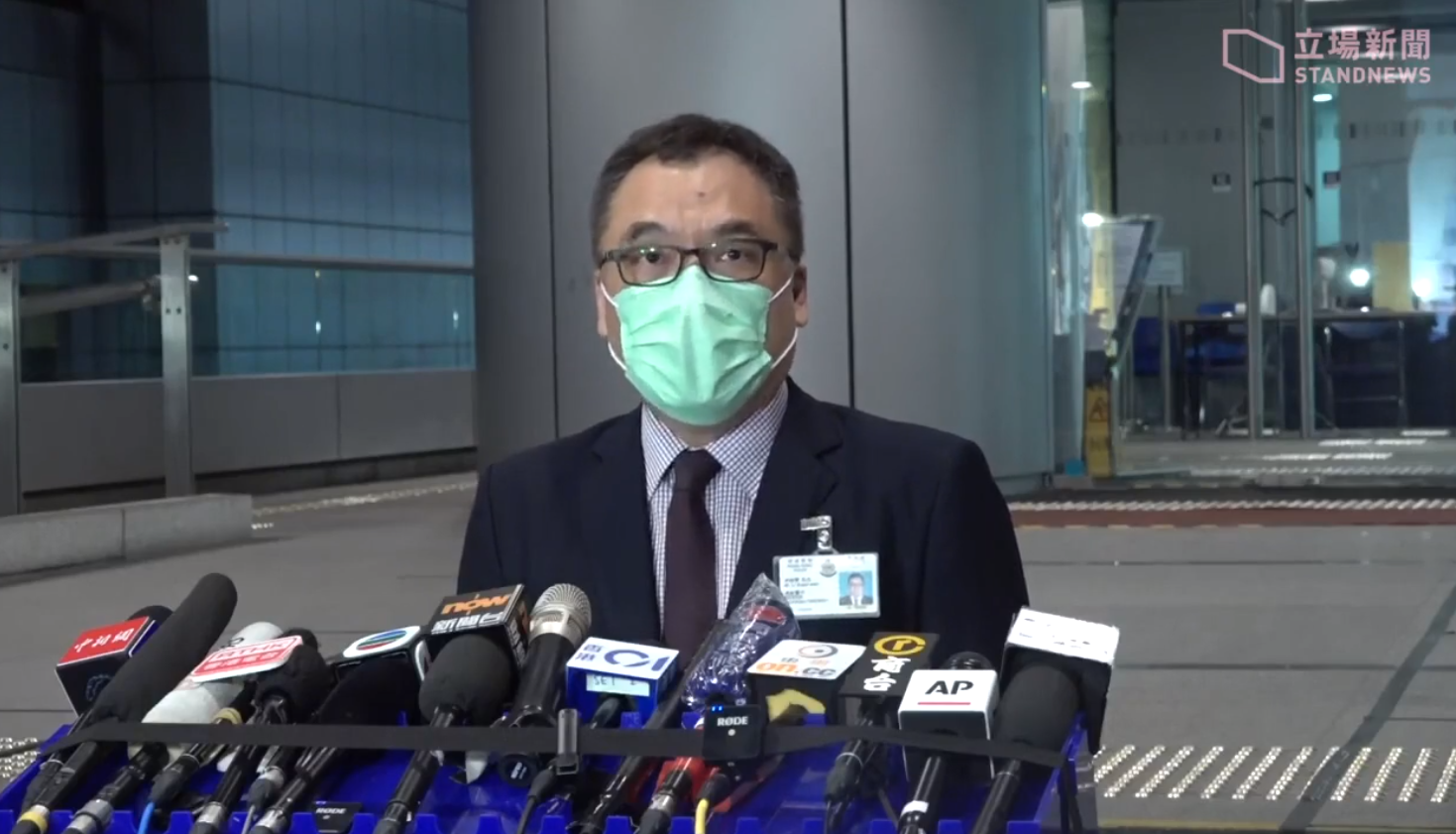
警方國家安全處高級警司李桂華晚上見記者，強調任何人在海外聲稱作分裂國家的行為，警方都有管轄權進行調查

## 30日

### 多名立法會參選人被取消參選資格

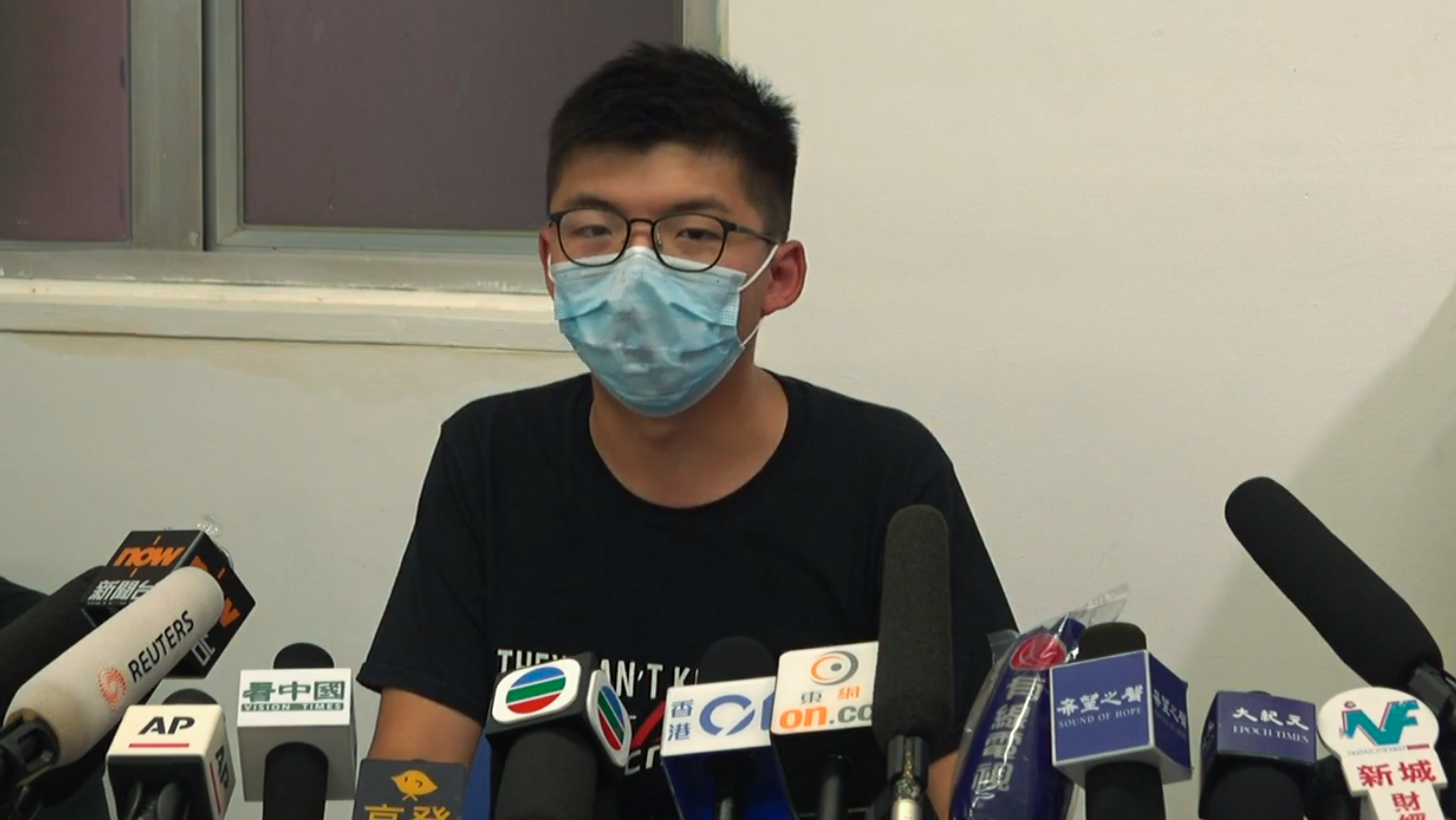
黃之鋒認為政府取消民主派參選資格的規模超出預期，指九龍東選舉主任蔡敏君以「假新聞」羅織莫須有罪名，刻意曲解他的言論，更是為了配合國安公署

超區參選人岑敖暉今日向傳媒指，他的提名被選舉主任宣佈無效。另外，4名公民黨參選人郭榮鏗、郭家麒、楊岳橋及鄭達鴻被取消參選資格。此外，參選港島區的袁嘉蔚、梁晃維和鄭錦滿，參選新界東的劉頴匡及何桂藍，參選九龍東的黃之鋒及會計界梁繼昌，亦指接獲選舉主任正式通知其提名無效。
港府隨即發稿，表示認同和支持選舉主任就12名獲提名人士提名無效的決定。港府指，支持香港獨立、以民主自決或支持香港獨立作為自決前途選項來處理香港體制；進行尋求外國政府或政治組織干預特區事務；原則上反對全國人大常務委員會制訂《港版國安法》及列入《基本法》附件三並在香港公布實施；表明意圖在確保於立法會佔多數後，行使立法會議員權力無差別地否決任何政府提出的立法建議、任命、撥款申請及財政預算案，以迫使政府接受若干政治要求；及拒絕承認中華人民共和國對香港特區行使主權，以及香港特區作為中華人民共和國一個地方行政區域的憲制地位等行為的人士，不可能真誠地擁護《基本法》，因此不可能履行立法會議員職責。

### 歐盟回應香港國安法
歐盟於7月28日結束了為期約一個月的香港議程會議，聲稱對香港國安法表示嚴重關切，並提出了未來歐盟將採取的五項主要行動，以幫助香港捍衛自由。  歐盟今天發布的詳程包括：中止向香港出售敏感技術和設備，例如用於民事鎮壓或網絡監視的技術和設備；增加與香港各大學課程的學術交流和獎學金；中止與香港的談判；以及密切監督民運人士的審判。

## 31日

### 終極和你Lunch

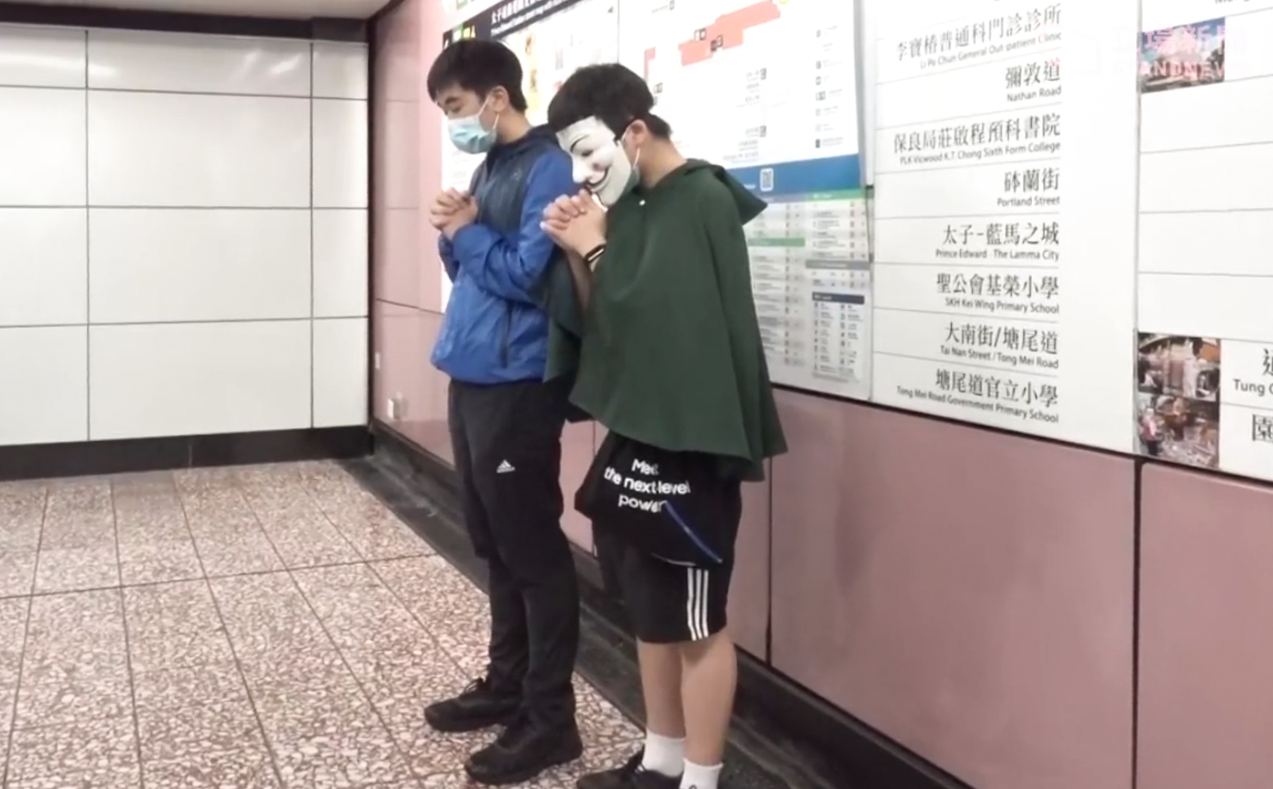
兩人在太子站大堂悼念一分鐘

網民發起下午在旺角朗豪坊舉行「終極和你Lunch」示威活動，抗議太子站襲擊事件發生11個月。下午約1時，和你lunch常客David和一名年輕人到商場4樓中庭位置，舉起「五大訴求」的手勢，之後到美心旗下的一風堂高叫口號。其後兩人離開商場，沿彌敦道步行往港鐵太子站大堂悼念一分鐘。當他們返上地面時，被多名警員截查。David之後到聯合廣場，並返回太子站內，有市民上前聲援，並質問在場兩名警員。其後他被港鐵職員和警員包圍，一度被帶入旺角警署，數分鐘後獲得放行，之後離開。

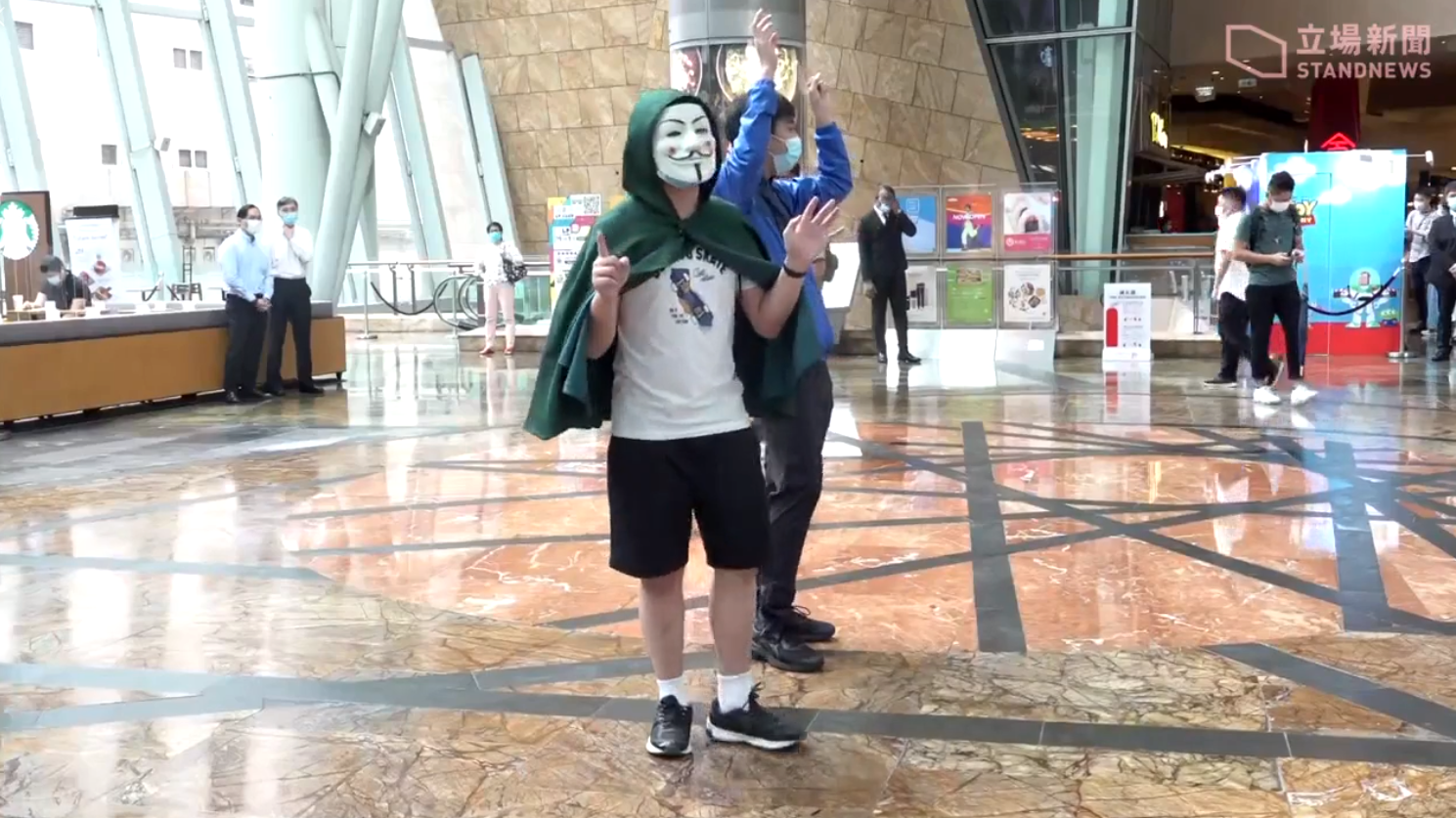
David和一名年輕人到朗豪坊4樓中庭位置，舉起「五大訴求」的手勢
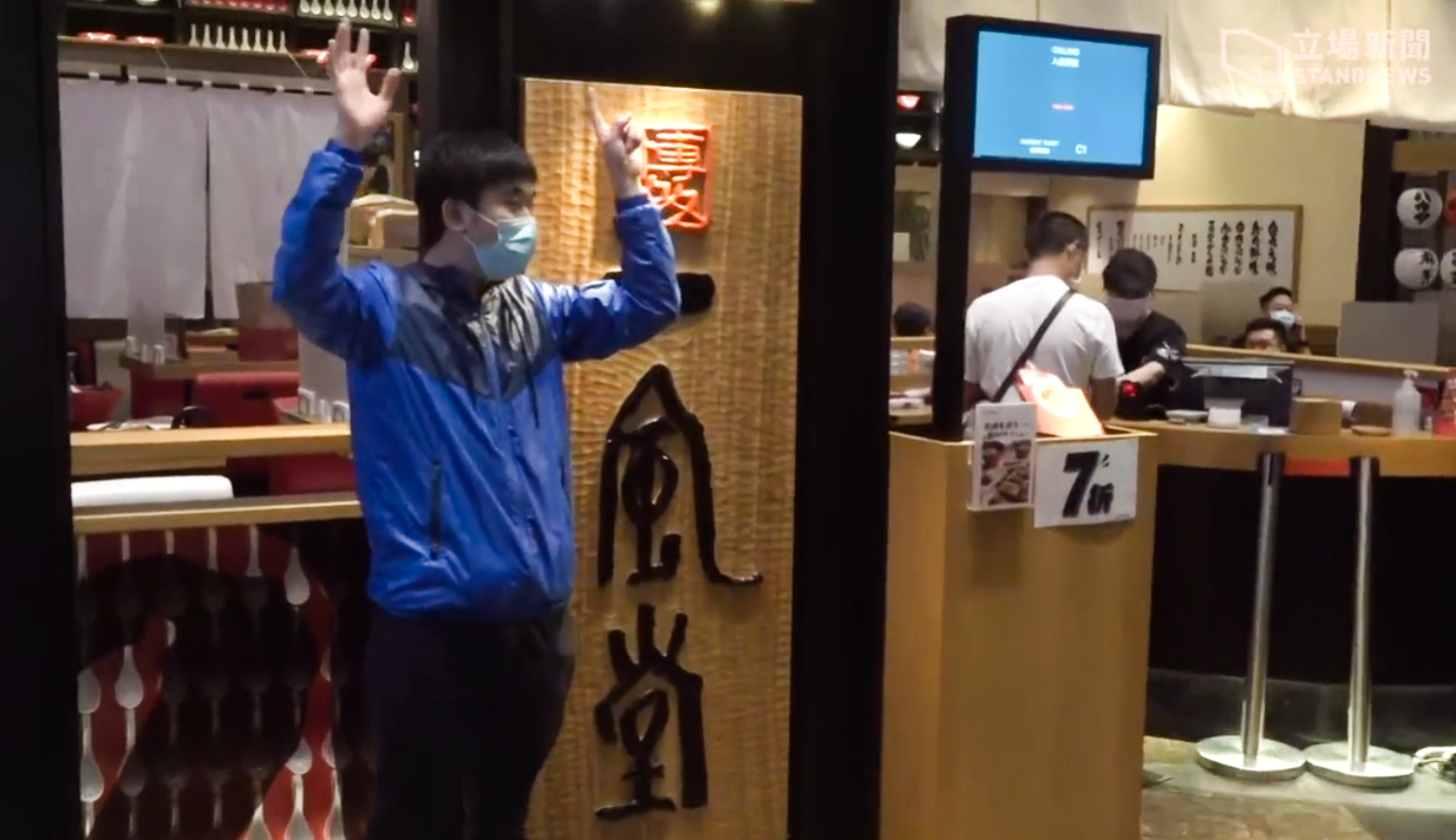
David到一風堂外高叫口號
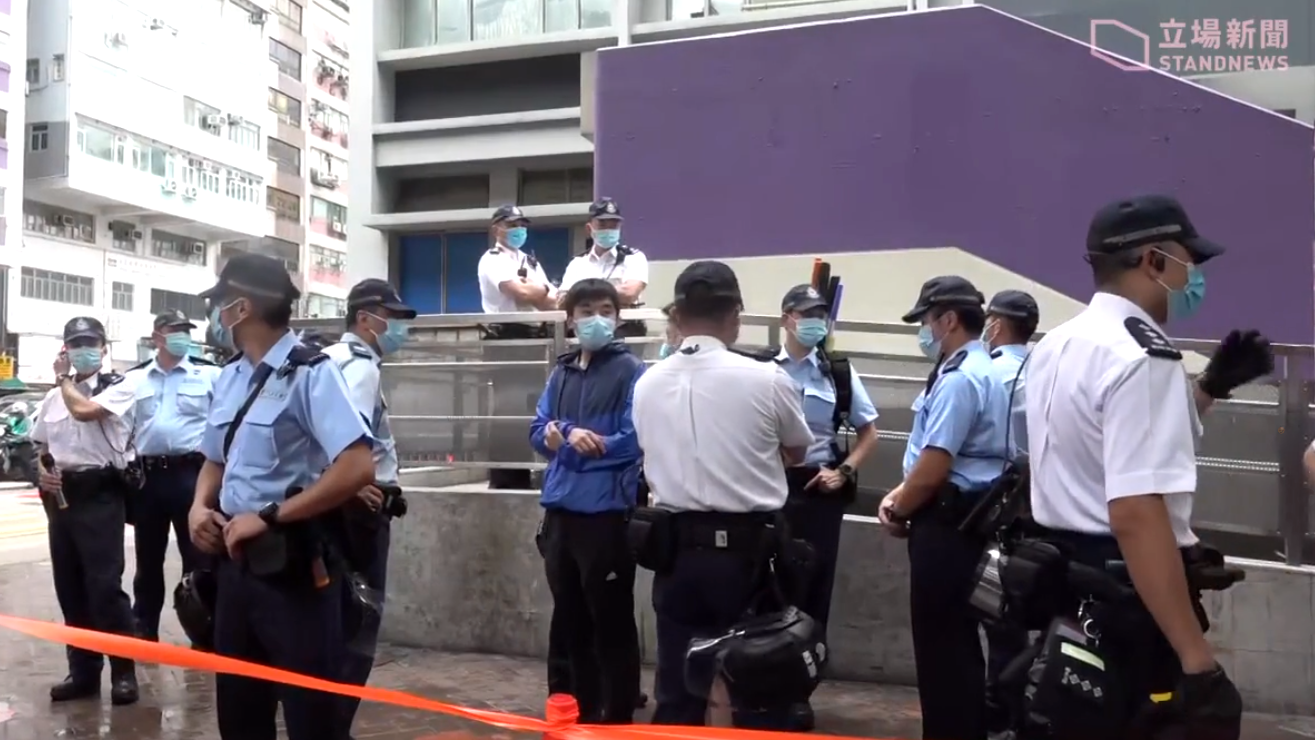
兩人返上地面時，被多名警員截查
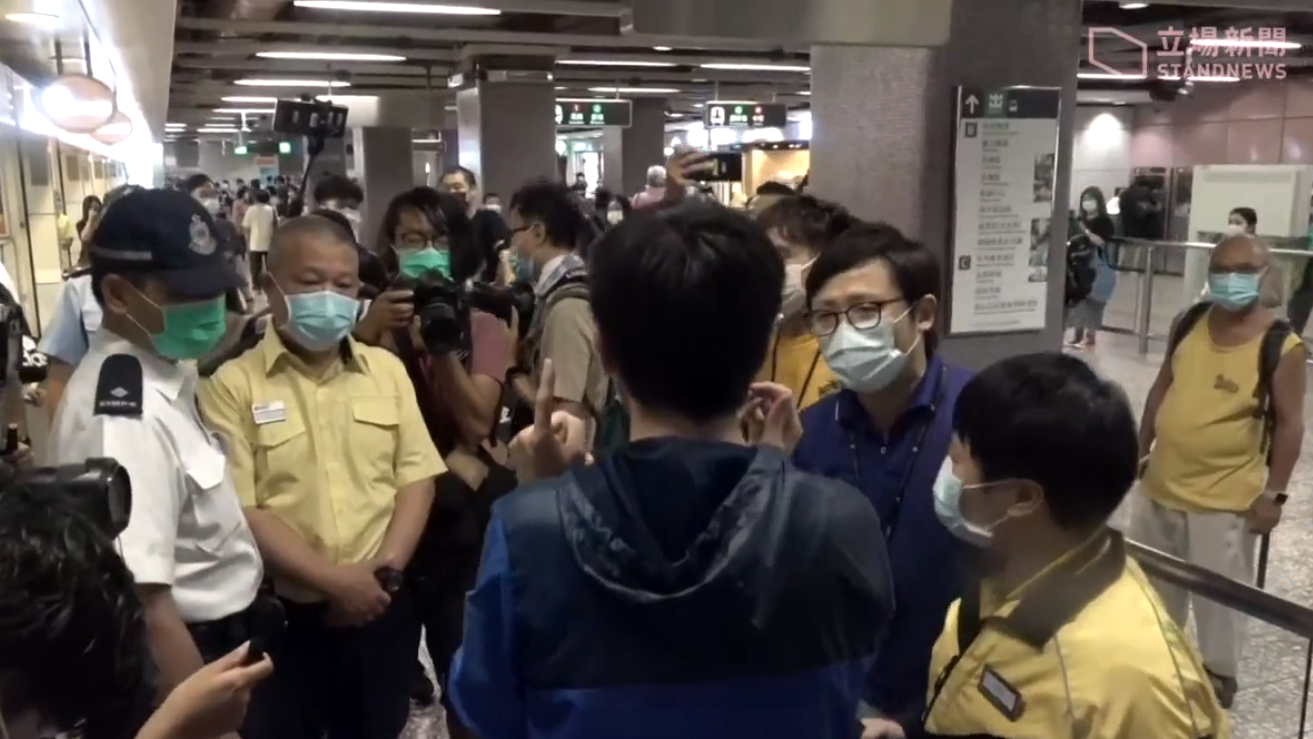
David被港鐵職員和警員包圍
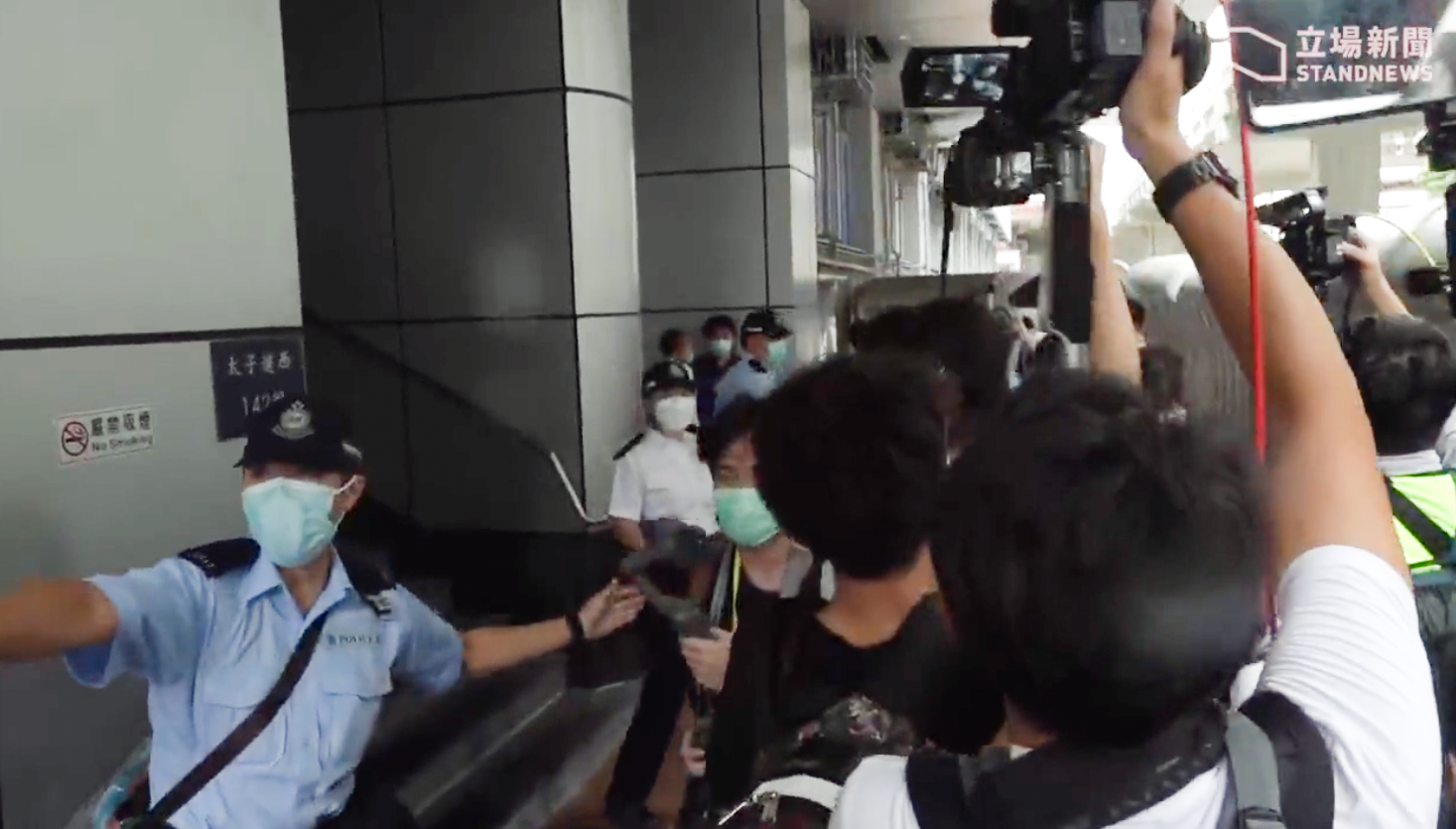
David一度被帶入旺角警署

### 太子站事件11個月 警方拘捕9人
太子站襲擊事件11個月，在晚上有20多名市民於3號風球下冒雨前往港鐵太子站外獻花。有人高叫「光復香港 時代革命」後，軍裝警突然從港鐵站出口衝出，而便衣警其後制服一男兩女。而一名男子被截查期間因搜到即防毒面具，涉嫌違反《進出口（戰略物品）規例》被捕。警方表示在彌敦道和山東街附近巡邏期間，發現一名男子藏有多把刀和一張屬於他人的八達通，以管有攻擊性武器及盜竊罪拘捕。警方拘捕9人，年齡介乎13歲至70歲。其中3人被票控違反限聚令。

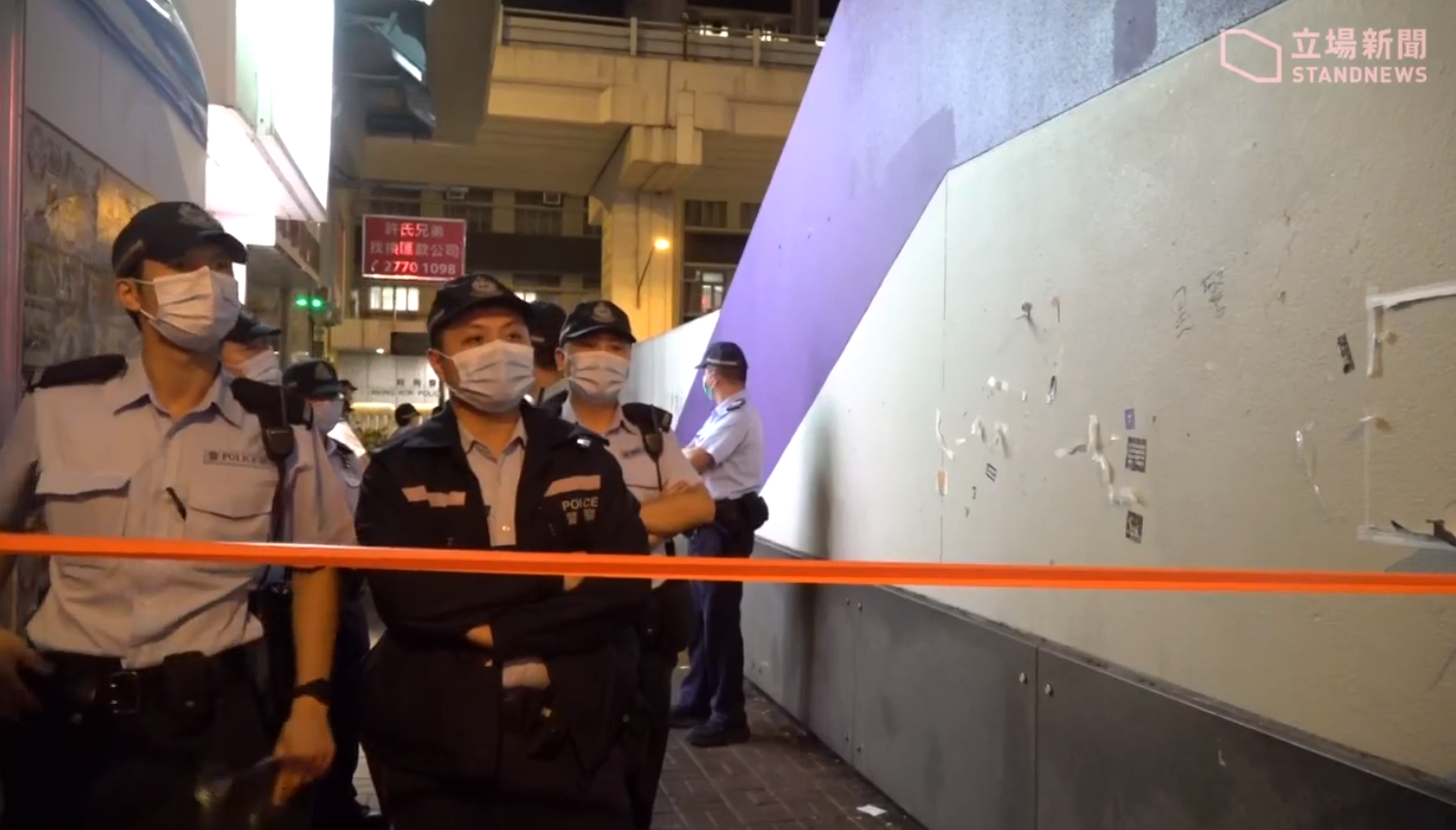
太子站B2出口牆身被人用黑漆噴上「光復香港 時代革命」後，警員圍封該處
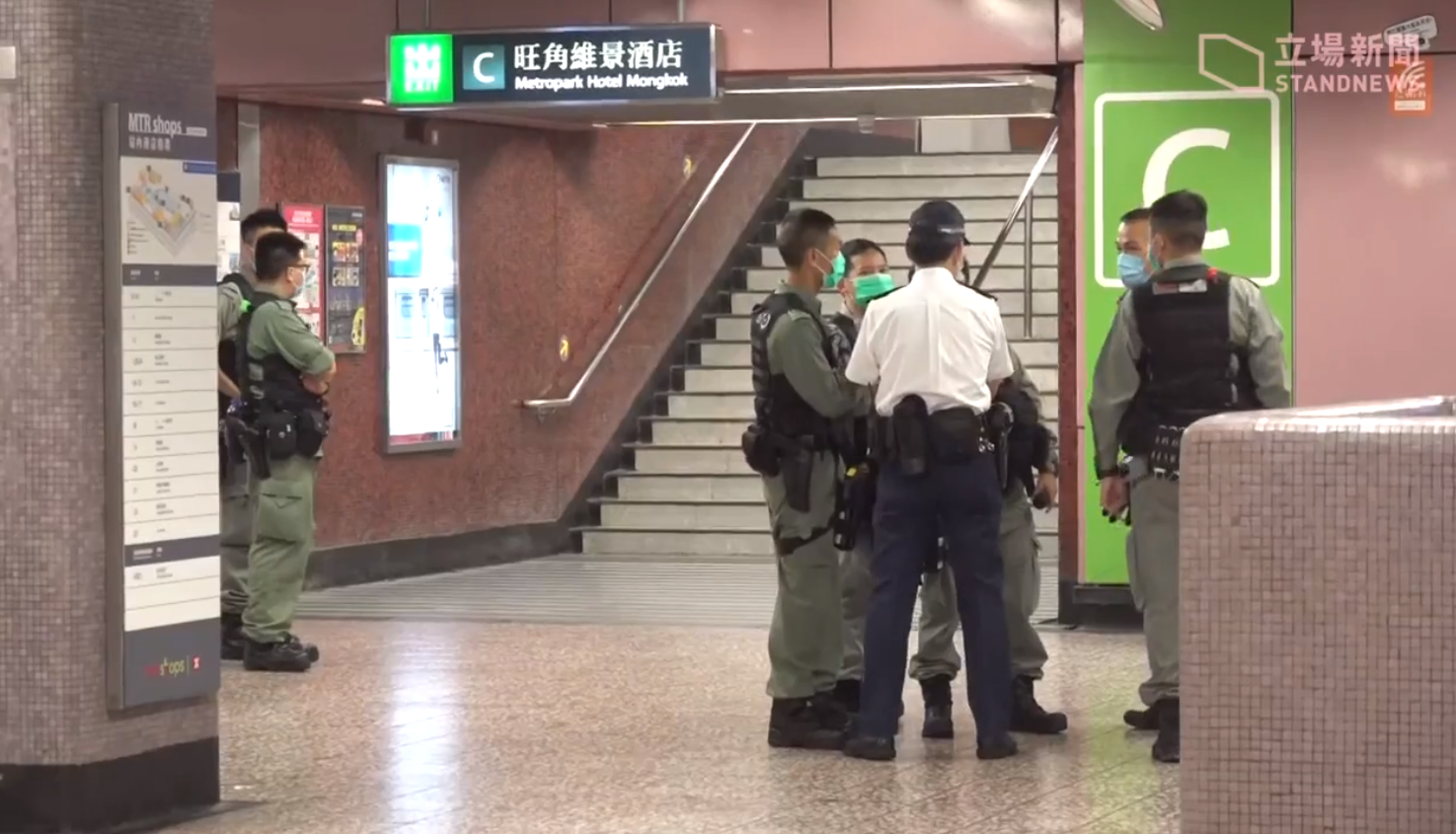
防暴警員在大堂戒備
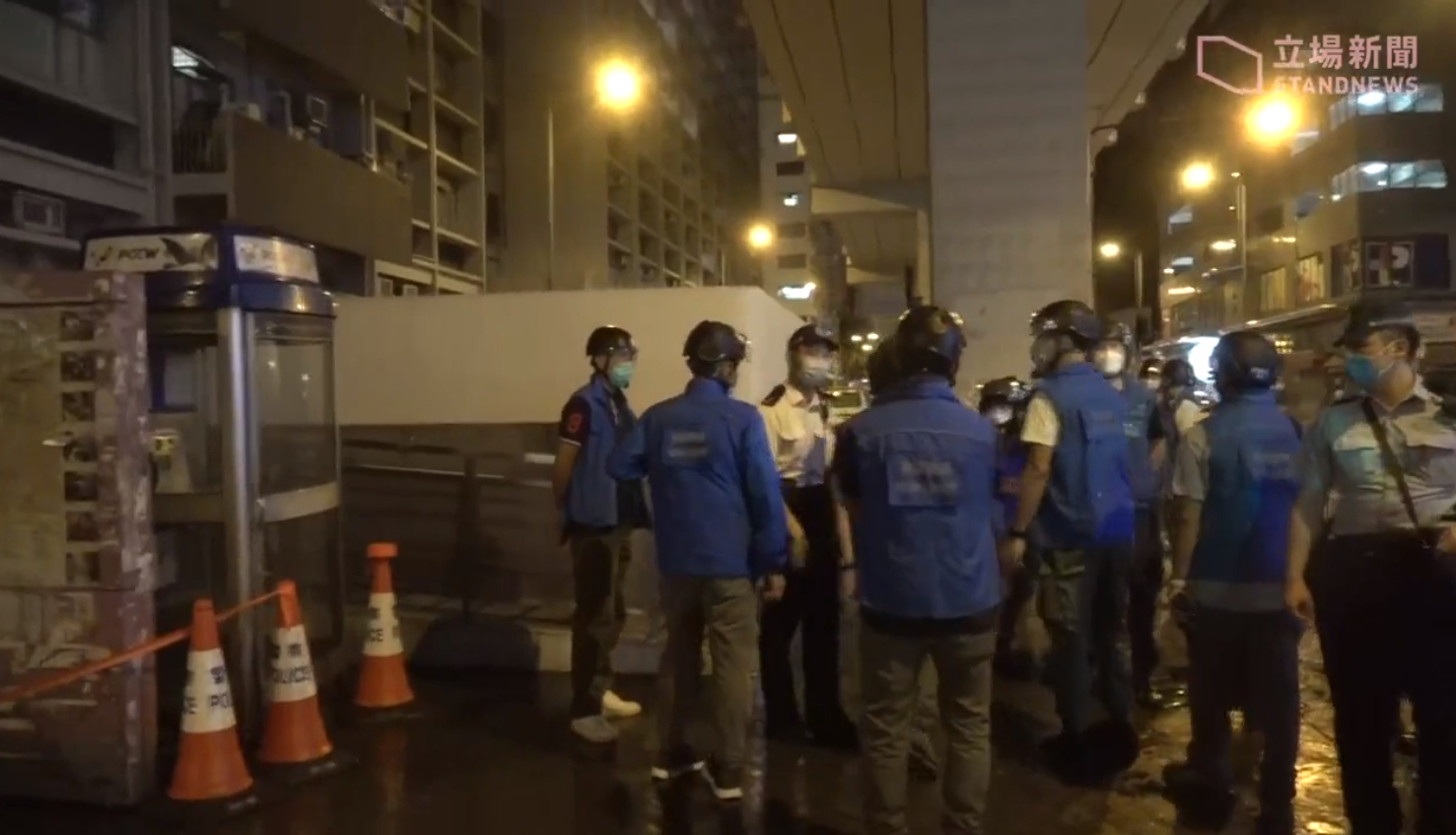
警員在站外戒備
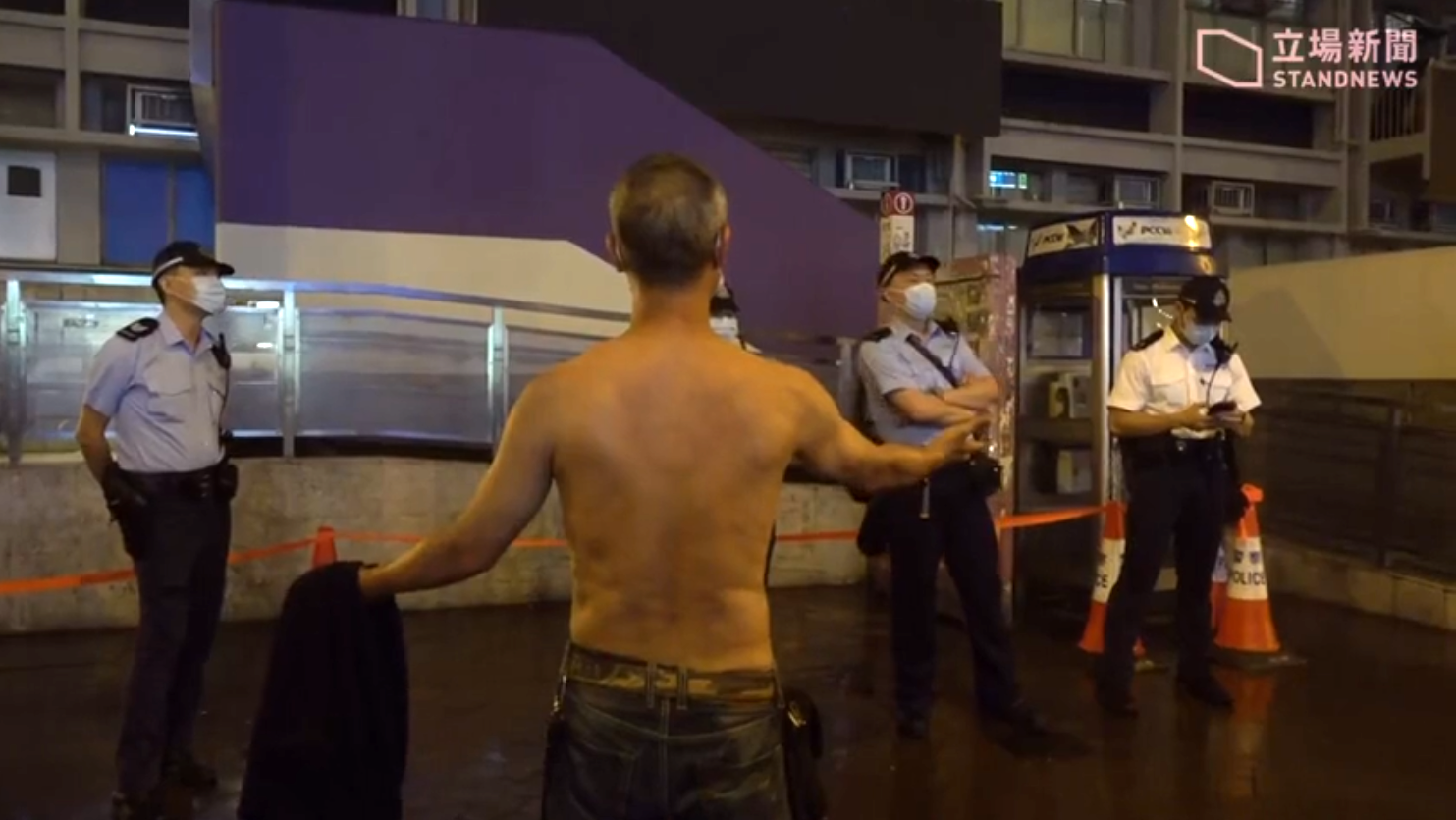
有市民批評警方
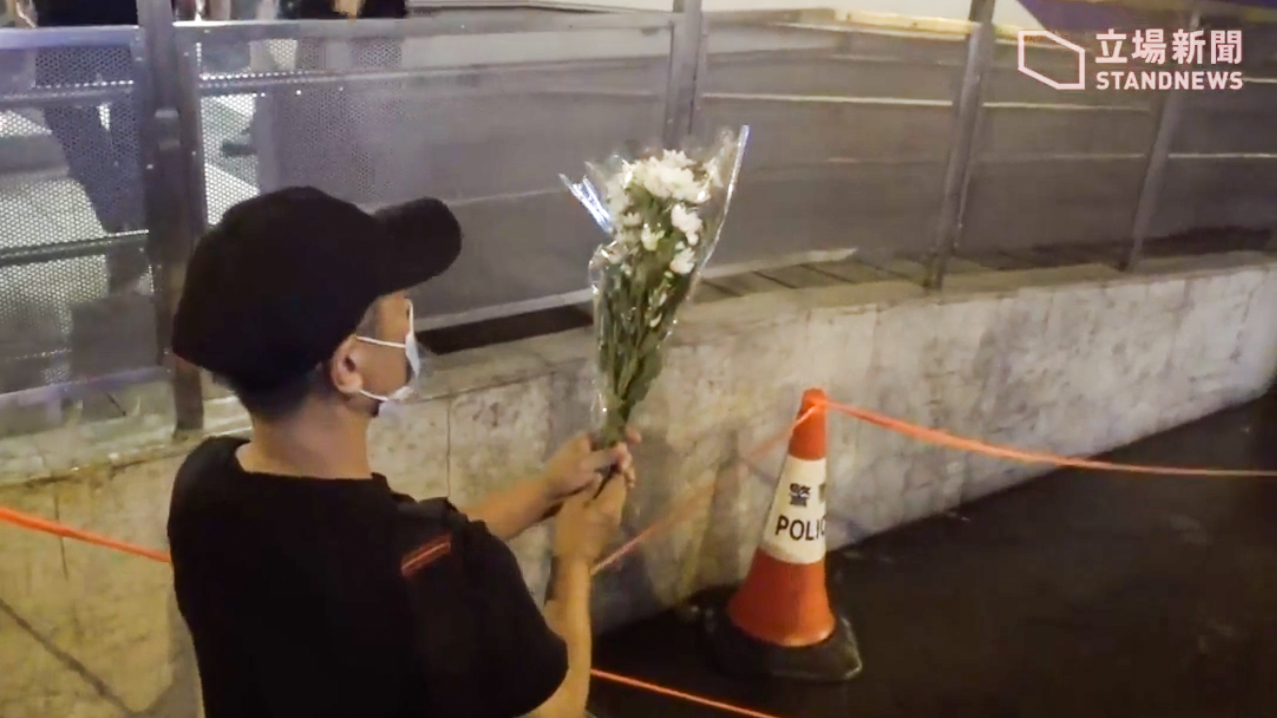
有市民在站外獻花

### 6名身在海外港人涉違國安法被通緝
警方以涉違反《港區國安法》，正式通緝6名身在海外的港人，包括前香港眾志常委羅冠聰、「本土民主前線」前召集人黃台仰、「香港獨立聯盟」召集人陳家駒、英國駐港總領事館前職員鄭文傑、香港效益主義黨主席劉康、以及「佔中三子」之一的朱耀明牧師之子、美籍港人朱牧民。涉及呼籲其他國家制裁或抵制中國或香港、爭取外國支持推動港獨、發放港獨旗幟或帖文、要求外國停止與香港的引渡協議和成立「流亡議會」等。

### 立法會選舉押後一年舉行

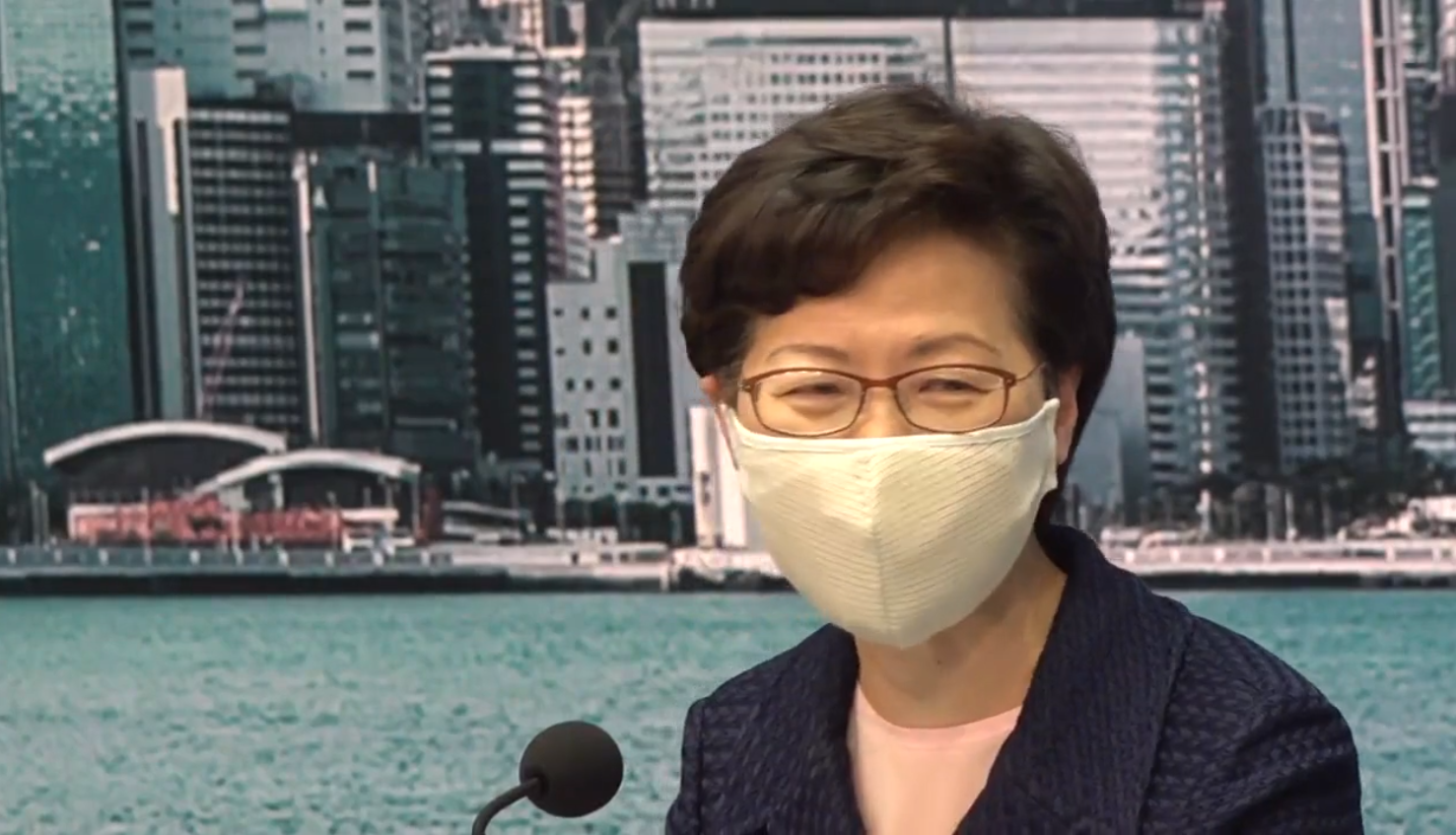
特首林鄭月娥藉疫情變得嚴峻為由，宣佈引用《緊急法》將9月6日舉行的立法會選舉押後一年至明年9月5日

特首林鄭月娥藉疫情變得嚴峻為由，宣佈引用《緊急法》將9月6日舉行的立法會選舉押後一年至明年9月5日。她指援引《緊急法》可避免不適當使用其他法律條文而遭司法挑戰，影響特區管治。由於她只能把選舉推遲一年，卻未能處理立法會未來一年出現的真空期問題，故此稱要由中央政府依法提呈人大常委會作出決定。當「中央電視總台廣播」的記者，問她如何看待歐美國家的制裁，她指外國制裁「除非出到一啲核子手段，咁就兩敗俱傷」，否則受損的只是外國，批評外國的制裁是「無道理、無邏輯」，同時對美國的制裁以「一笑置之，嗤之以鼻。」回應。

### 德國中止與香港的引渡條約
德國因應香港政府取消12名反對派候選人的資格，推遲立法會選舉一年以及引用港版國安法而對6名香港海外港人發通缉令，中止了德國與香港的引渡條約。

### 反送中報導獲獎
英國天空新聞台 Sky News 在今屆的英國電影電視藝術學院，The British Academy of Film and Television Arts (BAFTA)，的頒奬典禮以前線採訪及訪問警察家人的報道而獲得最佳新聞報導獎。